# Vitesse in het seizoen 2018/19
|               | Eredivisie | Play- offs | KNVB beker | Europa League | Totaal |
| ------------- | ---------- | ---------- | ---------- | ------------- | ------ |
| Wedstrijden   | 34         | 4          | 4          | 4             | 46     |
| Gewonnen      | 14         | 1          | 3          | 1             | 19     |
| Gelijk        | 11         | 1          | 0          | 1             | 13     |
| Verloren      | 9          | 2          | 1          | 2             | 14     |
| Thuis         | 17         | 2          | 0          | 2             | 21     |
| Uit           | 17         | 2          | 4          | 2             | 25     |
| Gele kaarten  | 63         | 5          | 3          | 6             | 77     |
| 2× gele kaart | 5          | 0          | 0          | 0             | 5      |
| Rode kaarten  | 9          | 1          | 0          | 1             | 11     |
| Doelsaldo     | +19        | -1         | +2         | 0             | +20    |
| voor          | 70         | 5          | 6          | 5             | 86     |
| tegen         | 51         | 6          | 4          | 5             | 66     |
| ‘De Nul’      | 5          | 0          | 1          | 0             | 6      |

Vitesse kwam in het seizoen 2018/2019 voor het 30e seizoen op rij uit in de hoogste klasse van het betaald voetbal, de Eredivisie. Daarnaast nam het Arnhemse elftal deel aan de KNVB beker en aan de UEFA Europa League. Het tweede elftal van de club, Jong Vitesse, kwam dit seizoen uit in de Tweede divisie.

## Samenvatting
Door de winst van de play-offs om Europees voetbal in mei 2018 begon Vitesse op 26 juli aan het seizoen met de eerste wedstrijd in de tweede kwalificatieronde Europa League. Deze wedstrijd uit tegen FC Viitorul werd met 2–2 gelijk gespeeld. De return werd een week later met 3–1 gewonnen zodat FC Basel getroffen werd in de derde kwalificatieronde. Van FC Basel werd tweemaal met 1–0 verloren waardoor het Europa League-toernooi voor Vitesse op 16 augustus ten einde kwam.
De eerste competitiewedstrijd speelde Vitesse op 12 augustus; thuis werd met 5–1 van FC Groningen gewonnen. Dit was de grootste overwinning die Vitesse ooit boekte in de eerste speelronde van de Eredivisie.
Na de laatste speelronde van de Eredivisie stond Vitesse met 53 punten op de 5e plaats; Vitesse plaatste zich hierdoor voor de Play-offs om Europees voetbal. In de halve finale werd FC Groningen dat als 8e eindigde over twee duels met 4–3 verslagen. In de finale van de play-offs werd FC Utrecht getroffen, dat over twee duels te sterk was (1–3). Vitesse plaatste zich hierdoor niet voor Europees voetbal.
In de KNVB beker behaalde Vitesse de kwartfinale, waarin de ploeg werd uitgeschakeld door met 2–0 te verliezen uit bij AZ.
Bij de competitiewedstrijden bezochten gemiddeld 15.346 toeschouwers Vitesse in GelreDome.

## Voorbereiding

### Maart
- Op 12 maart 2018 werd bekendgemaakt dat Leonid Slutskiy per 1 juli als hoofdtrainer werd aangesteld met een tweejarig contract. Slutskiy nam daarnaast Oleg Yarovinskiy als assistent-trainer mee naar Arnhem.

### April
- Op 11 april werd hoofdtrainer Henk Fraser per direct ontslagen wegens teleurstellende resultaten. Ook de contracten van assistenten Aleksandar Ranković en Jurgen Seegers werden ontbonden. Edward Sturing nam de taken als hoofdtrainer over tot het einde van het seizoen 2017/18.

### Mei
- Op 8 mei tekende Khalid Karami een tweejarig contract, met een optie voor nog een seizoen. De verdediger kwam transfervrij over van Excelsior.
- Op 17 mei tekende Rasmus Thelander een driejarig contract. De Deense verdediger kwam over van FC Zürich.
- Op 19 mei sloot Vitesse de play-offs winnend af tegen FC Utrecht waardoor Vitesse zich plaatste voor de tweede kwalificatieronde van de Europa League.
- Op 22 mei tekende Martijn Berden een nieuw contract voor één seizoen, met optie tot een extra jaar.
- Op 28 mei tekende Anil Mercan een nieuw contract voor één seizoen, met optie tot een extra jaar.

### Juni

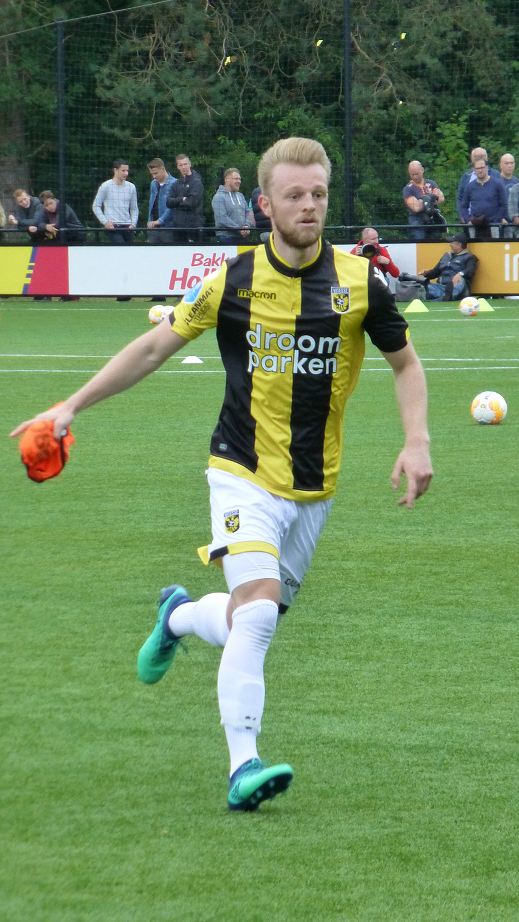
Max Clark bij de eerste training op 24 juni

- Op 6 juni werd bekendgemaakt dat Oussama Darfalou een vierjarig contract heeft getekend. De Algerijnse spits kwam transfervrij over van USM Alger.
- Op 14 juni werd bekendgemaakt dat Guram Kashia na acht seizoenen bij Vitesse vertrok naar San Jose Earthquakes.
- Op 20 juni vond de loting plaats voor de eerste twee kwalificatieronden van de Europa League, waarbij Vitesse een tweede kwalificatieronde tegen Racing FC Union Luxemburg of FC Viitorul lootte.
- Op 22 juni werd bekendgemaakt dat Max Clark een driejarig contract heeft getekend. De Engelse linksback kwam transfervrij over van Hull City.
- Op 23 juni werd het nieuwe thuis- en uittenue gepresenteerd op de website van Vitesse.[1] Samen met het tenue werd de nieuwe hoofdsponsor gepresenteerd: Droomparken.
- Op 24 juni vond de eerste training van het seizoen 2018/19 plaats op Papendal, onder leiding van de nieuwe trainer Leonid Slutskiy. De selectie bestond uit: Mukhtar Ali, Bilal Bayazit, Roy Beerens, Mitchell van Bergen, Thomas Bruns, Alexander Büttner, Thomas Buitink, Max Clark, Lassana Faye, Navarone Foor, Jeroen Houwen, Khalid Karami, Vyacheslav Karavaev, Arnold Kruiswijk, Bryan Linssen, Remko Pasveer, Thulani Serero, Rasmus Thelander en Maikel van der Werff, aangevuld met beloftenspelers Hicham Acheffay, Özgür Aktas, Martijn Berden, Anil Mercan, Jesse Schuurman en Patrick Vroegh. De spelers die nog ontbraken zijn Oussama Darfalou (in afwachting werkvergunning) en Tim Matavž (vakantie na verplichtingen nationaal elftal).
- Op 25 juni sloot Oussama Darfalou aan bij de selectie.
- Op 28 juni completeerde Tim Matavž de selectie.

### Juli
- Op 2 juli maakte Vitesse bekend dat Jake Clarke-Salter voor één seizoen wordt gehuurd van Chelsea. Tevens tekende assistent-trainer Edward Sturing een vernieuwd driejarig contract.
- Op 3 juli maakte Vitesse bekend dat Matúš Bero een vierjarig contract heeft getekend; de Slowaakse middenvelder kwam over van Trabzonspor. Tevens tekende Thomas Buitink een vernieuwd contract tot 2022.
- Van 4 t/m 17 juli verbleef de selectie in Oostenrijk (regio Karinthië) voor een trainingskamp. Naast de spelers van het eerste elftal, reisden ook een tweetal jeugdspelers mee: Martijn Berden en Patrick Vroegh. Arnold Kruiswijk zat niet bij de selectie. Kruiswijk kampte met rugklachten en werkte een individueel traject af. Ook Lassana Faye behoorde niet tot de selectie; hij werd door trainer Leonid Slutskiy overbodig verklaard bij het eerste elftal.
- Op 4 juli maakte Vitesse bekend dat Danilho Doekhi een vierjarig contract heeft getekend; de verdediger kwam over van Ajax.
- Op 5 juli maakte Vitesse bekend dat Hilary Gong een vierjarig contract heeft getekend en dat Angel Acena Rodriguez wordt aangesteld als fysiektrainer bij het eerste elftal.
- Op 6 juli verloor Vitesse een oefenwedstrijd van Wolfsberger AC in Murau met 1–2; het Vitesse-doelpunt werd gemaakt door Oussama Darfalou. Eerder op de dag maakte Vitesse bekend dat doelman Eduardo dos Reis Carvalho gehuurd wordt van Chelsea.
- Op 8 juli maakte Vitesse bekend dat assistent-trainer Nicky Hofs een nieuw contract heeft getekend tot medio 2021.
- Op 9 juli verloor Vitesse een oefenwedstrijd van Shakhtar Donetsk in Sankt Veit an der Glan met 1–4; het Vitesse-doelpunt werd gemaakt door Roy Beerens.
- Op 13 juli speelde Vitesse een oefenwedstrijd tegen FK Arsenal Toela in Villach met 2–2 gelijk; de Vitesse-doelpunten werden gemaakt door Bryan Linssen en Georgii Kostadinov (eigen doelpunt).
- Op 17 juli won Vitesse een oefenwedstrijd tegen Lokomotiv Moskou in Klagenfurt met 3–0; de Vitesse-doelpunten werd gemaakt door Thomas Bruns, Roy Beerens en Alexander Büttner. Ook maakte Vitesse bekend dat Joris Klein-Holte een nieuw eenjarig contract heeft getekend en dat Joseph Oosting zijn contract met twee jaar heeft verlengd.
- Op 25 juli werd bekend dat fysiektrainer Angel Acena Rodriguez alweer is vertrokken bij Vitesse.[2]

## Competitieseizoen

### Juli
- Op 24 juli vertrok de selectie van twintig man naar Roemenië. De selectie bestaat uit: Eduardo Carvalho, Remko Pasveer, Vjatsjeslav Karavajev, Khalid Karami, Maikel van der Werff, Jake Clarke-Salter, Rasmus Thelander, Alexander Büttner, Max Clark, Thulani Serero, Matúš Bero, Navarone Foor, Thomas Bruns, Roy Beerens, Hilary Gong, Mitchell van Bergen, Tim Matavž, Oussama Darfalou, Bryan Linssen en Thomas Buitink.
- Op 26 juli speelde Vitesse de eerste officiële wedstrijd van het seizoen in de tweede kwalificatieronde van de Europa League, uit tegen FC Viitorul werd met 2–2 gelijkgespeeld. De Vitesse-doelpunten werden gemaakt door Matavž en Linssen. De wedstrijd was het debuut van Matúš Bero, Jake Clarke-Salter, Eduardo, Hilary Gong en Rasmus Thelander.

### Augustus
- Op 2 augustus werd de return gespeeld van de tweede kwalificatieronde van de Europa League, waarbij thuis met 3–1 werd gewonnen van FC Viitorul. De Vitesse-doelpunten werden gemaakt door Matavž, Linssen en Beerens. Vitesse plaatste zich hiermee voor de derde kwalificatieronde.
- Op 9 augustus verloor Vitesse thuis met 0–1 van FC Basel in de eerste wedstrijd van de derde kwalificatieronde van de Europa League. Ricky van Wolfswinkel scoorde namens Basel in extra tijd. De wedstrijd was het debuut van Max Clark.
- Op 12 augustus won Vitesse thuis met 5–1 van FC Groningen in de eerste speelronde van de Eredivisie. De Vitesse-doelpunten werden gemaakt door Linssen, Bero, Beerens, Clarke-Salter en Matavž. De wedstrijd was het debuut van Oussama Darfalou.
- Op 16 augustus verloor Vitesse de return van de derde kwalificatieronde van de Europa League, uit tegen FC Basel werd het 1–0. Vitesse was hierdoor uitgeschakeld in de Europa League. Jake Clarke-Salter kreeg in de eerste helft een rode kaart waardoor de ploeg ruim een uur met tien man speelde.
- Op 19 augustus speelde Vitesse uit tegen sc Heerenveen met 1–1 gelijk. Matavž maakte het Vitesse-doelpunt.
- Op 21 augustus maakte Vitesse bekend dat Martin Ødegaard voor één seizoen gehuurd wordt van Real Madrid.
- Op 23 augustus werd bekend dat Rasmus Thelander tot de winterstop is uitgeschakeld door een gebroken enkel.[3]
- Op 25 augustus vond de loting voor de eerste ronde van de KNVB beker plaats waarbij Vitesse een uitwedstrijd tegen RKAV Volendam lootte.
- Op 26 augustus speelde Vitesse uit tegen AZ met 0–0 gelijk. De wedstrijd was het debuut van Martin Ødegaard.
- Op 27 augustus werd bekendgemaakt dat Jeroen Houwen voor één seizoen werd verhuurd aan Telstar.
- Op 31 augustus tekende Mitchell van Bergen een contract bij sc Heerenveen. Vlak voor de transferdeadline werd Charly Musonda als vervanger aangetrokken, hij kwam op huurbasis over van Chelsea.

### September
- Op 2 september verloor Vitesse thuis met 0–4 van Ajax.
- Op 8 september speelde Vitesse een oefenwedstrijd uit bij Royal Antwerp FC met 0–0 gelijk.
- Op 16 september won Vitesse uit van PEC Zwolle met 0–2. Beide doelpunten werden gemaakt door Tim Matavž.
- Op 22 september speelde Vitesse thuis tegen ADO Den Haag in het jaarlijkse Airborne-duel met 1–1 gelijk. Het Vitesse-doelpunt werd gemaakt door Tim Matavž; Maikel van der Werff kreeg een rode kaart.
- Op 26 september won Vitesse in de eerste ronde van het KNVB bekertoernooi uit tegen RKAV Volendam met 1–2. De Vitesse-doelpunten werden gemaakt door Van der Werff en Darfalou.
- Op 30 september verloor Vitesse uit met 2–1 van Feyenoord. Het Vitesse-doelpunt werd gemaakt door Matúš Bero; Thomas Bruns en Danilho Doekhi kregen een rode kaart. Tim Matavž viel uit met een gebroken kuitbeen.

### Oktober
- Op 5 oktober maakte Vitesse bekend dat er een nettowinst van 9 miljoen euro is behaald over het seizoen 2017/2018.[4]
- Op 7 oktober won Vitesse thuis van Heracles Almelo met 4–0. De doelpunten werden gemaakt door Oussama Darfalou (2x), Navarone Foor en Alexander Büttner.
- Op 11 oktober had Vitesse een oefenwedstrijd uit tegen sc Heerenveen ingepland, maar deze werd afgelast omdat er te veel spelers ontbraken door blessures en interlandvoetbal.
- Op 16 oktober won een combinatie-team van Vitesse en Jong Vitesse een oefenwedstrijd van Jong China met 5–1. De Vitesse-doelpunten werden gemaakt door Karavaev, Buitink, Linssen, Grotenbreg en Musaba.
- Op 20 oktober verloor Vitesse uit van Excelsior met 2–0.
- Op 28 oktober won Vitesse thuis van Fortuna Sittard met 2–1. De Vitesse-doelpunten werden gemaakt door Maikel van der Werff en Matúš Bero.
- Op 31 oktober won Vitesse in de tweede ronde van de KNVB beker uit van Heracles Almelo met 0–2. De doelpunten werden gemaakt door Martin Ødegaard en Thomas Buitink.

### November
- Op 3 november verloor Vitesse uit van PSV met 1–0. Vitesse speelde vanaf de 14e minuut met tien man door een rode kaart voor Danilho Doekhi.
- Op 6 november won een combinatie-team van Vitesse en Jong Vitesse een oefenwedstrijd van (combinatie-team) FC Volendam met 4–2. De Vitesse-doelpunten werden gemaakt door Musaba, Grotenbreg, De Beer en Ten Teije.
- Op 10 november won Vitesse thuis van FC Utrecht met 2–1. De Vitesse-doelpunten werden gemaakt door Bryan Linssen en Martin Ødegaard. Vitesse speelde met KWF Kankerbestrijding op de borst in plaats van shirtsponsor Droomparken.
- Op 25 november won Vitesse uit van Willem II met 1–3. De Vitesse-doelpunten werden gemaakt door Matúš Bero, Oussama Darfalou en Bryan Linssen.

### December
- Op 1 december speelde Vitesse thuis tegen FC Emmen met 1–1 gelijk. Het Vitesse-doelpunt werd gemaakt door Bryan Linssen. De wedstrijd stond in het teken van het afscheid van Guram Kashia.
- Op 9 december verloor Vitesse uit van NAC Breda met 2–1. Het Vitesse-doelpunt werd gemaakt door Bryan Linssen.
- Op 15 december won Vitesse thuis van VVV-Venlo met 2–1. De Vitesse-doelpunten werden gemaakt door Martin Ødegaard en Oussama Darfalou.
- Op 20 december won Vitesse uit van Kozakken Boys met 1–2 in de achtste finale van de KNVB beker. De Vitesse-doelpunten werden gemaakt door Matúš Bero en Martin Ødegaard.
- Op 22 december lootte Vitesse een uitwedstrijd tegen AZ voor de kwartfinale van de KNVB beker.
- Op 23 december speelde Vitesse uit tegen De Graafschap met 2–2 gelijk. De Vitesse-doelpunten werden gemaakt door Martin Ødegaard en Matúš Bero. Vitesse sloot hiermee de eerste seizoenshelft af en ging als vijfde op de ranglijst de winterstop in.
- Op 24 december werd bekendgemaakt dat Thomas Bruns voor de tweede seizoenshelft verhuurd werd aan FC Groningen.
- Van 24 december 2018 t/m 17 januari 2019 heeft de Eredivisie een winterstop.

### Januari
- Op 1 januari werd bekendgemaakt dat Khalid Karami voor de tweede seizoenshelft verhuurd werd aan NAC Breda.
- Van 3 t/m 12 januari is Vitesse op trainingskamp in Alcantarilha (Portugal). Er gingen 25 spelers mee, naast de spelers van het eerste elftal was Ilyas Alilou Khouribech als testspeler aanwezig en van de beloften waren Bilal Bayazit, Patrick Vroegh, Richie Musaba en Richonell Margaret meegereisd. De geblesseerde Kruiswijk en Musonda bleven thuis, Matavž en Gong werkten in Portugal aan revalidatie.
- Op 5 januari werd bekendgemaakt dat Richonell Margaret met Vitesse een akkoord had bereikt over een driejarig contract met ingang van de zomer 2019.[5]
- Op 6 januari verloor Vitesse een oefenwedstrijd tegen VfL Wolfsburg met 0–3.
- Op 10 januari verliet Matúš Bero het trainingskamp in verband met een opgelopen schouderblessure.
- Op 11 januari won Vitesse een oefenwedstrijd tegen Livingston FC met 3–2. De Vitesse-doelpunten werden gemaakt door Karavaev, Ødegaard en Linssen.
- Op 18 januari won Vitesse thuis van Excelsior met 3–2 in de eerste Eredivisie-wedstrijd van 2019. De Vitesse-doelpunten werden gemaakt door Navarone Foor, Bryan Linssen en Maikel van der Werff. De wedstrijd was het debuut van Richonell Margaret.
- Op 22 januari verloor Vitesse uit van AZ met 2–0 in de kwartfinale van de KNVB beker.
- Op 23 januari werd bekendgemaakt dat doelman Jeroen Houwen terugkeert van zijn verhuur aan Telstar en dat beloftenspeler Anil Mercan een overstap maakte naar Konya Anadolu Selçukspor.
- Op 27 januari verloor Vitesse uit van Fortuna Sittard met 2–1. Het Vitesse-doelpunt werd gemaakt door Bryan Linssen.
- Op 30 januari werd bekendgemaakt dat Lassana Faye vertrok naar Sparta Rotterdam.
- Op 31 januari werd bekendgemaakt dat Mohammed Dauda tot het einde van het seizoen gehuurd werd van RSC Anderlecht. Vitesse heeft bij de overgang een optie tot koop bedongen.

### Februari
- Op 2 februari speelde Vitesse thuis tegen sc Heerenveen met 2–2 gelijk. De Vitesse-doelpunten werden gemaakt door Mukhtar Ali en Bryan Linssen.
- Op 7 februari sloot Mohammed Dauda aan bij de selectie.
- Op 10 februari verloor Vitesse uit van FC Groningen met 2–1. Het Vitesse-doelpunt werd gemaakt door Oussama Darfalou. De wedstrijd was het debuut van Mohammed Dauda.
- Op 16 februari won Vitesse thuis van Willem II met 3–2. De Vitesse-doelpunten werden gemaakt door Bryan Linssen, Martin Ødegaard en Max Clark.
- Op 21 februari vertrok Joost de Wit bij Vitesse en werd Pascal van Wijk tot nieuwe algemeen directeur benoemd.[6]
- Op 24 februari won Vitesse uit van FC Emmen met 0–3. De doelpunten werden gemaakt door Mohammed Dauda, Martin Ødegaard en Navarone Foor.
- Op 28 februari maakte Vitesse bekend dat Arnold Kruiswijk na het seizoen stopt als profvoetballer in verband met een slepende rugblessure.[7] Kruiswijk kwam door blessureleed sinds 16 januari 2018 niet meer in actie voor Vitesse.

### Maart
- Op 1 maart maakte Vitesse bekend dat het hoofdsponsorschap van Droomparken beperkt zal blijven tot één seizoen.[8]
- Op 2 maart won Vitesse thuis van NAC Breda met 4–1. De Vitesse-doelpunten werden gemaakt door Thomas Buitink, Maikel van der Werff, Alexander Büttner en Matúš Bero.
- Op 10 maart speelde Vitesse thuis tegen Feyenoord met 1–1 gelijk. Het Vitesse-doelpunt werd gemaakt door Mohammed Dauda.
- Op 15 maart maakte Vitesse bekend dat Nike met ingang van het komende seizoen de nieuwe teamwear supplier wordt, waarbij Macron vervangen wordt dat vijf seizoenen de sportkleding leverde.[9] Het contract met Nike is voor een duur van vier jaar.
- Op 16 maart verloor Vitesse uit van Heracles Almelo met 3–2. De Vitesse-doelpunten werden gemaakt door Navarone Foor en Matúš Bero. Vitesse speelde ruim een helft met tien man omdat Max Clark een rode kaart kreeg.
- Op 20 maart speelde Vitesse een oefenwedstrijd uit tegen sc Heerenveen met 1–1 gelijk. Het Vitesse-doelpunt werd gemaakt door Bryan Linssen.
- Op 30 maart speelde Vitesse uit tegen ADO Den Haag met 3–3 gelijk. De drie Vitesse-doelpunten werden gemaakt door Thomas Buitink; hij is hiermee de jongste Vitessenaar die een hattrick maakte in de Eredivisie.[10]

### April
- Op 2 april speelde Vitesse thuis tegen AZ met 2–2 gelijk. De Vitesse-doelpunten werden gemaakt door Matúš Bero en Thomas Buitink.
- Op 7 april speelde Vitesse thuis tegen koploper PSV met 3–3 gelijk. De Vitesse-doelpunten werden gemaakt door Thulani Serero, Martin Ødegaard en Tim Matavž. GelreDome was hierbij voor het eerst sinds 6 april 2014 uitverkocht.
- Op 10 april accepteerde trainer Leonid Slutskiy een functieontzegging van één duel plus één voorwaardelijk als straf voor zijn commentaar op scheidsrechter Serdar Gözübüyük na afloop van het competitieduel tegen PSV op 7 april.[11][12]
- Op 14 april speelde Vitesse uit tegen FC Utrecht met 0–0 gelijk. Assistent-trainer Oleg Yarovinskiy nam de functie van hoofdtrainer waar.
- Op 20 april won Vitesse thuis tegen PEC Zwolle met 4–1. De Vitesse-doelpunten werden gemaakt door Bryan Linssen (3x) en Mohammed Dauda. In de 27e minuut kreeg Alexander Büttner een rode kaart bij een 1–1 stand; Vitesse speelde hierdoor ruim een uur met een man minder, desondanks wist de ploeg nog driemaal te scoren en te winnen.
- Op 22 april kreeg Alexander Büttner een schorsing van twee wedstrijden (plus één voorwaardelijk) voor zijn rode kaart in het duel tegen PEC Zwolle.[13]
- Op 23 april verloor Vitesse uit tegen koploper Ajax met 4–2. De Vitesse-doelpunten werden gemaakt door Navarone Foor en Oussama Darfalou.

### Mei
- Op 3 mei verloor Vitesse een oefenwedstrijd van PSV met 0–5. De wedstrijd werd achter gesloten deuren in GelreDome gespeeld.
- Op 12 mei won Vitesse thuis van De Graafschap met 6–1. Vitesse plaatste zich met dit resultaat voor de Play-offs voor de UEFA Europa League. De Vitesse-doelpunten werden gemaakt door Thomas Buitink (2x), Bart Straalman (e.d.), Martin Ødegaard, Oussama Darfalou en Richie Musaba. De wedstrijd was het debuut van Charly Musonda jr. en Richie Musaba.
- Op 15 mei won Vitesse uit van VVV-Venlo met 1–3 in de laatste wedstrijd van de reguliere competitie; het duel was onderdeel van de 33e speelronde die in zijn geheel was verplaatst van 28 april naar 15 mei. De Vitesse-doelpunten werden gemaakt door Vyacheslav Karavaev, Martin Ødegaard en Matúš Bero.
- Op 18 mei verloor Vitesse de eerste wedstrijd in de play-offs uit van FC Groningen met 2–1. Het Vitesse-doelpunt werd gemaakt door Max Clark.
- Op 21 mei won Vitesse de tweede wedstrijd in de play-offs thuis van FC Groningen met 3–1. De Vitesse-doelpunten werden gemaakt door Martin Ødegaard en Tim Matavž (2x). Met dit resultaat plaatste Vitesse zich voor de finale van de play-offs.
Vitesse maakte deze dag tevens bekend dat het beloftenelftal uit de voetbalpiramide stapt en dat Jong Vitesse komend seizoen dus niet meer in de Tweede divisie uitkomt.[14]
- Op 23 mei tekende Richie Musaba een driejarig contract bij Vitesse.[15]
- Op 24 mei speelde Vitesse uit tegen FC Utrecht met 1–1 gelijk in de eerste wedstrijd van de finale van de play-offs. Het Vitesse-doelpunt werd gemaakt door Tim Matavž.
- Op 25 mei sloot Jong Vitesse het seizoen af als achtste in de Tweede divisie en daarbij als best geklasseerde beloftenteam in deze competitie. Op basis van dit resultaat zou de ploeg zich handhaven in deze divisie.[16]
- Op 28 mei verloor Vitesse thuis van FC Utrecht met 0–2 in de tweede wedstrijd van de finale van de play-offs. Vitesse plaatste zich hierdoor niet voor Europees voetbal.

## Tenue

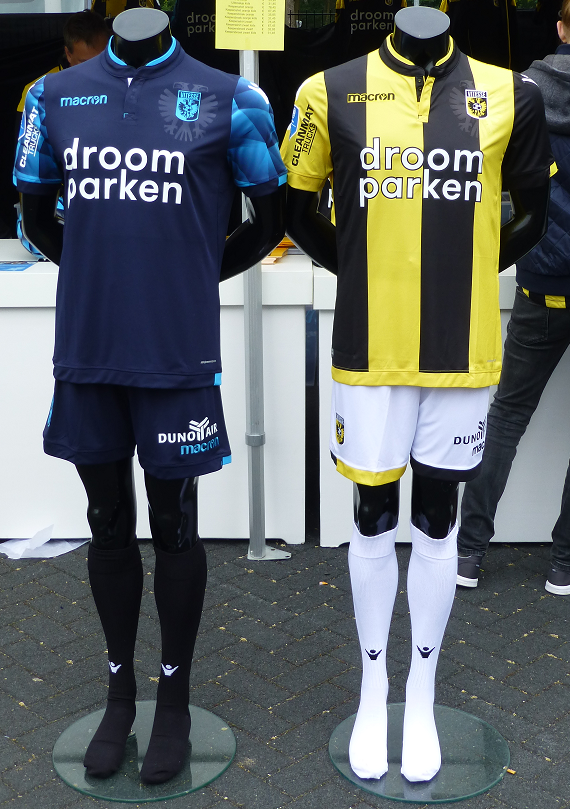
Vitesse thuis- en uittenue in het seizoen 2018/2019

Vitesse speelt en traint in het seizoen 2018/'19 voor het vijfde seizoen op rij in kleding van Macron, met shirtsponsors: Droomparken (hoofdsponsor), Prins Petfoods (achterop), DunoAir (broek) en Clean Mat Trucks (mouw). De tenues werden de dag voorafgaand aan de eerste training van het seizoen gepresenteerd op de website van Vitesse, samen met de nieuwe hoofdsponsor.
In het thuisduel tegen FC Utrecht op 10 november 2018 speelde Vitesse met KWF Kankerbestrijding op de borst in plaats van shirtsponsor Droomparken. Deze shirts werden geveild waarbij de opbrengst ten goede kwam aan onderzoek naar alvleesklierkanker.
| Thuis | Uit |

## Clubstatistieken seizoen 2018/19

### Eindstand in Nederlandse Eredivisie
| Stand | Gespeeld | Gewonnen | Gelijk | Verloren | Punten | Doelpunten voor | Doelpunten tegen | Gele kaarten | Twee gele kaarten | Rode kaarten |
| ----- | -------- | -------- | ------ | -------- | ------ | --------------- | ---------------- | ------------ | ----------------- | ------------ |
| 5     | 34       | 14       | 11     | 9        | 53     | 70              | 51               | 63           | 5                 | 9            |

### Stand, punten en doelpunten per speelronde
Winst
Gelijk
Verlies
| Speelronde              | 01                | 02                | 03                | 04                | 05                | 06                | 07                | 08                | 09                | 10                | 11                | 12                | 13                | 14                | 15                | 16                | 17                | 18                | 19                | 20                | 21                | 22                | 23                | 24                | 25                | 26                | 27                | 28                | 29                | 30                | 31                | 32                | 33                | 34                |
| ----------------------- | ----------------- | ----------------- | ----------------- | ----------------- | ----------------- | ----------------- | ----------------- | ----------------- | ----------------- | ----------------- | ----------------- | ----------------- | ----------------- | ----------------- | ----------------- | ----------------- | ----------------- | ----------------- | ----------------- | ----------------- | ----------------- | ----------------- | ----------------- | ----------------- | ----------------- | ----------------- | ----------------- | ----------------- | ----------------- | ----------------- | ----------------- | ----------------- | ----------------- | ----------------- |
| Trainer                 | Leonid Slutskiy*1 | Leonid Slutskiy*1 | Leonid Slutskiy*1 | Leonid Slutskiy*1 | Leonid Slutskiy*1 | Leonid Slutskiy*1 | Leonid Slutskiy*1 | Leonid Slutskiy*1 | Leonid Slutskiy*1 | Leonid Slutskiy*1 | Leonid Slutskiy*1 | Leonid Slutskiy*1 | Leonid Slutskiy*1 | Leonid Slutskiy*1 | Leonid Slutskiy*1 | Leonid Slutskiy*1 | Leonid Slutskiy*1 | Leonid Slutskiy*1 | Leonid Slutskiy*1 | Leonid Slutskiy*1 | Leonid Slutskiy*1 | Leonid Slutskiy*1 | Leonid Slutskiy*1 | Leonid Slutskiy*1 | Leonid Slutskiy*1 | Leonid Slutskiy*1 | Leonid Slutskiy*1 | Leonid Slutskiy*1 | Leonid Slutskiy*1 | Leonid Slutskiy*1 | Leonid Slutskiy*1 | Leonid Slutskiy*1 | Leonid Slutskiy*1 | Leonid Slutskiy*1 |
| Punten per speelronde   | 3                 | 1                 | 1                 | 0                 | 3                 | 1                 | 0                 | 3                 | 0                 | 3                 | 0                 | 3                 | 3                 | 1                 | 0                 | 3                 | 1                 | 3                 | 0                 | 1                 | 0                 | 3                 | 3                 | 3                 | 1                 | 0                 | 1                 | 1                 | 1                 | 1                 | 3                 | 0                 | 3                 | 3                 |
| Punten na speelronde    | 3                 | 4                 | 5                 | 5                 | 8                 | 9                 | 9                 | 12                | 12                | 15                | 15                | 18                | 21                | 22                | 22                | 25                | 26                | 29                | 29                | 30                | 30                | 33                | 36                | 39                | 40                | 40                | 41                | 42                | 43                | 44                | 47                | 47                | 50                | 53                |
| Stand na speelronde     | 2                 | 3                 | 6                 | 8                 | 6                 | 7                 | 7                 | 5                 | 7                 | 5                 | 7                 | 6                 | 4                 | 6                 | 7                 | 6                 | 5                 | 4                 | 5                 | 5                 | 5                 | 5                 | 5                 | 5                 | 5                 | 5                 | 7                 | 6                 | 7                 | 7                 | 6                 | 7                 | 5                 | 5                 |
| Goals per speelronde    | 5                 | 1                 | 0                 | 0                 | 2                 | 1                 | 1                 | 4                 | 0                 | 2                 | 0                 | 2                 | 3                 | 1                 | 1                 | 2                 | 2                 | 3                 | 1                 | 2                 | 1                 | 3                 | 3                 | 4                 | 1                 | 2                 | 3                 | 2                 | 3                 | 0                 | 4                 | 2                 | 6                 | 3                 |
| Goals na speelronde     | 5                 | 6                 | 6                 | 6                 | 8                 | 9                 | 10                | 14                | 14                | 16                | 16                | 18                | 21                | 22                | 23                | 25                | 27                | 30                | 31                | 33                | 34                | 37                | 40                | 44                | 45                | 47                | 50                | 52                | 55                | 55                | 59                | 61                | 67                | 70                |
| Doelsaldo na speelronde | +4                | +4                | +4                | 0                 | +2                | +2                | +1                | +5                | +3                | +4                | +3                | +4                | +6                | +6                | +5                | +6                | +6                | +7                | +6                | +6                | +5                | +6                | +9                | +12               | +12               | +11               | +11               | +11               | +11               | +11               | +14               | +12               | +17               | +19               |

0*1 Assistent-trainer Oleg Yarovinskiy nam de functie van hoofdtrainer waar in speelronde 30.
| (Eind)stand            | Kwalificatie voor                                    |
| ---------------------- | ---------------------------------------------------- |
| 1e                     | Voorronde Champions League                           |
| 2e                     | Voorronde Champions League                           |
| 3e *2                  | Ticket KNVB beker winnaar*2, voorronde Europa League |
| 3e 4e *2               | Voorronde Europa League                              |
| 4e t/m 7e 5e t/m 8e *2 | Play-offs voor voorronde Europa League               |
| 8e 9e t/m 15e *2       | –                                                    |
| 16e & 17e              | Play-offs tegen degradatie naar de Eerste divisie    |
| 18e                    | Degradatie naar de Eerste divisie                    |

0*2 Na de bekerfinale ging het ticket voor de bekerwinnaar naar plaats 3 omdat Ajax al via de competitie zeker was van plaatsing voor de voorronde van de Champions League.

### Toeschouwersaantallen
| Tegenstander              | ADO    | AJA    | AZ     | EMM    | EXC    | FEY    | FOR    | GRA    | GRO    | HEE    | HER    | NAC    | PEC    | PSV    | UTR    | VVV    | WIL    | Totaal (Gem.)    |
| ------------------------- | ------ | ------ | ------ | ------ | ------ | ------ | ------ | ------ | ------ | ------ | ------ | ------ | ------ | ------ | ------ | ------ | ------ | ---------------- |
| Vitesse thuis (GelreDome) | 14.023 | 19.231 | 14.162 | 15.821 | 13.231 | 17.208 | 15.879 | 16.250 | 13.434 | 15.342 | 14.338 | 12.757 | 15.387 | 21.248 | 15.131 | 13.249 | 14.186 | 260.877 (15.346) |
| Vitesse uit               | 155    | 250    | 187    | 310    | 387    | 260    | 216    | 550    | 88     | 234    | 500    | 245    | 374    | 164    | 219    | 213    | 341    | 4.693 (276)      |

### Topscorers
| Nr.                         | Naam                        | Goal |
| --------------------------- | --------------------------- | ---- |
| 1.                          | Bryan Linssen               | 12   |
| 2.                          | Matúš Bero                  | 9    |
| 3.                          | Martin Ødegaard             | 8    |
| 4.                          | Thomas Buitink              | 7    |
| 4.                          | Oussama Darfalou            | 7    |
| 6.                          | Tim Matavž                  | 6    |
| 7.                          | Navarone Foor               | 5    |
| 8.                          | Mohammed Dauda              | 3    |
| 8.                          | Maikel van der Werff        | 3    |
| 10.                         | Alexander Büttner           | 2    |
| 11.                         | Mukhtar Ali                 | 1    |
| 11.                         | Roy Beerens                 | 1    |
| 11.                         | Max Clark                   | 1    |
| 11.                         | Jake Clarke-Salter          | 1    |
| 11.                         | Vyacheslav Karavaev         | 1    |
| 11.                         | Richie Musaba               | 1    |
| 11.                         | Thulani Serero              | 1    |
| Eigen doelpunt tegenstander | Eigen doelpunt tegenstander | 1    |
| Totaal                      | Totaal                      | 70   |

| Nr.    | Naam            | Goal |
| ------ | --------------- | ---- |
| 1.     | Tim Matavž      | 3    |
| 2.     | Max Clark       | 1    |
| 2.     | Martin Ødegaard | 1    |
| Totaal | Totaal          | 5    |

| Nr.    | Naam                 | Goal |
| ------ | -------------------- | ---- |
| 1.     | Martin Ødegaard      | 2    |
| 2.     | Matúš Bero           | 1    |
| 2.     | Thomas Buitink       | 1    |
| 2.     | Oussama Darfalou     | 1    |
| 2.     | Maikel van der Werff | 1    |
| Totaal | Totaal               | 6    |

| Nr.    | Naam          | Goal |
| ------ | ------------- | ---- |
| 1.     | Bryan Linssen | 2    |
| 1.     | Tim Matavž    | 2    |
| 3.     | Roy Beerens   | 1    |
| Totaal | Totaal        | 5    |

| Nr.                         | Naam                        | Goal |
| --------------------------- | --------------------------- | ---- |
| 1.                          | Bryan Linssen               | 14   |
| 2.                          | Tim Matavž                  | 11   |
| 2.                          | Martin Ødegaard             | 11   |
| 4.                          | Matúš Bero                  | 10   |
| 5.                          | Thomas Buitink              | 8    |
| 5.                          | Oussama Darfalou            | 8    |
| 7.                          | Navarone Foor               | 5    |
| 8.                          | Maikel van der Werff        | 4    |
| 9.                          | Mohammed Dauda              | 3    |
| 10.                         | Roy Beerens                 | 2    |
| 10.                         | Alexander Büttner           | 2    |
| 10.                         | Max Clark                   | 2    |
| 13.                         | Mukhtar Ali                 | 1    |
| 13.                         | Jake Clarke-Salter          | 1    |
| 13.                         | Vyacheslav Karavaev         | 1    |
| 13.                         | Richie Musaba               | 1    |
| 13.                         | Thulani Serero              | 1    |
| Eigen doelpunt tegenstander | Eigen doelpunt tegenstander | 1    |
| Totaal                      | Totaal                      | 86   |

## Staf eerste elftal 2018/19
Voorafgaand aan het seizoen vonden een aantal wijzigingen plaats in de staf van het eerste elftal:
- Op 12 maart 2018 werd bekendgemaakt dat Leonid Slutskiy als hoofdtrainer werd aangesteld met een tweejarig contract.[18]
- Slutskiy nam Oleg Yarovinskiy als assistent-trainer mee naar Arnhem.
- Op 2 juli 2018 maakte Vitesse bekend dat assistent-trainer Edward Sturing een vernieuwd contract tekende tot medio 2021.[19]
- Op 5 juli 2018 maakte Vitesse bekend dat Angel Acena Rodriguez werd aangesteld als nieuwe fysiektrainer.[20] Hij vertrok echter alweer binnen enkele weken.[2]
- Op 8 juli 2018 maakte Vitesse bekend dat assistent-trainer Nicky Hofs een vernieuwd contract tekende tot medio 2021.[21]
- Tijdens de winterstop sloten de broers Alexei en Vasili Berezoetski aan bij de technische staf van Vitesse. Tot het einde van het seizoen lopen de heren stage bij Sloetski.

Overzicht staf eerste elftal
|                    | Naam                  | Functie                                    | Contract tot |
| ------------------ | --------------------- | ------------------------------------------ | ------------ |
| Vlag van Rusland   | Leonid Slutskiy       | Hoofdtrainer                               | 30 juni 2020 |
| Vlag van Nederland | Edward Sturing        | Assistent-trainer                          | 30 juni 2021 |
| Vlag van Nederland | Nicky Hofs            | Assistent-trainer                          | 30 juni 2021 |
| Vlag van Rusland   | Oleg Yarovinskiy      | Assistent-trainer                          |              |
| Vlag van Nederland | Raimond van der Gouw  | Keepers- en assistent-trainer              | 30 juni 2019 |
| Vlag van Rusland   | Vasili Berezoetski    | Stagiair (assistent-trainer)               |              |
| Vlag van Rusland   | Aleksej Berezoetski   | Stagiair (assistent-trainer)               |              |
| Vlag van Spanje    | Angel Acena Rodriguez | Fysiektrainer                              |              |
| Vlag van Nederland | Kevin Balvers         | Video-analist                              | 30 juni 2020 |
| Vlag van Nederland | Pieter Sengkerij      | Clubarts                                   |              |
| Vlag van Nederland | Jos Kortekaas         | Coördinator medische staf / fysiotherapeut |              |
| Vlag van Nederland | Jesper Gabriëls       | Fysiotherapeut                             |              |
| Vlag van Nederland | Mirjam Clifford       | Teammanager                                |              |
| Vlag van Nederland | Frits Hartemink       | Materiaalman                               |              |
| Vlag van Nederland | Marco Rou             | Materiaalman                               |              |

## Selectie in het seizoen 2018/19
Tot de selectie 2018/19 worden alle spelers gerekend die gedurende (een deel van) het seizoen tot de selectie van het eerste elftal hebben behoord volgens de Vitesse-website, dus ook als ze bijvoorbeeld geen wedstrijd gespeeld hebben of tijdens het seizoen zijn vertrokken naar een andere club. De spelers van Jong Vitesse worden hier ook tot de selectie gerekend, als ze bij minimaal één officiële wedstrijd van het eerste elftal tot de wedstrijdselectie behoorden.

### Selectie
| Nr.             | Nat.                                       | Naam                  | Contract        | Geboortedatum     | Seizoen         | Vorige club               | Debuut Vitesse    |
| Doelverdediging | Doelverdediging                            | Doelverdediging       | Doelverdediging | Doelverdediging   | Doelverdediging | Doelverdediging           | Doelverdediging   |
| --------------- | ------------------------------------------ | --------------------- | --------------- | ----------------- | --------------- | ------------------------- | ----------------- |
| 01              | Vlag van Portugal                          | Eduardo Carvalho      | 2019 (huur)     | 19 september 1982 | 1e              | Chelsea FC                | 26 juli 2018      |
| 22              | Vlag van Nederland                         | Remko Pasveer         | 2020            | 8 november 1983   | 2e              | PSV                       | 5 augustus 2017   |
| 24              | Vlag van Nederland                         | Jeroen Houwen*3       | 2021            | 18 februari 1996  | 6e              | Telstar (verhuur Vitesse) | 19 november 2017  |
| 40              | Vlag van Nederland                         | Bilal Bayazit*1       | 2021            | 8 april 1999      | 2e              | Vitesse Voetbal Academie  | –                 |
| Verdediging     |                                            |                       |                 |                   |                 |                           |                   |
| 02              | Vlag van Nederland                         | Khalid Karami*2       | 2020            | 29 december 1989  | 1e              | Excelsior                 | 26 september 2018 |
| 03              | Vlag van Nederland                         | Maikel van der Werff  | 2019            | 22 april 1989     | 4e              | PEC Zwolle                | 6 augustus 2015   |
| 05              | Vlag van Engeland                          | Max Clark             | 2021            | 19 januari 1996   | 1e              | Hull City                 | 9 augustus 2018   |
| 06              | Vlag van Nederland                         | Arnold Kruiswijk      | 2019            | 2 november 1984   | 5e              | sc Heerenveen             | 10 augustus 2014  |
| 08              | Vlag van Rusland                           | Vjatsjeslav Karavajev | 2021            | 20 mei 1995       | 2e              | Sparta Praag              | 11 februari 2018  |
| 14              | Vlag van Engeland                          | Jake Clarke-Salter    | 2019 (huur)     | 22 september 1997 | 1e              | Chelsea FC                | 26 juli 2018      |
| 26              | Vlag van Denemarken                        | Rasmus Thelander      | 2021            | 9 juli 1991       | 1e              | FC Zürich                 | 26 juli 2018      |
| 28              | Vlag van Nederland                         | Alexander Büttner     | 2019            | 11 februari 1989  | 8e              | Dinamo Moskou             | 15 maart 2008     |
| 30              | Vlag van Nederland                         | Danilho Doekhi        | 2022            | 30 juni 1998      | 1e              | AFC Ajax                  | 26 september 2018 |
| 32              | Vlag van Nederland                         | Özgür Aktas*1         | 2020            | 13 februari 1997  | 1e              | NEC                       | –                 |
| 43              | Vlag van Nederland                         | Lassana Faye*2        | 2019            | 15 juni 1998      | 3e              | Vitesse Voetbal Academie  | 14 december 2016  |
| Middenveld      |                                            |                       |                 |                   |                 |                           |                   |
| 10              | Vlag van Nederland                         | Thomas Bruns*2        | 2021            | 7 januari 1992    | 2e              | Heracles Almelo           | 5 augustus 2017   |
| 17              | Vlag van Zuid-Afrika                       | Thulani Serero        | 2020            | 11 april 1990     | 2e              | AFC Ajax                  | 5 augustus 2017   |
| 18              | Vlag van Noorwegen                         | Martin Ødegaard       | 2019 (huur)     | 17 december 1998  | 1e              | Real Madrid               | 26 augustus 2018  |
| 20              | Vlag van België                            | Charly Musonda jr.    | 2019 (huur)     | 15 oktober 1996   | 1e              | Chelsea FC                | 12 mei 2019       |
| 21              | Vlag van Slowakije                         | Matúš Bero            | 2022            | 6 september 1995  | 1e              | Trabzonspor               | 26 juli 2018      |
| 23              | Vlag van Saoedi-Arabië · Vlag van Engeland | Mukhtar Ali           | 2020            | 30 oktober 1997   | 3e              | Chelsea FC                | 19 februari 2017  |
| 25              | Vlag van Nederland                         | Navarone Foor         | 2020            | 4 februari 1992   | 3e              | NEC                       | 11 september 2016 |
| 31              | Vlag van Nederland                         | Hicham Acheffay*1     | 2019            | 10 augustus 2000  | 1e              | Vitesse Voetbal Academie  | –                 |
| 35              | Vlag van Nederland                         | Jesse Schuurman*1     | 2019            | 11 maart 1998     | 2e              | Vitesse Voetbal Academie  | 14 april 2018     |
| Aanval          |                                            |                       |                 |                   |                 |                           |                   |
| 07              | Vlag van Nederland                         | Roy Beerens           | 2021            | 22 december 1987  | 2e              | Reading FC                | 2 februari 2018   |
| 09              | Vlag van Slovenië                          | Tim Matavž            | 2020            | 13 januari 1989   | 2e              | FC Augsburg               | 5 augustus 2017   |
| 10              | Vlag van Ghana                             | Mohammed Dauda        | 2019 (huur)     | 20 februari 1998  | 1e              | RSC Anderlecht            | 10 februari 2019  |
| 11              | Vlag van Nederland                         | Bryan Linssen         | 2020            | 8 oktober 1990    | 2e              | FC Groningen              | 5 augustus 2017   |
| 13              | Vlag van Algerije                          | Oussama Darfalou      | 2022            | 29 september 1993 | 1e              | USM Alger                 | 12 augustus 2018  |
| 16              | Vlag van Nederland                         | Mitchell van Bergen*2 | 2020            | 27 augustus 1999  | 4e              | Vitesse Voetbal Academie  | 18 december 2015  |
| 19              | Vlag van Nigeria                           | Hilary Gong           | 2022            | 10 oktober 1998   | 1e              | AS Trenčín                | 26 juli 2018      |
| 29              | Vlag van Nederland                         | Thomas Buitink*1      | 2022            | 14 juni 2000      | 2e              | Vitesse Voetbal Academie  | 11 februari 2018  |
| 33              | Vlag van Nederland                         | Martijn Berden*1      | 2019            | 29 juli 1997      | 2e              | Vitesse Voetbal Academie  | –                 |
| 34              | Vlag van Nederland                         | Lars ten Teije*1      | 2020            | 3 april 1998      | 2e              | Vitesse Voetbal Academie  | 9 september 2017  |
| 38              | Vlag van Nederland                         | Richie Musaba*1       | 2022            | 6 december 2000   | 1e              | Vitesse Voetbal Academie  | 12 mei 2019       |
| 39              | Vlag van Nederland                         | Richonell Margaret*1  | 2019            | 7 juli 2000       | 1e              | Vitesse Voetbal Academie  | 18 januari 2019   |

*1 Betreft een speler van Jong Vitesse / Vitesse Academie die bij minimaal één wedstrijd tot de wedstrijdselectie behoorde.

*2 Speler vertrok gedurende het seizoen.

*3 Jeroen Houwen vertrok in de zomer van 2018 en keerde in de winter van 2019 terug.

### Statistieken
Legenda
| - W Wedstrijden - Doelpunten | - Gele kaarten (inclusief 2× geel) - 2× gele kaart in 1 wedstrijd - Rode kaarten (inclusief 2× geel) | - B Bankzitter, zonder speeltijd - min Speelminuten (exclusief blessuretijd) |

| Naam                 | Eredivisie      | Eredivisie      | Eredivisie      | Eredivisie      | Eredivisie      | Eredivisie      | Eredivisie      |                 | Play-offs       | Play-offs       | Play-offs       | Play-offs       | Play-offs       | Play-offs       | Play-offs       |                 | KNVB beker      | KNVB beker      | KNVB beker      | KNVB beker      | KNVB beker      | KNVB beker      | KNVB beker      |                 | Europa League   | Europa League   | Europa League   | Europa League   | Europa League   | Europa League   | Europa League   |                 | Totaal          | Totaal          | Totaal          | Totaal          | Totaal          | Totaal          | Totaal          |                 |                 |                 |                 |                 |                 |                 |                 |
| Naam                 | W               |                 |                 |                 |                 | B               | min             |                 | W               |                 |                 |                 |                 | B               | min             |                 | W               |                 |                 |                 |                 | B               | min             |                 | W               |                 |                 |                 |                 | B               | min             |                 | W               |                 |                 |                 |                 | B               | min             |                 |                 |                 |                 |                 |                 |                 |                 |
| Doelverdediging      | Doelverdediging | Doelverdediging | Doelverdediging | Doelverdediging | Doelverdediging | Doelverdediging | Doelverdediging | Doelverdediging | Doelverdediging | Doelverdediging | Doelverdediging | Doelverdediging | Doelverdediging | Doelverdediging | Doelverdediging | Doelverdediging | Doelverdediging | Doelverdediging | Doelverdediging | Doelverdediging | Doelverdediging | Doelverdediging | Doelverdediging | Doelverdediging | Doelverdediging | Doelverdediging | Doelverdediging | Doelverdediging | Doelverdediging | Doelverdediging | Doelverdediging | Doelverdediging | Doelverdediging | Doelverdediging | Doelverdediging | Doelverdediging | Doelverdediging | Doelverdediging | Doelverdediging | Doelverdediging | Doelverdediging | Doelverdediging | Doelverdediging | Doelverdediging | Doelverdediging | Doelverdediging | Doelverdediging |
| -------------------- | --------------- | --------------- | --------------- | --------------- | --------------- | --------------- | --------------- | --------------- | --------------- | --------------- | --------------- | --------------- | --------------- | --------------- | --------------- | --------------- | --------------- | --------------- | --------------- | --------------- | --------------- | --------------- | --------------- | --------------- | --------------- | --------------- | --------------- | --------------- | --------------- | --------------- | --------------- | --------------- | --------------- | --------------- | --------------- | --------------- | --------------- | --------------- | --------------- | --------------- | --------------- | --------------- | --------------- | --------------- | --------------- | --------------- | --------------- |
| Bilal Bayazit        | 0               | 0               | 0               | 0               | 0               | 1               | 0               |                 | 0               | 0               | 0               | 0               | 0               | 0               | 0               |                 | 0               | 0               | 0               | 0               | 0               | 1               | 0               |                 | 0               | 0               | 0               | 0               | 0               | 0               | 0               |                 | 0               | 0               | 0               | 0               | 0               | 2               | 0               |                 |                 |                 |                 |                 |                 |                 |                 |
| Eduardo Carvalho     | 27              | 0               | 1               | 0               | 0               | 7               | 2430            |                 | 0               | 0               | 0               | 0               | 0               | 4               | 0               |                 | 3               | 0               | 0               | 0               | 0               | 1               | 270             |                 | 4               | 0               | 0               | 0               | 0               | 0               | 360             |                 | 34              | 0               | 1               | 0               | 0               | 12              | 3060            |                 |                 |                 |                 |                 |                 |                 |                 |
| Jeroen Houwen        | 0               | 0               | 0               | 0               | 0               | 0               | 0               |                 | 0               | 0               | 0               | 0               | 0               | 0               | 0               |                 | 0               | 0               | 0               | 0               | 0               | 0               | 0               |                 | 0               | 0               | 0               | 0               | 0               | 0               | 0               |                 | 0               | 0               | 0               | 0               | 0               | 0               | 0               |                 |                 |                 |                 |                 |                 |                 |                 |
| Remko Pasveer        | 7               | 0               | 1               | 0               | 0               | 27              | 630             |                 | 4               | 0               | 0               | 0               | 0               | 0               | 360             |                 | 1               | 0               | 0               | 0               | 0               | 2               | 90              |                 | 0               | 0               | 0               | 0               | 0               | 4               | 0               |                 | 12              | 0               | 1               | 0               | 0               | 33              | 1080            |                 |                 |                 |                 |                 |                 |                 |                 |
| Verdediging          |                 |                 |                 |                 |                 |                 |                 |                 |                 |                 |                 |                 |                 |                 |                 |                 |                 |                 |                 |                 |                 |                 |                 |                 |                 |                 |                 |                 |                 |                 |                 |                 |                 |                 |                 |                 |                 |                 |                 |                 |                 |                 |                 |                 |                 |                 |                 |
| Özgür Aktas          | 0               | 0               | 0               | 0               | 0               | 0               | 0               |                 | 0               | 0               | 0               | 0               | 0               | 2               | 0               |                 | 0               | 0               | 0               | 0               | 0               | 0               | 0               |                 | 0               | 0               | 0               | 0               | 0               | 0               | 0               |                 | 0               | 0               | 0               | 0               | 0               | 2               | 0               |                 |                 |                 |                 |                 |                 |                 |                 |
| Alexander Büttner    | 28              | 2               | 7               | 0               | 1               | 1               | 2282            |                 | 4               | 0               | 0               | 0               | 0               | 0               | 281             |                 | 2               | 0               | 0               | 0               | 0               | 1               | 118             |                 | 4               | 0               | 1               | 0               | 0               | 0               | 357             |                 | 38              | 2               | 8               | 0               | 1               | 2               | 3038            |                 |                 |                 |                 |                 |                 |                 |                 |
| Max Clark            | 23              | 1               | 6               | 1               | 1               | 10              | 1657            |                 | 3               | 1               | 0               | 0               | 0               | 0               | 196             |                 | 3               | 0               | 0               | 0               | 0               | 1               | 242             |                 | 1               | 0               | 0               | 0               | 0               | 3               | 3               |                 | 30              | 2               | 6               | 1               | 1               | 14              | 2098            |                 |                 |                 |                 |                 |                 |                 |                 |
| Jake Clarke-Salter   | 28              | 1               | 3               | 0               | 0               | 1               | 2419            |                 | 0               | 0               | 0               | 0               | 0               | 0               | 0               |                 | 4               | 0               | 0               | 0               | 0               | 0               | 199             |                 | 4               | 0               | 0               | 0               | 1               | 0               | 265             |                 | 36              | 1               | 3               | 0               | 1               | 1               | 2883            |                 |                 |                 |                 |                 |                 |                 |                 |
| Danilho Doekhi       | 20              | 0               | 2               | 1               | 2               | 10              | 1403            |                 | 4               | 0               | 0               | 0               | 0               | 0               | 360             |                 | 3               | 0               | 0               | 0               | 0               | 1               | 251             |                 | 0               | 0               | 0               | 0               | 0               | 0               | 0               |                 | 27              | 0               | 2               | 1               | 2               | 11              | 2014            |                 |                 |                 |                 |                 |                 |                 |                 |
| Lassana Faye         | 0               | 0               | 0               | 0               | 0               | 0               | 0               |                 | 0               | 0               | 0               | 0               | 0               | 0               | 0               |                 | 0               | 0               | 0               | 0               | 0               | 0               | 0               |                 | 0               | 0               | 0               | 0               | 0               | 0               | 0               |                 | 0               | 0               | 0               | 0               | 0               | 0               | 0               |                 |                 |                 |                 |                 |                 |                 |                 |
| Vyacheslav Karavaev  | 33              | 1               | 2               | 0               | 0               | 0               | 2935            |                 | 4               | 0               | 0               | 0               | 0               | 0               | 360             |                 | 4               | 0               | 0               | 0               | 0               | 0               | 314             |                 | 4               | 0               | 1               | 0               | 0               | 0               | 360             |                 | 45              | 1               | 3               | 0               | 0               | 0               | 3969            |                 |                 |                 |                 |                 |                 |                 |                 |
| Khalid Karami        | 0               | 0               | 0               | 0               | 0               | 17              | 0               |                 | 0               | 0               | 0               | 0               | 0               | 0               | 0               |                 | 1               | 0               | 0               | 0               | 0               | 2               | 90              |                 | 0               | 0               | 0               | 0               | 0               | 4               | 0               |                 | 1               | 0               | 0               | 0               | 0               | 23              | 90              |                 |                 |                 |                 |                 |                 |                 |                 |
| Arnold Kruiswijk     | 0               | 0               | 0               | 0               | 0               | 0               | 0               |                 | 0               | 0               | 0               | 0               | 0               | 0               | 0               |                 | 0               | 0               | 0               | 0               | 0               | 0               | 0               |                 | 0               | 0               | 0               | 0               | 0               | 0               | 0               |                 | 0               | 0               | 0               | 0               | 0               | 0               | 0               |                 |                 |                 |                 |                 |                 |                 |                 |
| Rasmus Thelander     | 9               | 0               | 2               | 0               | 0               | 16              | 562             |                 | 0               | 0               | 0               | 0               | 0               | 2               | 0               |                 | 1               | 0               | 0               | 0               | 0               | 2               | 90              |                 | 3               | 0               | 0               | 0               | 0               | 1               | 242             |                 | 13              | 0               | 2               | 0               | 0               | 21              | 894             |                 |                 |                 |                 |                 |                 |                 |                 |
| Maikel van der Werff | 22              | 3               | 6               | 1               | 2               | 5               | 1856            |                 | 4               | 0               | 0               | 0               | 0               | 0               | 360             |                 | 2               | 1               | 0               | 0               | 0               | 1               | 180             |                 | 3               | 0               | 1               | 0               | 0               | 1               | 212             |                 | 31              | 4               | 7               | 1               | 2               | 7               | 2608            |                 |                 |                 |                 |                 |                 |                 |                 |
| Middenveld           |                 |                 |                 |                 |                 |                 |                 |                 |                 |                 |                 |                 |                 |                 |                 |                 |                 |                 |                 |                 |                 |                 |                 |                 |                 |                 |                 |                 |                 |                 |                 |                 |                 |                 |                 |                 |                 |                 |                 |                 |                 |                 |                 |                 |                 |                 |                 |
| Hicham Acheffay      | 0               | 0               | 0               | 0               | 0               | 0               | 0               |                 | 0               | 0               | 0               | 0               | 0               | 0               | 0               |                 | 0               | 0               | 0               | 0               | 0               | 1               | 0               |                 | 0               | 0               | 0               | 0               | 0               | 0               | 0               |                 | 0               | 0               | 0               | 0               | 0               | 1               | 0               |                 |                 |                 |                 |                 |                 |                 |                 |
| Mukhtar Ali          | 6               | 1               | 0               | 0               | 0               | 20              | 174             |                 | 1               | 0               | 1               | 0               | 0               | 2               | 14              |                 | 0               | 0               | 0               | 0               | 0               | 3               | 0               |                 | 0               | 0               | 0               | 0               | 0               | 0               | 0               |                 | 7               | 1               | 1               | 0               | 0               | 25              | 188             |                 |                 |                 |                 |                 |                 |                 |                 |
| Matúš Bero           | 30              | 9               | 12              | 2               | 2               | 0               | 2486            |                 | 2               | 0               | 1               | 0               | 0               | 0               | 63              |                 | 3               | 1               | 1               | 0               | 0               | 0               | 270             |                 | 3               | 0               | 0               | 0               | 0               | 1               | 91              |                 | 38              | 10              | 14              | 2               | 2               | 1               | 2910            |                 |                 |                 |                 |                 |                 |                 |                 |
| Thomas Bruns         | 8               | 0               | 0               | 0               | 1               | 7               | 105             |                 | 0               | 0               | 0               | 0               | 0               | 0               | 0               |                 | 1               | 0               | 0               | 0               | 0               | 2               | 90              |                 | 3               | 0               | 0               | 0               | 0               | 1               | 172             |                 | 12              | 0               | 0               | 0               | 1               | 10              | 367             |                 |                 |                 |                 |                 |                 |                 |                 |
| Navarone Foor        | 30              | 5               | 7               | 0               | 0               | 3               | 2266            |                 | 4               | 0               | 1               | 0               | 0               | 0               | 334             |                 | 4               | 0               | 0               | 0               | 0               | 0               | 332             |                 | 4               | 0               | 1               | 0               | 0               | 0               | 354             |                 | 42              | 5               | 9               | 0               | 0               | 3               | 3286            |                 |                 |                 |                 |                 |                 |                 |                 |
| Charly Musonda jr.   | 1               | 0               | 0               | 0               | 0               | 0               | 14              |                 | 0               | 0               | 0               | 0               | 0               | 0               | 0               |                 | 0               | 0               | 0               | 0               | 0               | 0               | 0               |                 | 0               | 0               | 0               | 0               | 0               | 0               | 0               |                 | 1               | 0               | 0               | 0               | 0               | 0               | 14              |                 |                 |                 |                 |                 |                 |                 |                 |
| Martin Ødegaard      | 31              | 8               | 2               | 0               | 0               | 0               | 2613            |                 | 4               | 1               | 0               | 0               | 0               | 0               | 360             |                 | 4               | 2               | 2               | 0               | 0               | 0               | 316             |                 | 0               | 0               | 0               | 0               | 0               | 0               | 0               |                 | 39              | 11              | 4               | 0               | 0               | 0               | 3289            |                 |                 |                 |                 |                 |                 |                 |                 |
| Jesse Schuurman      | 0               | 0               | 0               | 0               | 0               | 1               | 0               |                 | 0               | 0               | 0               | 0               | 0               | 0               | 0               |                 | 0               | 0               | 0               | 0               | 0               | 0               | 0               |                 | 0               | 0               | 0               | 0               | 0               | 0               | 0               |                 | 0               | 0               | 0               | 0               | 0               | 1               | 0               |                 |                 |                 |                 |                 |                 |                 |                 |
| Thulani Serero       | 31              | 1               | 3               | 0               | 0               | 1               | 2705            |                 | 4               | 0               | 1               | 0               | 0               | 0               | 360             |                 | 3               | 0               | 0               | 0               | 0               | 1               | 270             |                 | 4               | 0               | 0               | 0               | 0               | 0               | 360             |                 | 42              | 1               | 4               | 0               | 0               | 2               | 3695            |                 |                 |                 |                 |                 |                 |                 |                 |
| Aanval               |                 |                 |                 |                 |                 |                 |                 |                 |                 |                 |                 |                 |                 |                 |                 |                 |                 |                 |                 |                 |                 |                 |                 |                 |                 |                 |                 |                 |                 |                 |                 |                 |                 |                 |                 |                 |                 |                 |                 |                 |                 |                 |                 |                 |                 |                 |                 |
| Roy Beerens          | 16              | 1               | 0               | 0               | 0               | 13              | 1033            |                 | 0               | 0               | 0               | 0               | 0               | 1               | 0               |                 | 2               | 0               | 0               | 0               | 0               | 2               | 180             |                 | 4               | 1               | 1               | 0               | 0               | 0               | 351             |                 | 22              | 2               | 1               | 0               | 0               | 16              | 1564            |                 |                 |                 |                 |                 |                 |                 |                 |
| Martijn Berden       | 0               | 0               | 0               | 0               | 0               | 1               | 0               |                 | 0               | 0               | 0               | 0               | 0               | 0               | 0               |                 | 0               | 0               | 0               | 0               | 0               | 0               | 0               |                 | 0               | 0               | 0               | 0               | 0               | 0               | 0               |                 | 0               | 0               | 0               | 0               | 0               | 1               | 0               |                 |                 |                 |                 |                 |                 |                 |                 |
| Mitchell van Bergen  | 3               | 0               | 0               | 0               | 0               | 0               | 39              |                 | 0               | 0               | 0               | 0               | 0               | 0               | 0               |                 | 0               | 0               | 0               | 0               | 0               | 0               | 0               |                 | 1               | 0               | 0               | 0               | 0               | 0               | 9               |                 | 4               | 0               | 0               | 0               | 0               | 0               | 48              |                 |                 |                 |                 |                 |                 |                 |                 |
| Thomas Buitink       | 17              | 7               | 0               | 0               | 0               | 11              | 769             |                 | 4               | 0               | 0               | 0               | 0               | 0               | 125             |                 | 2               | 1               | 0               | 0               | 0               | 2               | 95              |                 | 0               | 0               | 0               | 0               | 0               | 1               | 0               |                 | 23              | 8               | 0               | 0               | 0               | 14              | 989             |                 |                 |                 |                 |                 |                 |                 |                 |
| Oussama Darfalou     | 25              | 7               | 2               | 0               | 0               | 3               | 1275            |                 | 0               | 0               | 0               | 0               | 0               | 1               | 0               |                 | 3               | 1               | 0               | 0               | 0               | 0               | 242             |                 | 1               | 0               | 0               | 0               | 0               | 2               | 19              |                 | 29              | 8               | 2               | 0               | 0               | 6               | 1536            |                 |                 |                 |                 |                 |                 |                 |                 |
| Mohammed Dauda       | 12              | 3               | 2               | 0               | 0               | 1               | 516             |                 | 4               | 0               | 0               | 0               | 1               | 0               | 221             |                 | 0               | 0               | 0               | 0               | 0               | 0               | 0               |                 | 0               | 0               | 0               | 0               | 0               | 0               | 0               |                 | 16              | 3               | 2               | 0               | 1               | 1               | 737             |                 |                 |                 |                 |                 |                 |                 |                 |
| Hilary Gong          | 6               | 0               | 0               | 0               | 0               | 3               | 46              |                 | 0               | 0               | 0               | 0               | 0               | 0               | 0               |                 | 2               | 0               | 0               | 0               | 0               | 0               | 28              |                 | 3               | 0               | 1               | 0               | 0               | 0               | 41              |                 | 11              | 0               | 1               | 0               | 0               | 3               | 115             |                 |                 |                 |                 |                 |                 |                 |                 |
| Bryan Linssen        | 30              | 12              | 5               | 0               | 0               | 1               | 2412            |                 | 4               | 0               | 1               | 0               | 0               | 0               | 293             |                 | 3               | 0               | 0               | 0               | 0               | 0               | 270             |                 | 4               | 2               | 0               | 0               | 0               | 0               | 360             |                 | 41              | 14              | 6               | 0               | 0               | 1               | 3335            |                 |                 |                 |                 |                 |                 |                 |                 |
| Richonell Margaret   | 4               | 0               | 0               | 0               | 0               | 3               | 67              |                 | 0               | 0               | 0               | 0               | 0               | 0               | 0               |                 | 1               | 0               | 0               | 0               | 0               | 0               | 23              |                 | 0               | 0               | 0               | 0               | 0               | 0               | 0               |                 | 5               | 0               | 0               | 0               | 0               | 3               | 90              |                 |                 |                 |                 |                 |                 |                 |                 |
| Tim Matavž           | 14              | 6               | 0               | 0               | 0               | 1               | 739             |                 | 4               | 3               | 0               | 0               | 0               | 0               | 261             |                 | 0               | 0               | 0               | 0               | 0               | 1               | 0               |                 | 4               | 2               | 0               | 0               | 0               | 0               | 341             |                 | 22              | 11              | 0               | 0               | 0               | 2               | 1341            |                 |                 |                 |                 |                 |                 |                 |                 |
| Richie Musaba        | 1               | 1               | 0               | 0               | 0               | 8               | 8               |                 | 0               | 0               | 0               | 0               | 0               | 4               | 0               |                 | 0               | 0               | 0               | 0               | 0               | 2               | 0               |                 | 0               | 0               | 0               | 0               | 0               | 0               | 0               |                 | 1               | 1               | 0               | 0               | 0               | 14              | 8               |                 |                 |                 |                 |                 |                 |                 |                 |
| Lars ten Teije       | 0               | 0               | 0               | 0               | 0               | 0               | 0               |                 | 0               | 0               | 0               | 0               | 0               | 1               | 0               |                 | 0               | 0               | 0               | 0               | 0               | 0               | 0               |                 | 0               | 0               | 0               | 0               | 0               | 0               | 0               |                 | 0               | 0               | 0               | 0               | 0               | 1               | 0               |                 |                 |                 |                 |                 |                 |                 |                 |
| Totaal               | 34              | 70              | 63              | 5               | 9               | 172             | 3060            |                 | 4               | 5               | 5               | 0               | 1               | 17              | 360             |                 | 4               | 6               | 3               | 0               | 0               | 26              | 360             |                 | 4               | 5               | 6               | 0               | 1               | 18              | 360             |                 | 46              | 86              | 77              | 5               | 11              | 233             | 4140            |                 |                 |                 |                 |                 |                 |                 |                 |
|                      | W               |                 |                 |                 |                 | B               | min             |                 | W               |                 |                 |                 |                 | B               | min             |                 | W               |                 |                 |                 |                 | B               | min             |                 | W               |                 |                 |                 |                 | B               | min             |                 | W               |                 |                 |                 |                 | B               | min             |                 |                 |                 |                 |                 |                 |                 |                 |
| Eredivisie           | Eredivisie      | Eredivisie      | Eredivisie      | Eredivisie      | Eredivisie      | Eredivisie      |                 | Play-offs       | Play-offs       | Play-offs       | Play-offs       | Play-offs       | Play-offs       | Play-offs       |                 | KNVB beker      | KNVB beker      | KNVB beker      | KNVB beker      | KNVB beker      | KNVB beker      | KNVB beker      |                 | Europa League   | Europa League   | Europa League   | Europa League   | Europa League   | Europa League   | Europa League   |                 | Totaal          | Totaal          | Totaal          | Totaal          | Totaal          | Totaal          | Totaal          |                 |                 |                 |                 |                 |                 |                 |                 |                 |

### Mutaties

#### Aangetrokken in de zomer
| Speler                    | Vorige club | Contract             |
| ------------------------- | ----------- | -------------------- |
| Khalid Karami             | Excelsior   | 2020 (optie +1 jaar) |
| Rasmus Thelander          | FC Zürich   | 2021                 |
| Oussama Darfalou          | USM Alger   | 2022                 |
| Özgür Aktas*1             | NEC         | 2020 (optie +1 jaar) |
| Max Clark                 | Hull City   | 2021                 |
| Jake Clarke-Salter        | Chelsea     | 2019 (op huurbasis)  |
| Matúš Bero                | Trabzonspor | 2022                 |
| Danilho Doekhi            | Ajax        | 2022                 |
| Hilary Gong               | AS Trenčín  | 2022                 |
| Eduardo dos Reis Carvalho | Chelsea     | 2019 (op huurbasis)  |
| Martin Ødegaard           | Real Madrid | 2019 (op huurbasis)  |
| Mats Grotenbreg*1         | TOP Oss     | 2019                 |
| Joeri Potjes*1            | NEC         | 2019                 |
| Charly Musonda jr.        | Chelsea     | 2019 (op huurbasis)  |

*1 Speler aangetrokken voor Jong Vitesse.

#### Vertrokken in de zomer
| Speler              | Nieuwe club          | Mutatietype                              |
| ------------------- | -------------------- | ---------------------------------------- |
| Gino Bosz           | Go Ahead Eagles      | Einde contract                           |
| Julian Calor        | SC Cambuur           | Transfer                                 |
| Luc Castaignos      | Sporting Lissabon    | Einde huurperiode                        |
| Fankaty Dabo        | Chelsea              | Einde huurperiode                        |
| Cali Daniel         | NEC                  | Einde contract                           |
| Hidde van Dijk      | Blauw Geel '38       | Einde contract                           |
| Sven van Doorm      | Telstar              | Verhuurd (tot 2020 contract bij Vitesse) |
| Julian Lelieveld    | Go Ahead Eagles      | Verhuurd (tot 2020 contract bij Vitesse) |
| Matt Miazga         | Chelsea              | Einde huurperiode                        |
| Mason Mount         | Chelsea              | Einde huurperiode                        |
| Jovi Munter         | ?                    | Einde contract                           |
| Thomas Oude Kotte   | Excelsior            | Einde contract                           |
| Leeroy Schorea      | Achilles '29         | Einde contract                           |
| Michael Tørnes      | Vendsyssel FF        | Einde contract                           |
| Guram Kashia        | San Jose Earthquakes | Transfer                                 |
| Jeroen Houwen       | Telstar              | Verhuurd (tot 2021 contract bij Vitesse) |
| Mitchell van Bergen | sc Heerenveen        | Transfer                                 |

#### Aangetrokken in de winter
| Speler         | Vorige club    | Contract                               |
| -------------- | -------------- | -------------------------------------- |
| Jeroen Houwen  | Telstar        | 2021 (terug van verhuur)               |
| Mohammed Dauda | RSC Anderlecht | 2019 (op huurbasis met optie tot koop) |

#### Vertrokken in de winter
| Speler        | Nieuwe club              | Mutatietype                              |
| ------------- | ------------------------ | ---------------------------------------- |
| Thomas Bruns  | FC Groningen             | Verhuurd (tot 2021 contract bij Vitesse) |
| Khalid Karami | NAC Breda                | Verhuurd (tot 2020 contract bij Vitesse) |
| Anil Mercan   | Konya Anadolu Selçukspor | Transfer                                 |
| Lassana Faye  | Sparta Rotterdam         | Transfer                                 |

#### Contractverlenging
| Speler            | Contract oud | Contract nieuw       |
| ----------------- | ------------ | -------------------- |
| Martijn Berden    | 2018         | 2019 (optie +1 jaar) |
| Anil Mercan       | 2018         | 2019 (optie +1 jaar) |
| Thomas Buitink    | 2019         | 2022                 |
| Joris Klein-Holte | 2018         | 2019 (optie +1 jaar) |
| Richie Musaba     | 2019         | 2022                 |

#### Doorgestroomde spelers
De doorgestroomde spelers vanuit de academie, die in het seizoen 2018/2019 debuteerden in de A-selectie van Vitesse:
| Speler             | Leeftijd | Debuut                                    |
| ------------------ | -------- | ----------------------------------------- |
| Richonell Margaret | 18 jaar  | 18 januari 2019, Vitesse – Excelsior, 3–2 |
| Richie Musaba      | 18 jaar  | 12 mei 2019, Vitesse – De Graafschap, 6–1 |

## Wedstrijden

### Eredivisie
Speelronde 1:
| zondag 12 augustus 2018, 14:30 | Vitesse                                                       | 5–1 (2–1) | FC Groningen | Opstelling Vitesse | Opstelling FC Groningen |  |
| Stadion: GelreDome, Arnhem Toeschouwers: 13.434 Arbiter: Lindhout Assistenten: Bleumink Assistenten: De Nas 4de official: Cantineau Video-assistenten: Blom Video-assistenten: Bax | Linssen 22' Bero 44' Beerens 62' Clarke-Salter 66' Matavž 71' |           | 38' Doan     | Eduardo, Karavaev, Van der Werff , Clarke-Salter, Büttner, Bero, Serero, Foor, Beerens 82' ( Bruns), Matavž 75' ( Darfalou), Linssen 77' ( Van Bergen) RESERVEBANK: Pasveer, Karami, Clark, Thelander | Padt , Zeefuik, Te Wierik 90+2', Memišević, Warmerdam, Hrustić 32', Drost 58' ( Antuna), Van de Looi, Doan, Van Weert 72' ( Mendes Moreira), Mahi RESERVEBANK: Begois, Hoekstra, Reis, Kramer, Absalem, Breij, Chabot |  |
| Stadion: GelreDome, Arnhem Toeschouwers: 13.434 Arbiter: Lindhout Assistenten: Bleumink Assistenten: De Nas 4de official: Cantineau Video-assistenten: Blom Video-assistenten: Bax |                                                               |           |              | Eduardo, Karavaev, Van der Werff , Clarke-Salter, Büttner, Bero, Serero, Foor, Beerens 82' ( Bruns), Matavž 75' ( Darfalou), Linssen 77' ( Van Bergen) RESERVEBANK: Pasveer, Karami, Clark, Thelander | Padt , Zeefuik, Te Wierik 90+2', Memišević, Warmerdam, Hrustić 32', Drost 58' ( Antuna), Van de Looi, Doan, Van Weert 72' ( Mendes Moreira), Mahi RESERVEBANK: Begois, Hoekstra, Reis, Kramer, Absalem, Breij, Chabot |  |
| Stadion: GelreDome, Arnhem Toeschouwers: 13.434 Arbiter: Lindhout Assistenten: Bleumink Assistenten: De Nas 4de official: Cantineau Video-assistenten: Blom Video-assistenten: Bax |                                                               |           |              | Eduardo, Karavaev, Van der Werff , Clarke-Salter, Büttner, Bero, Serero, Foor, Beerens 82' ( Bruns), Matavž 75' ( Darfalou), Linssen 77' ( Van Bergen) RESERVEBANK: Pasveer, Karami, Clark, Thelander | Padt , Zeefuik, Te Wierik 90+2', Memišević, Warmerdam, Hrustić 32', Drost 58' ( Antuna), Van de Looi, Doan, Van Weert 72' ( Mendes Moreira), Mahi RESERVEBANK: Begois, Hoekstra, Reis, Kramer, Absalem, Breij, Chabot |  |
| Bijz.: Debuut Darfalou Afwezig: Kruiswijk (geblesseerd) |                                                               |           |              | | |  |

Speelronde 2:
| zondag 19 augustus 2018, 16:45 | sc Heerenveen | 1–1 (1–0) | Vitesse    | Opstelling sc Heerenveen | Opstelling Vitesse |  |
| Stadion: Abe Lenstra Stadion, Heerenveen Toeschouwers: 16.080 Arbiter: S. Mulder Assistenten: Honig Assistenten: Jansen 4de official: Bos Video-assistenten: Van Boekel Video-assistenten: Zeinstra | Vlap 26'      |           | 81' Matavž | Hahn, Woudenberg, Høegh , Bulthuis 90', Pierie, Kobayashi, Vlap 80' ( Van Amersfoort), Kongolo, Zeneli 59' ( Rienstra), Lammers 44', Mihajlović 51' 74' ( Bruijn) RESERVEBANK: Doornbusch, Bednarek, Rojas, Drkušić, Hornkamp, Næss | Eduardo, Karavaev, Van der Werff 64' 67' ( Thelander), Clarke-Salter, Büttner, Bero 67' ( Darfalou), Serero, Foor, Beerens 88' ( Van Bergen), Matavž, Linssen 40' ( 67'+) RESERVEBANK: Pasveer, Karami, Clark, Bruns |  |
| Stadion: Abe Lenstra Stadion, Heerenveen Toeschouwers: 16.080 Arbiter: S. Mulder Assistenten: Honig Assistenten: Jansen 4de official: Bos Video-assistenten: Van Boekel Video-assistenten: Zeinstra |               |           |            | Hahn, Woudenberg, Høegh , Bulthuis 90', Pierie, Kobayashi, Vlap 80' ( Van Amersfoort), Kongolo, Zeneli 59' ( Rienstra), Lammers 44', Mihajlović 51' 74' ( Bruijn) RESERVEBANK: Doornbusch, Bednarek, Rojas, Drkušić, Hornkamp, Næss | Eduardo, Karavaev, Van der Werff 64' 67' ( Thelander), Clarke-Salter, Büttner, Bero 67' ( Darfalou), Serero, Foor, Beerens 88' ( Van Bergen), Matavž, Linssen 40' ( 67'+) RESERVEBANK: Pasveer, Karami, Clark, Bruns |  |
| Stadion: Abe Lenstra Stadion, Heerenveen Toeschouwers: 16.080 Arbiter: S. Mulder Assistenten: Honig Assistenten: Jansen 4de official: Bos Video-assistenten: Van Boekel Video-assistenten: Zeinstra |               |           |            | Hahn, Woudenberg, Høegh , Bulthuis 90', Pierie, Kobayashi, Vlap 80' ( Van Amersfoort), Kongolo, Zeneli 59' ( Rienstra), Lammers 44', Mihajlović 51' 74' ( Bruijn) RESERVEBANK: Doornbusch, Bednarek, Rojas, Drkušić, Hornkamp, Næss | Eduardo, Karavaev, Van der Werff 64' 67' ( Thelander), Clarke-Salter, Büttner, Bero 67' ( Darfalou), Serero, Foor, Beerens 88' ( Van Bergen), Matavž, Linssen 40' ( 67'+) RESERVEBANK: Pasveer, Karami, Clark, Bruns |  |
| Afwezig: Gong, Kruiswijk (geblesseerd) |               |           |            | | |  |

Speelronde 3:
| zondag 26 augustus 2018, 16:45 | AZ | 0–0 | Vitesse | Opstelling AZ | Opstelling Vitesse |  |
| Stadion: AFAS Stadion, Alkmaar Toeschouwers: 14.702 Arbiter: Gözübüyük Assistenten: Goossens Assistenten: Van Dongen 4de official: Ruperti Video-assistenten: Nijhuis Video-assistenten: Teuben |    |     |         | Bizot, Svensson 5', Hatzidiakos 34', Vlaar, Ouwejan 84' ( Rotariu), Midtsjø, Til , Koopmeiners, Seuntjens 74' ( Guðmundsson), Boadu 65' ( Johnsen), Idrissi 39' RESERVEBANK: Schendelaar, Bergsma, Savastano | Eduardo, Karavaev, Van der Werff , Clarke-Salter, Büttner 89', Bero 43' 75' ( Ødegaard), Serero 39', Foor, Beerens 66' ( Van Bergen), Matavž 79' ( Darfalou), Linssen RESERVEBANK: Pasveer, Karami, Clark, Bruns, Doekhi |  |
| Stadion: AFAS Stadion, Alkmaar Toeschouwers: 14.702 Arbiter: Gözübüyük Assistenten: Goossens Assistenten: Van Dongen 4de official: Ruperti Video-assistenten: Nijhuis Video-assistenten: Teuben |    |     |         | Bizot, Svensson 5', Hatzidiakos 34', Vlaar, Ouwejan 84' ( Rotariu), Midtsjø, Til , Koopmeiners, Seuntjens 74' ( Guðmundsson), Boadu 65' ( Johnsen), Idrissi 39' RESERVEBANK: Schendelaar, Bergsma, Savastano | Eduardo, Karavaev, Van der Werff , Clarke-Salter, Büttner 89', Bero 43' 75' ( Ødegaard), Serero 39', Foor, Beerens 66' ( Van Bergen), Matavž 79' ( Darfalou), Linssen RESERVEBANK: Pasveer, Karami, Clark, Bruns, Doekhi |  |
| Stadion: AFAS Stadion, Alkmaar Toeschouwers: 14.702 Arbiter: Gözübüyük Assistenten: Goossens Assistenten: Van Dongen 4de official: Ruperti Video-assistenten: Nijhuis Video-assistenten: Teuben |    |     |         | Bizot, Svensson 5', Hatzidiakos 34', Vlaar, Ouwejan 84' ( Rotariu), Midtsjø, Til , Koopmeiners, Seuntjens 74' ( Guðmundsson), Boadu 65' ( Johnsen), Idrissi 39' RESERVEBANK: Schendelaar, Bergsma, Savastano | Eduardo, Karavaev, Van der Werff , Clarke-Salter, Büttner 89', Bero 43' 75' ( Ødegaard), Serero 39', Foor, Beerens 66' ( Van Bergen), Matavž 79' ( Darfalou), Linssen RESERVEBANK: Pasveer, Karami, Clark, Bruns, Doekhi |  |
| Bijz.: Debuut Ødegaard Afwezig: Ali, Gong, Kruiswijk, Thelander (geblesseerd) |    |     |         | | |  |

Speelronde 4:
| zondag 2 september 2018, 14:30 | Vitesse | 0–4 (0–3) | Ajax                                 | Opstelling Vitesse | Opstelling Ajax |  |
| Stadion: GelreDome, Arnhem Toeschouwers: 19.231 Arbiter: Van Boekel Assistenten: Brondijk Assistenten: Hoekstra 4de official: Bax Video-assistenten: Makkelie Video-assistenten: Blank |         |           | 3' Ziyech 7' 58' Huntelaar 19' Tadić | Eduardo, Karavaev, Van der Werff , Clarke-Salter, Büttner, Bero 14' 46' ( Ødegaard), Serero, Foor 22' 86' ( Bruns), Beerens, Matavž 78' ( Darfalou), Linssen 42' RESERVEBANK: Pasveer, Karami, Clark, Buitink, Doekhi | Onana, Mazraoui, De Ligt , Blind 65' ( Eiting), Tagliafico, Schöne, Neres 59' ( Van de Beek), F. de Jong 70' ( Wöber), Ziyech, Huntelaar, Tadić RESERVEBANK: Lamprou, Kristensen, Labyad, De Wit, Sierhuis |  |
| Stadion: GelreDome, Arnhem Toeschouwers: 19.231 Arbiter: Van Boekel Assistenten: Brondijk Assistenten: Hoekstra 4de official: Bax Video-assistenten: Makkelie Video-assistenten: Blank |         |           |                                      | Eduardo, Karavaev, Van der Werff , Clarke-Salter, Büttner, Bero 14' 46' ( Ødegaard), Serero, Foor 22' 86' ( Bruns), Beerens, Matavž 78' ( Darfalou), Linssen 42' RESERVEBANK: Pasveer, Karami, Clark, Buitink, Doekhi | Onana, Mazraoui, De Ligt , Blind 65' ( Eiting), Tagliafico, Schöne, Neres 59' ( Van de Beek), F. de Jong 70' ( Wöber), Ziyech, Huntelaar, Tadić RESERVEBANK: Lamprou, Kristensen, Labyad, De Wit, Sierhuis |  |
| Stadion: GelreDome, Arnhem Toeschouwers: 19.231 Arbiter: Van Boekel Assistenten: Brondijk Assistenten: Hoekstra 4de official: Bax Video-assistenten: Makkelie Video-assistenten: Blank |         |           |                                      | Eduardo, Karavaev, Van der Werff , Clarke-Salter, Büttner, Bero 14' 46' ( Ødegaard), Serero, Foor 22' 86' ( Bruns), Beerens, Matavž 78' ( Darfalou), Linssen 42' RESERVEBANK: Pasveer, Karami, Clark, Buitink, Doekhi | Onana, Mazraoui, De Ligt , Blind 65' ( Eiting), Tagliafico, Schöne, Neres 59' ( Van de Beek), F. de Jong 70' ( Wöber), Ziyech, Huntelaar, Tadić RESERVEBANK: Lamprou, Kristensen, Labyad, De Wit, Sierhuis |  |
| Afwezig: Ali, Gong, Kruiswijk, Thelander (geblesseerd) |         |           |                                      | | |  |

Speelronde 5:
| zondag 16 september 2018, 16:45 | PEC Zwolle | 0–2 (0–2) | Vitesse        | Opstelling PEC Zwolle | Opstelling Vitesse |  |
| Stadion: MAC³PARK stadion, Zwolle Toeschouwers: 13.325 Arbiter: Bax Assistenten: Hubers Assistenten: Strijker 4de official: Nagtegaal Video-assistenten: Pérez Video-assistenten: Schaap |            |           | 26' 44' Matavž | Van der Hart, Ehizibue, Van den Berg 46' ( Scamacca), Van Polen 20', Tripaldelli 76' ( Flemming), Leemans, Lam, Dekker, Namli 46' ( Elbers), Van Duinen, Van Crooij RESERVEBANK: Hauptmeijer, Paal, Hamer, Ligeon, Genreau, Bouzanis, Lachman, Bouy | Eduardo, Karavaev, Van der Werff 14', Clarke-Salter, Clark 29', Bero 77' 85' ( Bruns), Serero, Foor, Ødegaard, Matavž 76' ( Darfalou), Beerens 89' ( Linssen) RESERVEBANK: Pasveer, Karami, Büttner, Buitink, Doekhi |  |
| Stadion: MAC³PARK stadion, Zwolle Toeschouwers: 13.325 Arbiter: Bax Assistenten: Hubers Assistenten: Strijker 4de official: Nagtegaal Video-assistenten: Pérez Video-assistenten: Schaap |            |           |                | Van der Hart, Ehizibue, Van den Berg 46' ( Scamacca), Van Polen 20', Tripaldelli 76' ( Flemming), Leemans, Lam, Dekker, Namli 46' ( Elbers), Van Duinen, Van Crooij RESERVEBANK: Hauptmeijer, Paal, Hamer, Ligeon, Genreau, Bouzanis, Lachman, Bouy | Eduardo, Karavaev, Van der Werff 14', Clarke-Salter, Clark 29', Bero 77' 85' ( Bruns), Serero, Foor, Ødegaard, Matavž 76' ( Darfalou), Beerens 89' ( Linssen) RESERVEBANK: Pasveer, Karami, Büttner, Buitink, Doekhi |  |
| Stadion: MAC³PARK stadion, Zwolle Toeschouwers: 13.325 Arbiter: Bax Assistenten: Hubers Assistenten: Strijker 4de official: Nagtegaal Video-assistenten: Pérez Video-assistenten: Schaap |            |           |                | Van der Hart, Ehizibue, Van den Berg 46' ( Scamacca), Van Polen 20', Tripaldelli 76' ( Flemming), Leemans, Lam, Dekker, Namli 46' ( Elbers), Van Duinen, Van Crooij RESERVEBANK: Hauptmeijer, Paal, Hamer, Ligeon, Genreau, Bouzanis, Lachman, Bouy | Eduardo, Karavaev, Van der Werff 14', Clarke-Salter, Clark 29', Bero 77' 85' ( Bruns), Serero, Foor, Ødegaard, Matavž 76' ( Darfalou), Beerens 89' ( Linssen) RESERVEBANK: Pasveer, Karami, Büttner, Buitink, Doekhi |  |
| Afwezig: Ali, Gong, Kruiswijk, Musonda, Thelander (geblesseerd) |            |           |                | | |  |

Speelronde 6:
| zaterdag 22 september 2018, 20:45 | Vitesse    | 1–1 (1–0) | ADO Den Haag   | Opstelling Vitesse | Opstelling ADO Den Haag |  |
| Stadion: GelreDome, Arnhem Toeschouwers: 14.023 Arbiter: Manschot Assistenten: Honig Assistenten: Dobre 4de official: Dieperink Video-assistenten: Gözübüyük Video-assistenten: Langkamp | Matavž 18' |           | 65' El Khayati | Eduardo, Karavaev, Van der Werff 58', 90', Clarke-Salter, Büttner, Bero 71' ( Darfalou), Serero, Foor, Ødegaard 66' ( Linssen), Matavž, Beerens RESERVEBANK: Pasveer, Karami, Clark, Bruns, Doekhi | Groothuizen, Troupée, N. Kuipers, Kanon, Meijers , Immers 72', El Khayati, Malone 75' 83' ( Pinas), Becker, Necid 87' ( Lorenzen), Hooi 66' ( Goppel) RESERVEBANK: Havekotte, Zwinkels, Gorter, Goossens, B. Kuipers, Polley, Van Kins |  |
| Stadion: GelreDome, Arnhem Toeschouwers: 14.023 Arbiter: Manschot Assistenten: Honig Assistenten: Dobre 4de official: Dieperink Video-assistenten: Gözübüyük Video-assistenten: Langkamp |            |           |                | Eduardo, Karavaev, Van der Werff 58', 90', Clarke-Salter, Büttner, Bero 71' ( Darfalou), Serero, Foor, Ødegaard 66' ( Linssen), Matavž, Beerens RESERVEBANK: Pasveer, Karami, Clark, Bruns, Doekhi | Groothuizen, Troupée, N. Kuipers, Kanon, Meijers , Immers 72', El Khayati, Malone 75' 83' ( Pinas), Becker, Necid 87' ( Lorenzen), Hooi 66' ( Goppel) RESERVEBANK: Havekotte, Zwinkels, Gorter, Goossens, B. Kuipers, Polley, Van Kins |  |
| Stadion: GelreDome, Arnhem Toeschouwers: 14.023 Arbiter: Manschot Assistenten: Honig Assistenten: Dobre 4de official: Dieperink Video-assistenten: Gözübüyük Video-assistenten: Langkamp |            |           |                | Eduardo, Karavaev, Van der Werff 58', 90', Clarke-Salter, Büttner, Bero 71' ( Darfalou), Serero, Foor, Ødegaard 66' ( Linssen), Matavž, Beerens RESERVEBANK: Pasveer, Karami, Clark, Bruns, Doekhi | Groothuizen, Troupée, N. Kuipers, Kanon, Meijers , Immers 72', El Khayati, Malone 75' 83' ( Pinas), Becker, Necid 87' ( Lorenzen), Hooi 66' ( Goppel) RESERVEBANK: Havekotte, Zwinkels, Gorter, Goossens, B. Kuipers, Polley, Van Kins |  |
| Bijz.: Airborne-duel 2018 Afwezig: Ali, Gong, Kruiswijk, Musonda, Thelander (geblesseerd)                                                                                                |            |           |                | | |  |

Speelronde 7:
| zondag 30 september 2018, 16:45 | Feyenoord                    | 2–1 (0–1) | Vitesse  | Opstelling Feyenoord | Opstelling Vitesse |  |
| Stadion: De Kuip, Rotterdam Toeschouwers: 45.000 Arbiter: Gözübüyük Assistenten: Goossens Assistenten: Van Dongen 4de official: Blank Video-assistenten: Van den Kerkhof Video-assistenten: Langkamp | Botteghin 47' Van Persie 88' |           | 32' Bero | Vermeer, St. Juste, Botteghin, Van der Heijden, Malacia, Clasie 82' ( Ayoub), Van Persie 90+1', Vilhena, Berghuis, Vente 57' ( Jørgensen), Toornstra 46' ( Larsson) RESERVEBANK: Delle, Ten Hove, Nieuwkoop, Van Beek, Sinisterra, Tapia, El Hankouri, Verdonk | Eduardo, Karavaev, Doekhi 86', 90+5', Clarke-Salter, Büttner 63', Serero, Bruns 63', Foor, Beerens 60' ( Darfalou), Matavž 75' ( Clark), Bero RESERVEBANK: Pasveer, Karami, Ali, Buitink, Schuurman |  |
| Stadion: De Kuip, Rotterdam Toeschouwers: 45.000 Arbiter: Gözübüyük Assistenten: Goossens Assistenten: Van Dongen 4de official: Blank Video-assistenten: Van den Kerkhof Video-assistenten: Langkamp |                              |           |          | Vermeer, St. Juste, Botteghin, Van der Heijden, Malacia, Clasie 82' ( Ayoub), Van Persie 90+1', Vilhena, Berghuis, Vente 57' ( Jørgensen), Toornstra 46' ( Larsson) RESERVEBANK: Delle, Ten Hove, Nieuwkoop, Van Beek, Sinisterra, Tapia, El Hankouri, Verdonk | Eduardo, Karavaev, Doekhi 86', 90+5', Clarke-Salter, Büttner 63', Serero, Bruns 63', Foor, Beerens 60' ( Darfalou), Matavž 75' ( Clark), Bero RESERVEBANK: Pasveer, Karami, Ali, Buitink, Schuurman |  |
| Stadion: De Kuip, Rotterdam Toeschouwers: 45.000 Arbiter: Gözübüyük Assistenten: Goossens Assistenten: Van Dongen 4de official: Blank Video-assistenten: Van den Kerkhof Video-assistenten: Langkamp |                              |           |          | Vermeer, St. Juste, Botteghin, Van der Heijden, Malacia, Clasie 82' ( Ayoub), Van Persie 90+1', Vilhena, Berghuis, Vente 57' ( Jørgensen), Toornstra 46' ( Larsson) RESERVEBANK: Delle, Ten Hove, Nieuwkoop, Van Beek, Sinisterra, Tapia, El Hankouri, Verdonk | Eduardo, Karavaev, Doekhi 86', 90+5', Clarke-Salter, Büttner 63', Serero, Bruns 63', Foor, Beerens 60' ( Darfalou), Matavž 75' ( Clark), Bero RESERVEBANK: Pasveer, Karami, Ali, Buitink, Schuurman |  |
| Bijz.: Matavž viel uit met een gebroken kuitbeen Afwezig: Van der Werff (geschorst); Gong, Kruiswijk, Linssen, Musonda, Ødegaard, Thelander (geblesseerd)                                            |                              |           |          | | |  |

Speelronde 8:
| zondag 7 oktober 2018, 14:30 | Vitesse                                                   | 4–0 (2–0) | Heracles Almelo | Opstelling Vitesse | Opstelling Heracles Almelo |  |
| Stadion: GelreDome, Arnhem Toeschouwers: 14.338 Arbiter: Kamphuis Assistenten: De Nas Assistenten: Langkamp 4de official: Bijl Video-assistenten: Lindhout Video-assistenten: Bluemink | Foor 11' Darfalou 42' 66' Büttner 73' (pen.) 90+3' (pen.) |           |                 | Eduardo, Karavaev, Van der Werff , Clarke-Salter 58', Büttner, Bero 85' ( Buitink), Serero, Foor, Ødegaard, Darfalou 90+2' ( Ali), Linssen 90+2' ( Clark) RESERVEBANK: Pasveer, Karami, Berden | Blaswich 46' ( Brouwer), Breukers , Rossmann 54' ( Sama), Van den Buijs, Van Hintum, Duarte 72' 81' ( Drost), Osman 44', Merkel, Kuwas, Dalmau 54', Peterson RESERVEBANK: Czyborra, Van Nieff, Droste, Vermeij, Dos Santos |  |
| Stadion: GelreDome, Arnhem Toeschouwers: 14.338 Arbiter: Kamphuis Assistenten: De Nas Assistenten: Langkamp 4de official: Bijl Video-assistenten: Lindhout Video-assistenten: Bluemink |                                                           |           |                 | Eduardo, Karavaev, Van der Werff , Clarke-Salter 58', Büttner, Bero 85' ( Buitink), Serero, Foor, Ødegaard, Darfalou 90+2' ( Ali), Linssen 90+2' ( Clark) RESERVEBANK: Pasveer, Karami, Berden | Blaswich 46' ( Brouwer), Breukers , Rossmann 54' ( Sama), Van den Buijs, Van Hintum, Duarte 72' 81' ( Drost), Osman 44', Merkel, Kuwas, Dalmau 54', Peterson RESERVEBANK: Czyborra, Van Nieff, Droste, Vermeij, Dos Santos |  |
| Stadion: GelreDome, Arnhem Toeschouwers: 14.338 Arbiter: Kamphuis Assistenten: De Nas Assistenten: Langkamp 4de official: Bijl Video-assistenten: Lindhout Video-assistenten: Bluemink |                                                           |           |                 | Eduardo, Karavaev, Van der Werff , Clarke-Salter 58', Büttner, Bero 85' ( Buitink), Serero, Foor, Ødegaard, Darfalou 90+2' ( Ali), Linssen 90+2' ( Clark) RESERVEBANK: Pasveer, Karami, Berden | Blaswich 46' ( Brouwer), Breukers , Rossmann 54' ( Sama), Van den Buijs, Van Hintum, Duarte 72' 81' ( Drost), Osman 44', Merkel, Kuwas, Dalmau 54', Peterson RESERVEBANK: Czyborra, Van Nieff, Droste, Vermeij, Dos Santos |  |
| Afwezig: Bruns, Doekhi (geschorst); Beerens, Gong, Kruiswijk, Matavž, Musonda, Thelander (geblesseerd)                                                                                 |                                                           |           |                 | | |  |

Speelronde 9:
| zaterdag 20 oktober 2018, 18:30 | Excelsior                     | 2–0 (1–0) | Vitesse               | Opstelling Excelsior | Opstelling Vitesse |  |
| Stadion: Van Donge & De Roo Stadion, Rotterdam Toeschouwers: 4.397 Arbiter: Kuipers Assistenten: Van Roekel Assistenten: Zeinstra 4de official: Martens Video-assistenten: Bijl Video-assistenten: Langkamp | Clark 40' (e.d.) Mattheij 70' |           | 90+4' (pen.) Darfalou | Stevens 90+1', Matthys, Schouten, Koolwijk 89' ( Haspolat), Ómarsson 90+3' ( Damen), Bruins, Mattheij, Edwards 86' ( Van der Meer), Fortes, Burnet, El Hamdaoui RESERVEBANK: De Fockert, Horemans, Oude Kotte, Hadouir, Anderson, Mahmudov | Eduardo, Karavaev, Van der Werff , Clarke-Salter 46' ( Doekhi), Clark, Bero 89' ( Buitink), Serero 57' ( Beerens), Foor, Ødegaard, Darfalou, Linssen RESERVEBANK: Pasveer, Karami, Ali |  |
| Stadion: Van Donge & De Roo Stadion, Rotterdam Toeschouwers: 4.397 Arbiter: Kuipers Assistenten: Van Roekel Assistenten: Zeinstra 4de official: Martens Video-assistenten: Bijl Video-assistenten: Langkamp |                               |           |                       | Stevens 90+1', Matthys, Schouten, Koolwijk 89' ( Haspolat), Ómarsson 90+3' ( Damen), Bruins, Mattheij, Edwards 86' ( Van der Meer), Fortes, Burnet, El Hamdaoui RESERVEBANK: De Fockert, Horemans, Oude Kotte, Hadouir, Anderson, Mahmudov | Eduardo, Karavaev, Van der Werff , Clarke-Salter 46' ( Doekhi), Clark, Bero 89' ( Buitink), Serero 57' ( Beerens), Foor, Ødegaard, Darfalou, Linssen RESERVEBANK: Pasveer, Karami, Ali |  |
| Stadion: Van Donge & De Roo Stadion, Rotterdam Toeschouwers: 4.397 Arbiter: Kuipers Assistenten: Van Roekel Assistenten: Zeinstra 4de official: Martens Video-assistenten: Bijl Video-assistenten: Langkamp |                               |           |                       | Stevens 90+1', Matthys, Schouten, Koolwijk 89' ( Haspolat), Ómarsson 90+3' ( Damen), Bruins, Mattheij, Edwards 86' ( Van der Meer), Fortes, Burnet, El Hamdaoui RESERVEBANK: De Fockert, Horemans, Oude Kotte, Hadouir, Anderson, Mahmudov | Eduardo, Karavaev, Van der Werff , Clarke-Salter 46' ( Doekhi), Clark, Bero 89' ( Buitink), Serero 57' ( Beerens), Foor, Ødegaard, Darfalou, Linssen RESERVEBANK: Pasveer, Karami, Ali |  |
| Afwezig: Bruns (geschorst); Büttner, Gong, Kruiswijk, Matavž, Musonda, Thelander (geblesseerd) |                               |           |                       | | |  |

Speelronde 10:
| zondag 28 oktober 2018, 12:15 | Vitesse                    | 2–1 (1–1) | Fortuna Sittard | Opstelling Vitesse | Opstelling Fortuna Sittard |  |
| Stadion: GelreDome, Arnhem Toeschouwers: 15.879 Arbiter: Higler Assistenten: Hoekstra Assistenten: Brondijk 4de official: Pérez Video-assistenten: Gerrets Video-assistenten: Jansen | Van der Werff 12' Bero 66' |           | 45+2' Vidigal   | Eduardo, Karavaev, Van der Werff 40' ( Doekhi), Clarke-Salter, Clark 68', Bero 58', Serero, Foor 60' ( 82'+), Ødegaard 90+3' ( Bruns), Darfalou, Linssen ( 40'+) 82' ( Gong) RESERVEBANK: Pasveer, Karami, Ali, Buitink | Koșelev, Ciranni, Niňaj 50', Dammers , Pinto 75' ( Ospitalieri), Rodríguez, Diemers, Smeets 75' ( Semedo), Vidigal 46' ( Essers 69'), Hutten, Lamprou RESERVEBANK: Özer, Koot, El Messaoudi, Stokkers, Ramírez |  |
| Stadion: GelreDome, Arnhem Toeschouwers: 15.879 Arbiter: Higler Assistenten: Hoekstra Assistenten: Brondijk 4de official: Pérez Video-assistenten: Gerrets Video-assistenten: Jansen |                            |           |                 | Eduardo, Karavaev, Van der Werff 40' ( Doekhi), Clarke-Salter, Clark 68', Bero 58', Serero, Foor 60' ( 82'+), Ødegaard 90+3' ( Bruns), Darfalou, Linssen ( 40'+) 82' ( Gong) RESERVEBANK: Pasveer, Karami, Ali, Buitink | Koșelev, Ciranni, Niňaj 50', Dammers , Pinto 75' ( Ospitalieri), Rodríguez, Diemers, Smeets 75' ( Semedo), Vidigal 46' ( Essers 69'), Hutten, Lamprou RESERVEBANK: Özer, Koot, El Messaoudi, Stokkers, Ramírez |  |
| Stadion: GelreDome, Arnhem Toeschouwers: 15.879 Arbiter: Higler Assistenten: Hoekstra Assistenten: Brondijk 4de official: Pérez Video-assistenten: Gerrets Video-assistenten: Jansen |                            |           |                 | Eduardo, Karavaev, Van der Werff 40' ( Doekhi), Clarke-Salter, Clark 68', Bero 58', Serero, Foor 60' ( 82'+), Ødegaard 90+3' ( Bruns), Darfalou, Linssen ( 40'+) 82' ( Gong) RESERVEBANK: Pasveer, Karami, Ali, Buitink | Koșelev, Ciranni, Niňaj 50', Dammers , Pinto 75' ( Ospitalieri), Rodríguez, Diemers, Smeets 75' ( Semedo), Vidigal 46' ( Essers 69'), Hutten, Lamprou RESERVEBANK: Özer, Koot, El Messaoudi, Stokkers, Ramírez |  |
| Afwezig: Beerens, Büttner, Kruiswijk, Matavž, Musonda, Thelander (geblesseerd) |                            |           |                 | | |  |

Speelronde 11:
| zaterdag 3 november 2018, 18:30 | PSV         | 1–0 (0–0) | Vitesse | Opstelling PSV | Opstelling Vitesse |  |
| Stadion: Philips Stadion, Eindhoven Toeschouwers: 34.100 Arbiter: Gözübüyük Assistenten: Schaap Assistenten: De Vries 4de official: Van de Graaf Video-assistenten: Higler Video-assistenten: Dobre | De Jong 69' |           |         | Zoet, Dumfries 86', Schwaab, Viergever, Angeliño, Rosario, Pereiro, Hendrix, Lozano 90+3' ( Ramselaar), De Jong , Bergwijn 42' 84' ( Malen) RESERVEBANK: Room, Van Osch, Isimat-Mirin, Behich, Obispo, Gakpo, Sainsbury, Gutiérrez, Mauro Júnior | Eduardo, Karavaev, Doekhi 14', Clarke-Salter, Clark 90+2' ( Büttner), Bero, Serero 84' ( Gong), Foor 18' ( Thelander), Ødegaard 62', Darfalou, Linssen 14' RESERVEBANK: Pasveer, Karami, Bruns, Ali, Buitink |  |
| Stadion: Philips Stadion, Eindhoven Toeschouwers: 34.100 Arbiter: Gözübüyük Assistenten: Schaap Assistenten: De Vries 4de official: Van de Graaf Video-assistenten: Higler Video-assistenten: Dobre |             |           |         | Zoet, Dumfries 86', Schwaab, Viergever, Angeliño, Rosario, Pereiro, Hendrix, Lozano 90+3' ( Ramselaar), De Jong , Bergwijn 42' 84' ( Malen) RESERVEBANK: Room, Van Osch, Isimat-Mirin, Behich, Obispo, Gakpo, Sainsbury, Gutiérrez, Mauro Júnior | Eduardo, Karavaev, Doekhi 14', Clarke-Salter, Clark 90+2' ( Büttner), Bero, Serero 84' ( Gong), Foor 18' ( Thelander), Ødegaard 62', Darfalou, Linssen 14' RESERVEBANK: Pasveer, Karami, Bruns, Ali, Buitink |  |
| Stadion: Philips Stadion, Eindhoven Toeschouwers: 34.100 Arbiter: Gözübüyük Assistenten: Schaap Assistenten: De Vries 4de official: Van de Graaf Video-assistenten: Higler Video-assistenten: Dobre |             |           |         | Zoet, Dumfries 86', Schwaab, Viergever, Angeliño, Rosario, Pereiro, Hendrix, Lozano 90+3' ( Ramselaar), De Jong , Bergwijn 42' 84' ( Malen) RESERVEBANK: Room, Van Osch, Isimat-Mirin, Behich, Obispo, Gakpo, Sainsbury, Gutiérrez, Mauro Júnior | Eduardo, Karavaev, Doekhi 14', Clarke-Salter, Clark 90+2' ( Büttner), Bero, Serero 84' ( Gong), Foor 18' ( Thelander), Ødegaard 62', Darfalou, Linssen 14' RESERVEBANK: Pasveer, Karami, Bruns, Ali, Buitink |  |
| Afwezig: Kruiswijk, Matavž, Musonda, Van der Werff (geblesseerd) |             |           |         | | |  |

Speelronde 12:
| zaterdag 10 november 2018, 19:45 | Vitesse                  | 2–1 (0–0) | FC Utrecht  | Opstelling Vitesse | Opstelling FC Utrecht |  |
| Stadion: GelreDome, Arnhem Toeschouwers: 15.131 Arbiter: Makkelie Assistenten: Diks Assistenten: Steegstra 4de official: Bos Video-assistenten: Van de Graaf Video-assistenten: Van Vlokhoven | Linssen 58' Ødegaard 64' |           | 78' Dessers | Eduardo, Karavaev, Thelander, Clarke-Salter, Büttner 76' 82' ( Clark), Bero, Ødegaard, Foor, Beerens 82' ( Bruns), Darfalou 69' ( Buitink), Linssen RESERVEBANK: Pasveer, Karami, Gong, Musaba | Jensen, Klaiber 55', Letschert, Janssen , Van der Maarel, Van Overeem 77' ( Görtler 83'), Gustafson 65' ( Dessers), Gavory, Kerk 42', Tannane, Emanuelson 46' ( Van de Streek) RESERVEBANK: Paes, Boussaid, Mamengi |  |
| Stadion: GelreDome, Arnhem Toeschouwers: 15.131 Arbiter: Makkelie Assistenten: Diks Assistenten: Steegstra 4de official: Bos Video-assistenten: Van de Graaf Video-assistenten: Van Vlokhoven |                          |           |             | Eduardo, Karavaev, Thelander, Clarke-Salter, Büttner 76' 82' ( Clark), Bero, Ødegaard, Foor, Beerens 82' ( Bruns), Darfalou 69' ( Buitink), Linssen RESERVEBANK: Pasveer, Karami, Gong, Musaba | Jensen, Klaiber 55', Letschert, Janssen , Van der Maarel, Van Overeem 77' ( Görtler 83'), Gustafson 65' ( Dessers), Gavory, Kerk 42', Tannane, Emanuelson 46' ( Van de Streek) RESERVEBANK: Paes, Boussaid, Mamengi |  |
| Stadion: GelreDome, Arnhem Toeschouwers: 15.131 Arbiter: Makkelie Assistenten: Diks Assistenten: Steegstra 4de official: Bos Video-assistenten: Van de Graaf Video-assistenten: Van Vlokhoven |                          |           |             | Eduardo, Karavaev, Thelander, Clarke-Salter, Büttner 76' 82' ( Clark), Bero, Ødegaard, Foor, Beerens 82' ( Bruns), Darfalou 69' ( Buitink), Linssen RESERVEBANK: Pasveer, Karami, Gong, Musaba | Jensen, Klaiber 55', Letschert, Janssen , Van der Maarel, Van Overeem 77' ( Görtler 83'), Gustafson 65' ( Dessers), Gavory, Kerk 42', Tannane, Emanuelson 46' ( Van de Streek) RESERVEBANK: Paes, Boussaid, Mamengi |  |
| Afwezig: Doekhi (geschorst); Kruiswijk, Matavž, Musonda, Serero, Van der Werff (geblesseerd)                                                                                                  |                          |           |             | | |  |

Speelronde 13:
| zondag 25 november 2018, 14:30 | Willem II      | 1–3 (0–3) | Vitesse                           | Opstelling Willem II | Opstelling Vitesse |  |
| Stadion: Koning Willem II Stadion, Tilburg Toeschouwers: 11.879 Arbiter: Kuipers Assistenten: Van Roekel Assistenten: Zeinstra 4de official: Van der Eijk Video-assistenten: Kooij Video-assistenten: Frijn | Sol 86' (pen.) |           | 13' Bero 35' Darfalou 44' Linssen | Wellenreuther, Lewis, Heerkens 79' ( Peters ( 79'+)), Meißner, Palacios, Anita, Crowley 74' ( Kristinsson 90+2'), Llonch, Dankerlui 46' ( Özbiliz 87'), Sol, Avdijaj RESERVEBANK: Woud, Kolovos, Croux, Saddiki, Akkaynak, Brand | Eduardo 87', Karavaev, Thelander 86', Doekhi, Büttner ( 79'+), Bero 69' ( Beerens), Serero, Foor, Ødegaard, Darfalou 82' ( Buitink), Linssen 79' ( Bruns) RESERVEBANK: Pasveer, Karami, Clark, Gong, Ali |  |
| Stadion: Koning Willem II Stadion, Tilburg Toeschouwers: 11.879 Arbiter: Kuipers Assistenten: Van Roekel Assistenten: Zeinstra 4de official: Van der Eijk Video-assistenten: Kooij Video-assistenten: Frijn |                |           |                                   | Wellenreuther, Lewis, Heerkens 79' ( Peters ( 79'+)), Meißner, Palacios, Anita, Crowley 74' ( Kristinsson 90+2'), Llonch, Dankerlui 46' ( Özbiliz 87'), Sol, Avdijaj RESERVEBANK: Woud, Kolovos, Croux, Saddiki, Akkaynak, Brand | Eduardo 87', Karavaev, Thelander 86', Doekhi, Büttner ( 79'+), Bero 69' ( Beerens), Serero, Foor, Ødegaard, Darfalou 82' ( Buitink), Linssen 79' ( Bruns) RESERVEBANK: Pasveer, Karami, Clark, Gong, Ali |  |
| Stadion: Koning Willem II Stadion, Tilburg Toeschouwers: 11.879 Arbiter: Kuipers Assistenten: Van Roekel Assistenten: Zeinstra 4de official: Van der Eijk Video-assistenten: Kooij Video-assistenten: Frijn |                |           |                                   | Wellenreuther, Lewis, Heerkens 79' ( Peters ( 79'+)), Meißner, Palacios, Anita, Crowley 74' ( Kristinsson 90+2'), Llonch, Dankerlui 46' ( Özbiliz 87'), Sol, Avdijaj RESERVEBANK: Woud, Kolovos, Croux, Saddiki, Akkaynak, Brand | Eduardo 87', Karavaev, Thelander 86', Doekhi, Büttner ( 79'+), Bero 69' ( Beerens), Serero, Foor, Ødegaard, Darfalou 82' ( Buitink), Linssen 79' ( Bruns) RESERVEBANK: Pasveer, Karami, Clark, Gong, Ali |  |
| Afwezig: Clarke-Salter, Kruiswijk, Matavž, Musonda, Van der Werff (geblesseerd) |                |           |                                   | | |  |

Speelronde 14:
| zaterdag 1 december 2018, 18:30 | Vitesse                | 1–1 (1–0) | FC Emmen   | Opstelling Vitesse | Opstelling FC Emmen |  |
| Stadion: GelreDome, Arnhem Toeschouwers: 15.821 Arbiter: S. Mulder Assistenten: Ketting Assistenten: Jansen 4de official: Nagtegaal Video-assistenten: Cantineau Video-assistenten: Dobre | Linssen 31' 89' (pen.) |           | 51' Cavlan | Eduardo, Karavaev, Thelander, Doekhi, Büttner, Serero 90+3', Ødegaard, Bero 84' ( Bruns), Beerens 69' ( Foor), Darfalou, Linssen RESERVEBANK: Pasveer, Karami, Clark, Gong, Ali, Buitink | Scherpen, Klok 87', Veendorp, Bakker, Siekman, Cavlan 81', Bannink 85' ( Arias), Chacón 90+3', Bijl 17', Niemeijer 77' ( Marinus 90+3'), Jansen 90+2' ( Slagveer) RESERVEBANK: Van der Vlag, Telgenkamp, Gronsveld, Ben Moussa, Pedersen, Suliman, De Vos |  |
| Stadion: GelreDome, Arnhem Toeschouwers: 15.821 Arbiter: S. Mulder Assistenten: Ketting Assistenten: Jansen 4de official: Nagtegaal Video-assistenten: Cantineau Video-assistenten: Dobre |                        |           |            | Eduardo, Karavaev, Thelander, Doekhi, Büttner, Serero 90+3', Ødegaard, Bero 84' ( Bruns), Beerens 69' ( Foor), Darfalou, Linssen RESERVEBANK: Pasveer, Karami, Clark, Gong, Ali, Buitink | Scherpen, Klok 87', Veendorp, Bakker, Siekman, Cavlan 81', Bannink 85' ( Arias), Chacón 90+3', Bijl 17', Niemeijer 77' ( Marinus 90+3'), Jansen 90+2' ( Slagveer) RESERVEBANK: Van der Vlag, Telgenkamp, Gronsveld, Ben Moussa, Pedersen, Suliman, De Vos |  |
| Stadion: GelreDome, Arnhem Toeschouwers: 15.821 Arbiter: S. Mulder Assistenten: Ketting Assistenten: Jansen 4de official: Nagtegaal Video-assistenten: Cantineau Video-assistenten: Dobre |                        |           |            | Eduardo, Karavaev, Thelander, Doekhi, Büttner, Serero 90+3', Ødegaard, Bero 84' ( Bruns), Beerens 69' ( Foor), Darfalou, Linssen RESERVEBANK: Pasveer, Karami, Clark, Gong, Ali, Buitink | Scherpen, Klok 87', Veendorp, Bakker, Siekman, Cavlan 81', Bannink 85' ( Arias), Chacón 90+3', Bijl 17', Niemeijer 77' ( Marinus 90+3'), Jansen 90+2' ( Slagveer) RESERVEBANK: Van der Vlag, Telgenkamp, Gronsveld, Ben Moussa, Pedersen, Suliman, De Vos |  |
| Afwezig: Clarke-Salter, Kruiswijk, Matavž, Musonda, Van der Werff (geblesseerd) |                        |           |            | | |  |

Speelronde 15:
| zondag 9 december 2018, 16:45 | NAC Breda                      | 2–1 (1–0) | Vitesse                     | Opstelling NAC Breda | Opstelling Vitesse |  |
| Stadion: Rat Verlegh Stadion, Breda Toeschouwers: 18.280 Arbiter: Lindhout Assistenten: Bluemink Assistenten: Kleinjan 4de official: Bijl Video-assistenten: C. Mulder Video-assistenten: Langeland | Te Vrede 45+1' Verschueren 84' |           | 43' (pen.) Foor 72' Linssen | Van Leer, Sporkslede 37' ( Van Anholt), Klomp, Koch , Mets 82', Leigh, Verschueren, Korte 79' ( El Allouchi), Nijholt, Rosheuvel 87' ( Mühren), Te Vrede RESERVEBANK: Zwarthoed, Niemczycki, Fernandes, Palmer-Brown, Carolina, Reuvers | Eduardo, Karavaev, Doekhi, Thelander, Büttner, Bero 45', 90+2', Serero, Foor 81' ( Beerens), Ødegaard, Darfalou, Linssen RESERVEBANK: Pasveer, Karami, Clark, Bruns, Ali, Buitink, Musaba |  |
| Stadion: Rat Verlegh Stadion, Breda Toeschouwers: 18.280 Arbiter: Lindhout Assistenten: Bluemink Assistenten: Kleinjan 4de official: Bijl Video-assistenten: C. Mulder Video-assistenten: Langeland |                                |           |                             | Van Leer, Sporkslede 37' ( Van Anholt), Klomp, Koch , Mets 82', Leigh, Verschueren, Korte 79' ( El Allouchi), Nijholt, Rosheuvel 87' ( Mühren), Te Vrede RESERVEBANK: Zwarthoed, Niemczycki, Fernandes, Palmer-Brown, Carolina, Reuvers | Eduardo, Karavaev, Doekhi, Thelander, Büttner, Bero 45', 90+2', Serero, Foor 81' ( Beerens), Ødegaard, Darfalou, Linssen RESERVEBANK: Pasveer, Karami, Clark, Bruns, Ali, Buitink, Musaba |  |
| Stadion: Rat Verlegh Stadion, Breda Toeschouwers: 18.280 Arbiter: Lindhout Assistenten: Bluemink Assistenten: Kleinjan 4de official: Bijl Video-assistenten: C. Mulder Video-assistenten: Langeland |                                |           |                             | Van Leer, Sporkslede 37' ( Van Anholt), Klomp, Koch , Mets 82', Leigh, Verschueren, Korte 79' ( El Allouchi), Nijholt, Rosheuvel 87' ( Mühren), Te Vrede RESERVEBANK: Zwarthoed, Niemczycki, Fernandes, Palmer-Brown, Carolina, Reuvers | Eduardo, Karavaev, Doekhi, Thelander, Büttner, Bero 45', 90+2', Serero, Foor 81' ( Beerens), Ødegaard, Darfalou, Linssen RESERVEBANK: Pasveer, Karami, Clark, Bruns, Ali, Buitink, Musaba |  |
| Afwezig: Clarke-Salter, Kruiswijk, Matavž, Musonda, Van der Werff (geblesseerd) |                                |           |                             | | |  |

Speelronde 16:
| zaterdag 15 december 2018, 20:45 | Vitesse                   | 2–1 (1–0) | VVV-Venlo | Opstelling Vitesse | Opstelling VVV-Venlo |  |
| Stadion: GelreDome, Arnhem Toeschouwers: 13.249 Arbiter: Bax Assistenten: Strijker Assistenten: Weterings 4de official: Blank Video-assistenten: Lindhout Video-assistenten: Koopman | Ødegaard 32' Darfalou 80' |           | 76' Mlapa | Eduardo, Karavaev, Doekhi, Clarke-Salter 45+2' 77' ( Thelander), Büttner, Ødegaard 52', Serero, Beerens 78' ( Gong), Foor 90', Darfalou, Linssen RESERVEBANK: Pasveer, Karami, Van der Werff, Clark, Bruns, Ali, Buitink | Unnerstall, Rutten, Röseler, Promes 72' ( Joosten 82'), Kum, Van Ooijen 58' ( Seuntjens ( 72'+)), Linthorst 78' ( Van Bruggen), Sušić, Opoku, Mlapa 45+2', Grot RESERVEBANK: Van Crooij, Verbong, Post, Samuelsen, Dekker, Borgmann, Korkmaz, S. Janssen, Steijn |  |
| Stadion: GelreDome, Arnhem Toeschouwers: 13.249 Arbiter: Bax Assistenten: Strijker Assistenten: Weterings 4de official: Blank Video-assistenten: Lindhout Video-assistenten: Koopman |                           |           |           | Eduardo, Karavaev, Doekhi, Clarke-Salter 45+2' 77' ( Thelander), Büttner, Ødegaard 52', Serero, Beerens 78' ( Gong), Foor 90', Darfalou, Linssen RESERVEBANK: Pasveer, Karami, Van der Werff, Clark, Bruns, Ali, Buitink | Unnerstall, Rutten, Röseler, Promes 72' ( Joosten 82'), Kum, Van Ooijen 58' ( Seuntjens ( 72'+)), Linthorst 78' ( Van Bruggen), Sušić, Opoku, Mlapa 45+2', Grot RESERVEBANK: Van Crooij, Verbong, Post, Samuelsen, Dekker, Borgmann, Korkmaz, S. Janssen, Steijn |  |
| Stadion: GelreDome, Arnhem Toeschouwers: 13.249 Arbiter: Bax Assistenten: Strijker Assistenten: Weterings 4de official: Blank Video-assistenten: Lindhout Video-assistenten: Koopman |                           |           |           | Eduardo, Karavaev, Doekhi, Clarke-Salter 45+2' 77' ( Thelander), Büttner, Ødegaard 52', Serero, Beerens 78' ( Gong), Foor 90', Darfalou, Linssen RESERVEBANK: Pasveer, Karami, Van der Werff, Clark, Bruns, Ali, Buitink | Unnerstall, Rutten, Röseler, Promes 72' ( Joosten 82'), Kum, Van Ooijen 58' ( Seuntjens ( 72'+)), Linthorst 78' ( Van Bruggen), Sušić, Opoku, Mlapa 45+2', Grot RESERVEBANK: Van Crooij, Verbong, Post, Samuelsen, Dekker, Borgmann, Korkmaz, S. Janssen, Steijn |  |
| Afwezig: Bero (geschorst); Kruiswijk, Matavž, Musonda (geblesseerd) |                           |           |           | | |  |

Speelronde 17:
| zondag 23 december 2018, 14:30 | De Graafschap           | 2–2 (1–1) | Vitesse               | Opstelling De Graafschap | Opstelling Vitesse |  |
| Stadion: Stadion De Vijverberg, Doetinchem Toeschouwers: 12.600 Arbiter: Kuipers Assistenten: Van Roekel Assistenten: Zeinstra 4de official: Martens Video-assistenten: Pérez Video-assistenten: Van der Vrande | Olijve 12' Narsingh 58' |           | 43' Ødegaard 65' Bero | Etemadi, Owusu, S. Nieuwpoort 45+4', Van de Pavert, Tutuarima, Bakker 39' ( Vet 89'), El Jebli, Olijve, Narsingh 72' ( Thomassen), Serrarens, Van Mieghem 54' ( Burgzorg) RESERVEBANK: Rondeel, Jurjus, Straalman, Klaasen, Nijland, Abena, Hamdaoui | Eduardo, Karavaev, Thelander 90+3', Clarke-Salter, Büttner 45+4', Bero, Serero, Foor 89', Ødegaard, Linssen 67', Beerens 68' ( Clark) RESERVEBANK: Pasveer, Karami, Van der Werff, Bruns, Ali, Buitink, Doekhi, Musaba |  |
| Stadion: Stadion De Vijverberg, Doetinchem Toeschouwers: 12.600 Arbiter: Kuipers Assistenten: Van Roekel Assistenten: Zeinstra 4de official: Martens Video-assistenten: Pérez Video-assistenten: Van der Vrande |                         |           |                       | Etemadi, Owusu, S. Nieuwpoort 45+4', Van de Pavert, Tutuarima, Bakker 39' ( Vet 89'), El Jebli, Olijve, Narsingh 72' ( Thomassen), Serrarens, Van Mieghem 54' ( Burgzorg) RESERVEBANK: Rondeel, Jurjus, Straalman, Klaasen, Nijland, Abena, Hamdaoui | Eduardo, Karavaev, Thelander 90+3', Clarke-Salter, Büttner 45+4', Bero, Serero, Foor 89', Ødegaard, Linssen 67', Beerens 68' ( Clark) RESERVEBANK: Pasveer, Karami, Van der Werff, Bruns, Ali, Buitink, Doekhi, Musaba |  |
| Stadion: Stadion De Vijverberg, Doetinchem Toeschouwers: 12.600 Arbiter: Kuipers Assistenten: Van Roekel Assistenten: Zeinstra 4de official: Martens Video-assistenten: Pérez Video-assistenten: Van der Vrande |                         |           |                       | Etemadi, Owusu, S. Nieuwpoort 45+4', Van de Pavert, Tutuarima, Bakker 39' ( Vet 89'), El Jebli, Olijve, Narsingh 72' ( Thomassen), Serrarens, Van Mieghem 54' ( Burgzorg) RESERVEBANK: Rondeel, Jurjus, Straalman, Klaasen, Nijland, Abena, Hamdaoui | Eduardo, Karavaev, Thelander 90+3', Clarke-Salter, Büttner 45+4', Bero, Serero, Foor 89', Ødegaard, Linssen 67', Beerens 68' ( Clark) RESERVEBANK: Pasveer, Karami, Van der Werff, Bruns, Ali, Buitink, Doekhi, Musaba |  |
| Afwezig: Darfalou, Gong, Kruiswijk, Matavž, Musonda (geblesseerd) |                         |           |                       | | |  |

Speelronde 18:
| vrijdag 18 januari 2019, 20:00 | Vitesse                               | 3–2 (2–0) | Excelsior                | Opstelling Vitesse | Opstelling Excelsior |  |
| Stadion: GelreDome, Arnhem Toeschouwers: 13.231 Arbiter: Van de Graaf Assistenten: Diks Assistenten: Steegstra 4de official: Gerrets Video-assistenten: Kooij Video-assistenten: Zijlstra | Foor 6' Linssen 37' Van der Werff 67' |           | 51' Edwards 69' Schouten | Eduardo, Karavaev, Van der Werff 72', Clarke-Salter, Büttner 90' ( Ali), Serero, Beerens, Foor, Ødegaard, Darfalou 61' 72' ( Margaret), Linssen 46' ( Clark) RESERVEBANK: Pasveer, Thelander, Buitink, Doekhi, Musaba | Damen, Fortes, Mattheij, Oude Kotte, Burnet, Schouten, Messaoud 75' ( Anderson), Koolwijk , Edwards 84' ( Hadouir), Ómarsson 55' ( El Hamdaoui), Bruins 17' RESERVEBANK: Stevens, De Fockert, Horemans, Matthys, Van der Meer, Haspolat, Mahmudov |  |
| Stadion: GelreDome, Arnhem Toeschouwers: 13.231 Arbiter: Van de Graaf Assistenten: Diks Assistenten: Steegstra 4de official: Gerrets Video-assistenten: Kooij Video-assistenten: Zijlstra |                                       |           |                          | Eduardo, Karavaev, Van der Werff 72', Clarke-Salter, Büttner 90' ( Ali), Serero, Beerens, Foor, Ødegaard, Darfalou 61' 72' ( Margaret), Linssen 46' ( Clark) RESERVEBANK: Pasveer, Thelander, Buitink, Doekhi, Musaba | Damen, Fortes, Mattheij, Oude Kotte, Burnet, Schouten, Messaoud 75' ( Anderson), Koolwijk , Edwards 84' ( Hadouir), Ómarsson 55' ( El Hamdaoui), Bruins 17' RESERVEBANK: Stevens, De Fockert, Horemans, Matthys, Van der Meer, Haspolat, Mahmudov |  |
| Stadion: GelreDome, Arnhem Toeschouwers: 13.231 Arbiter: Van de Graaf Assistenten: Diks Assistenten: Steegstra 4de official: Gerrets Video-assistenten: Kooij Video-assistenten: Zijlstra |                                       |           |                          | Eduardo, Karavaev, Van der Werff 72', Clarke-Salter, Büttner 90' ( Ali), Serero, Beerens, Foor, Ødegaard, Darfalou 61' 72' ( Margaret), Linssen 46' ( Clark) RESERVEBANK: Pasveer, Thelander, Buitink, Doekhi, Musaba | Damen, Fortes, Mattheij, Oude Kotte, Burnet, Schouten, Messaoud 75' ( Anderson), Koolwijk , Edwards 84' ( Hadouir), Ómarsson 55' ( El Hamdaoui), Bruins 17' RESERVEBANK: Stevens, De Fockert, Horemans, Matthys, Van der Meer, Haspolat, Mahmudov |  |
| Bijz.: Eerste Eredivisie-wedstrijd van 2019; debuut Margaret Afwezig: Bero, Gong, Kruiswijk, Matavž, Musonda (geblesseerd)                                                                |                                       |           |                          | | |  |

Speelronde 19:
| zondag 27 januari 2019, 12:15 | Fortuna Sittard           | 2–1 (0–1) | Vitesse    | Opstelling Fortuna Sittard | Opstelling Vitesse |  |
| Stadion: Fortuna Sittard Stadion, Sittard Toeschouwers: 8.123 Arbiter: Pérez Assistenten: Honig Assistenten: Ketting 4de official: Bijl Video-assistenten: Blank Video-assistenten: Weterings | Hutten 74' Stokkers 90+2' |           | 7' Linssen | Koșelev, Essers 23', Rodríguez, Heerings 36', Pinto , Diemers 27', Smeets, El Messaoudi 60' ( Hutten), Vidigal 77' ( Stokkers), Novakovich, Semedo 88' ( Dobos 90') RESERVEBANK: Özer, Ospitalieri, Ciranni, Jug, Ramírez, Balić | Eduardo, Karavaev, Van der Werff , Clarke-Salter, Büttner, Bero 45', Serero, Foor 55', Ødegaard 72' ( Beerens), Darfalou 76' ( Margaret), Linssen RESERVEBANK: Pasveer, Clark, Ali, Thelander, Doekhi |  |
| Stadion: Fortuna Sittard Stadion, Sittard Toeschouwers: 8.123 Arbiter: Pérez Assistenten: Honig Assistenten: Ketting 4de official: Bijl Video-assistenten: Blank Video-assistenten: Weterings |                           |           |            | Koșelev, Essers 23', Rodríguez, Heerings 36', Pinto , Diemers 27', Smeets, El Messaoudi 60' ( Hutten), Vidigal 77' ( Stokkers), Novakovich, Semedo 88' ( Dobos 90') RESERVEBANK: Özer, Ospitalieri, Ciranni, Jug, Ramírez, Balić | Eduardo, Karavaev, Van der Werff , Clarke-Salter, Büttner, Bero 45', Serero, Foor 55', Ødegaard 72' ( Beerens), Darfalou 76' ( Margaret), Linssen RESERVEBANK: Pasveer, Clark, Ali, Thelander, Doekhi |  |
| Stadion: Fortuna Sittard Stadion, Sittard Toeschouwers: 8.123 Arbiter: Pérez Assistenten: Honig Assistenten: Ketting 4de official: Bijl Video-assistenten: Blank Video-assistenten: Weterings |                           |           |            | Koșelev, Essers 23', Rodríguez, Heerings 36', Pinto , Diemers 27', Smeets, El Messaoudi 60' ( Hutten), Vidigal 77' ( Stokkers), Novakovich, Semedo 88' ( Dobos 90') RESERVEBANK: Özer, Ospitalieri, Ciranni, Jug, Ramírez, Balić | Eduardo, Karavaev, Van der Werff , Clarke-Salter, Büttner, Bero 45', Serero, Foor 55', Ødegaard 72' ( Beerens), Darfalou 76' ( Margaret), Linssen RESERVEBANK: Pasveer, Clark, Ali, Thelander, Doekhi |  |
| Afwezig: Gong, Kruiswijk, Matavž, Musonda (geblesseerd) |                           |           |            | | |  |

Speelronde 20:
| zaterdag 2 februari 2019, 18:30 | Vitesse             | 2–2 (1–1) | sc Heerenveen                 | Opstelling Vitesse | Opstelling sc Heerenveen |  |
| Stadion: GelreDome, Arnhem Toeschouwers: 15.342 Arbiter: Van den Kerkhof Assistenten: Van Zuilen Assistenten: Brondijk 4de official: Van der Laan Video-assistenten: Makkelie Video-assistenten: Van der Vrande                  | Ali 24' Linssen 58' |           | 14' Vlap 90+3' (pen.) Lammers | Eduardo, Karavaev, Van der Werff , Clarke-Salter, Büttner 84', Serero, Clark 90+4', Ali 77' ( Buitink), Ødegaard, Darfalou 56' ( Margaret), Linssen 81' RESERVEBANK: Pasveer, Thelander, Doekhi, Musaba | Hahn, Hornkamp 61' ( Floranus), Høegh, Pierie, Woudenberg, Rienstra 82' ( Van Amersfoort), Vlap, Schaars , Van Bergen, Lammers, Mihajlović 66' ( Johnsen) RESERVEBANK: Bednarek, Doornbusch, Skovgaard, Kongolo, Kobayashi |  |
| Stadion: GelreDome, Arnhem Toeschouwers: 15.342 Arbiter: Van den Kerkhof Assistenten: Van Zuilen Assistenten: Brondijk 4de official: Van der Laan Video-assistenten: Makkelie Video-assistenten: Van der Vrande                  |                     |           |                               | Eduardo, Karavaev, Van der Werff , Clarke-Salter, Büttner 84', Serero, Clark 90+4', Ali 77' ( Buitink), Ødegaard, Darfalou 56' ( Margaret), Linssen 81' RESERVEBANK: Pasveer, Thelander, Doekhi, Musaba | Hahn, Hornkamp 61' ( Floranus), Høegh, Pierie, Woudenberg, Rienstra 82' ( Van Amersfoort), Vlap, Schaars , Van Bergen, Lammers, Mihajlović 66' ( Johnsen) RESERVEBANK: Bednarek, Doornbusch, Skovgaard, Kongolo, Kobayashi |  |
| Stadion: GelreDome, Arnhem Toeschouwers: 15.342 Arbiter: Van den Kerkhof Assistenten: Van Zuilen Assistenten: Brondijk 4de official: Van der Laan Video-assistenten: Makkelie Video-assistenten: Van der Vrande                  |                     |           |                               | Eduardo, Karavaev, Van der Werff , Clarke-Salter, Büttner 84', Serero, Clark 90+4', Ali 77' ( Buitink), Ødegaard, Darfalou 56' ( Margaret), Linssen 81' RESERVEBANK: Pasveer, Thelander, Doekhi, Musaba | Hahn, Hornkamp 61' ( Floranus), Høegh, Pierie, Woudenberg, Rienstra 82' ( Van Amersfoort), Vlap, Schaars , Van Bergen, Lammers, Mihajlović 66' ( Johnsen) RESERVEBANK: Bednarek, Doornbusch, Skovgaard, Kongolo, Kobayashi |  |
| Bijz.: Vitesse speelde met rouwbanden in verband met het overlijden van oud-speler Jurrie Koolhof Afwezig: Bero, Foor (geschorst); Beerens, Gong, Kruiswijk, Matavž, Musonda (geblesseerd); Dauda (in afwachting werkvergunning) |                     |           |                               | | |  |

Speelronde 21:
| zondag 10 februari 2019, 14:30 | FC Groningen                   | 2–1 (1–1) | Vitesse      | Opstelling FC Groningen | Opstelling Vitesse |  |
| Stadion: Hitachi Capital Mobility Stadion, Groningen Toeschouwers: 16.498 Arbiter: Kuipers Assistenten: Van Roekel Assistenten: Zeinstra 4de official: Oostrom Video-assistenten: Van Herk Video-assistenten: De Vries | Sierhuis 13' El Hankouri 90+1' |           | 34' Darfalou | Padt, Te Wierik , Memišević, Chabot 87', Handwerker, Bel Hassani 59' ( Van de Looi), Reis, Bruns 84' ( Gladon), Warmerdam 52' ( El Hankouri), Sierhuis, Doan RESERVEBANK: Begois, Hoekstra, Itakura, Absalem, Hrustić, Sopacua | Eduardo, Karavaev, Van der Werff 90+2' ( Doekhi), Clarke-Salter, Clark, Ali, Bero, Serero, Ødegaard, Darfalou 78' ( Dauda), Foor RESERVEBANK: Pasveer, Thelander, Buitink, Musaba, Margaret |  |
| Stadion: Hitachi Capital Mobility Stadion, Groningen Toeschouwers: 16.498 Arbiter: Kuipers Assistenten: Van Roekel Assistenten: Zeinstra 4de official: Oostrom Video-assistenten: Van Herk Video-assistenten: De Vries |                                |           |              | Padt, Te Wierik , Memišević, Chabot 87', Handwerker, Bel Hassani 59' ( Van de Looi), Reis, Bruns 84' ( Gladon), Warmerdam 52' ( El Hankouri), Sierhuis, Doan RESERVEBANK: Begois, Hoekstra, Itakura, Absalem, Hrustić, Sopacua | Eduardo, Karavaev, Van der Werff 90+2' ( Doekhi), Clarke-Salter, Clark, Ali, Bero, Serero, Ødegaard, Darfalou 78' ( Dauda), Foor RESERVEBANK: Pasveer, Thelander, Buitink, Musaba, Margaret |  |
| Stadion: Hitachi Capital Mobility Stadion, Groningen Toeschouwers: 16.498 Arbiter: Kuipers Assistenten: Van Roekel Assistenten: Zeinstra 4de official: Oostrom Video-assistenten: Van Herk Video-assistenten: De Vries |                                |           |              | Padt, Te Wierik , Memišević, Chabot 87', Handwerker, Bel Hassani 59' ( Van de Looi), Reis, Bruns 84' ( Gladon), Warmerdam 52' ( El Hankouri), Sierhuis, Doan RESERVEBANK: Begois, Hoekstra, Itakura, Absalem, Hrustić, Sopacua | Eduardo, Karavaev, Van der Werff 90+2' ( Doekhi), Clarke-Salter, Clark, Ali, Bero, Serero, Ødegaard, Darfalou 78' ( Dauda), Foor RESERVEBANK: Pasveer, Thelander, Buitink, Musaba, Margaret |  |
| Bijz.: Debuut Dauda Afwezig: Büttner, Linssen (geschorst); Beerens, Gong, Kruiswijk, Matavž, Musonda (geblesseerd) |                                |           |              | | |  |

Speelronde 22:
| zaterdag 16 februari 2019, 20:45 | Vitesse                           | 3–2 (1–0) | Willem II             | Opstelling Vitesse | Opstelling Willem II |  |
| Stadion: GelreDome, Arnhem Toeschouwers: 14.186 Arbiter: Lindhout Assistenten: Goossens Assistenten: Van Dongen 4de official: Teuben Video-assistenten: Van Boekel Video-assistenten: Weterings | Linssen 5' Ødegaard 59' Clark 79' |           | 61' Isak 83' Pavlidis | Eduardo, Karavaev, Doekhi, Clarke-Salter, Clark, Ødegaard, Foor 28', Bero 54', Büttner 90+5' ( Ali), Linssen , Darfalou 11' 38' ( Dauda 89' ( Margaret)) RESERVEBANK: Pasveer, Van der Werff, Beerens, Thelander | Wellenreuther, Dankerlui, Meißner 48', Peters , Heerkens, Tapia, Crowley 64' 88' ( Kristinsson 90+3'), Llonch 46' ( Pavlidis), Özbiliz, Isak, Vrousai 77' ( Anita) RESERVEBANK: Woud, Saddiki, Akkaynak, McGarry, Van den Bogert, Brand |  |
| Stadion: GelreDome, Arnhem Toeschouwers: 14.186 Arbiter: Lindhout Assistenten: Goossens Assistenten: Van Dongen 4de official: Teuben Video-assistenten: Van Boekel Video-assistenten: Weterings |                                   |           |                       | Eduardo, Karavaev, Doekhi, Clarke-Salter, Clark, Ødegaard, Foor 28', Bero 54', Büttner 90+5' ( Ali), Linssen , Darfalou 11' 38' ( Dauda 89' ( Margaret)) RESERVEBANK: Pasveer, Van der Werff, Beerens, Thelander | Wellenreuther, Dankerlui, Meißner 48', Peters , Heerkens, Tapia, Crowley 64' 88' ( Kristinsson 90+3'), Llonch 46' ( Pavlidis), Özbiliz, Isak, Vrousai 77' ( Anita) RESERVEBANK: Woud, Saddiki, Akkaynak, McGarry, Van den Bogert, Brand |  |
| Stadion: GelreDome, Arnhem Toeschouwers: 14.186 Arbiter: Lindhout Assistenten: Goossens Assistenten: Van Dongen 4de official: Teuben Video-assistenten: Van Boekel Video-assistenten: Weterings |                                   |           |                       | Eduardo, Karavaev, Doekhi, Clarke-Salter, Clark, Ødegaard, Foor 28', Bero 54', Büttner 90+5' ( Ali), Linssen , Darfalou 11' 38' ( Dauda 89' ( Margaret)) RESERVEBANK: Pasveer, Van der Werff, Beerens, Thelander | Wellenreuther, Dankerlui, Meißner 48', Peters , Heerkens, Tapia, Crowley 64' 88' ( Kristinsson 90+3'), Llonch 46' ( Pavlidis), Özbiliz, Isak, Vrousai 77' ( Anita) RESERVEBANK: Woud, Saddiki, Akkaynak, McGarry, Van den Bogert, Brand |  |
| Afwezig: Gong, Kruiswijk, Matavž, Musonda, Serero (geblesseerd) |                                   |           |                       | | |  |

Speelronde 23:
| zondag 24 februari 2019, 14:30 | FC Emmen | 0–3 (0–1) | Vitesse                         | Opstelling FC Emmen | Opstelling Vitesse |  |
| Stadion: De Oude Meerdijk, Emmen Toeschouwers: 8.301 Arbiter: Van de Graaf Assistenten: Hubers Assistenten: Dobre 4de official: Kooij Video-assistenten: Blom Video-assistenten: Boonman |          |           | 13' Dauda 71' Ødegaard 89' Foor | Scherpen, Gronsveld, Lukić, Bakker, Cavlan, Bijl 70', Veendorp, Bannink 52' 68' ( Neidhart 87'), De Leeuw 46' ( Arias), Jansen , Braken 82' ( Niemeijer) RESERVEBANK: Van der Vlag, Telgenkamp, Siekman, Ben Moussa, Slagveer, De Vos, Kuipers | Eduardo, Karavaev, Doekhi, Clarke-Salter, Clark, Ødegaard, Bero 83' ( Ali), Foor 19', Büttner, Dauda 45+3' 69' ( Buitink), Linssen RESERVEBANK: Pasveer, Van der Werff, Beerens, Serero, Margaret |  |
| Stadion: De Oude Meerdijk, Emmen Toeschouwers: 8.301 Arbiter: Van de Graaf Assistenten: Hubers Assistenten: Dobre 4de official: Kooij Video-assistenten: Blom Video-assistenten: Boonman |          |           |                                 | Scherpen, Gronsveld, Lukić, Bakker, Cavlan, Bijl 70', Veendorp, Bannink 52' 68' ( Neidhart 87'), De Leeuw 46' ( Arias), Jansen , Braken 82' ( Niemeijer) RESERVEBANK: Van der Vlag, Telgenkamp, Siekman, Ben Moussa, Slagveer, De Vos, Kuipers | Eduardo, Karavaev, Doekhi, Clarke-Salter, Clark, Ødegaard, Bero 83' ( Ali), Foor 19', Büttner, Dauda 45+3' 69' ( Buitink), Linssen RESERVEBANK: Pasveer, Van der Werff, Beerens, Serero, Margaret |  |
| Stadion: De Oude Meerdijk, Emmen Toeschouwers: 8.301 Arbiter: Van de Graaf Assistenten: Hubers Assistenten: Dobre 4de official: Kooij Video-assistenten: Blom Video-assistenten: Boonman |          |           |                                 | Scherpen, Gronsveld, Lukić, Bakker, Cavlan, Bijl 70', Veendorp, Bannink 52' 68' ( Neidhart 87'), De Leeuw 46' ( Arias), Jansen , Braken 82' ( Niemeijer) RESERVEBANK: Van der Vlag, Telgenkamp, Siekman, Ben Moussa, Slagveer, De Vos, Kuipers | Eduardo, Karavaev, Doekhi, Clarke-Salter, Clark, Ødegaard, Bero 83' ( Ali), Foor 19', Büttner, Dauda 45+3' 69' ( Buitink), Linssen RESERVEBANK: Pasveer, Van der Werff, Beerens, Serero, Margaret |  |
| Bijz.: Beide ploegen spelen met rouwbanden in verband met het overlijden van de broer van doelman Scherpen Afwezig: Darfalou, Gong, Kruiswijk, Matavž, Musonda (geblesseerd)             |          |           |                                 | | |  |

Speelronde 24:
| zaterdag 2 maart 2019, 20:45 | Vitesse                                              | 4–1 (0–1) | NAC Breda | Opstelling Vitesse | Opstelling NAC Breda |  |
| Stadion: GelreDome, Arnhem Toeschouwers: 12.757 Arbiter: Kooij Assistenten: Bexkens Assistenten: Kleinjan 4de official: C. Mulder Video-assistenten: Teuben Video-assistenten: Zeinstra | Buitink 54' Van der Werff 77' Büttner 86' Bero 90+1' |           | 29' Korte | Eduardo, Karavaev, Doekhi, Clarke-Salter 46' ( Van der Werff), Clark 55', Ødegaard, Serero, Bero, Büttner 90+2' ( Gong), Dauda 33' ( Buitink), Linssen RESERVEBANK: Pasveer, Beerens, Ali, Foor, Thelander, Margaret | Van Leer, Van Anholt, Klomp 65', 88', Dervite 81' ( Mühren), Palmer-Brown, Leigh, Korte 70' ( Rosheuvel), El Allouchi 81' ( Fernandes), Verschueren 24', Lundqvist, Te Vrede RESERVEBANK: Zwarthoed, Niemczycki, Reuvers, Nijholt, Mashart, Kastaneer |  |
| Stadion: GelreDome, Arnhem Toeschouwers: 12.757 Arbiter: Kooij Assistenten: Bexkens Assistenten: Kleinjan 4de official: C. Mulder Video-assistenten: Teuben Video-assistenten: Zeinstra |                                                      |           |           | Eduardo, Karavaev, Doekhi, Clarke-Salter 46' ( Van der Werff), Clark 55', Ødegaard, Serero, Bero, Büttner 90+2' ( Gong), Dauda 33' ( Buitink), Linssen RESERVEBANK: Pasveer, Beerens, Ali, Foor, Thelander, Margaret | Van Leer, Van Anholt, Klomp 65', 88', Dervite 81' ( Mühren), Palmer-Brown, Leigh, Korte 70' ( Rosheuvel), El Allouchi 81' ( Fernandes), Verschueren 24', Lundqvist, Te Vrede RESERVEBANK: Zwarthoed, Niemczycki, Reuvers, Nijholt, Mashart, Kastaneer |  |
| Stadion: GelreDome, Arnhem Toeschouwers: 12.757 Arbiter: Kooij Assistenten: Bexkens Assistenten: Kleinjan 4de official: C. Mulder Video-assistenten: Teuben Video-assistenten: Zeinstra |                                                      |           |           | Eduardo, Karavaev, Doekhi, Clarke-Salter 46' ( Van der Werff), Clark 55', Ødegaard, Serero, Bero, Büttner 90+2' ( Gong), Dauda 33' ( Buitink), Linssen RESERVEBANK: Pasveer, Beerens, Ali, Foor, Thelander, Margaret | Van Leer, Van Anholt, Klomp 65', 88', Dervite 81' ( Mühren), Palmer-Brown, Leigh, Korte 70' ( Rosheuvel), El Allouchi 81' ( Fernandes), Verschueren 24', Lundqvist, Te Vrede RESERVEBANK: Zwarthoed, Niemczycki, Reuvers, Nijholt, Mashart, Kastaneer |  |
| Afwezig: Darfalou, Kruiswijk, Matavž, Musonda (geblesseerd) |                                                      |           |           | | |  |

Speelronde 25:
| zondag 10 maart 2019, 14:30 | Vitesse   | 1–1 (0–1) | Feyenoord   | Opstelling Vitesse | Opstelling Feyenoord |  |
| Stadion: GelreDome, Arnhem Toeschouwers: 17.208 Arbiter: Manschot Assistenten: Van de Ven Assistenten: Jansen 4de official: Martens Video-assistenten: Lindhout Video-assistenten: Van Vlokhoven | Dauda 47' |           | 45+1' Kökçü | Eduardo, Karavaev, Doekhi, Van der Werff, Clark, Ødegaard, Bero 63', Foor 46' ( Serero), Büttner 80' ( Gong), Dauda 62' ( Buitink), Linssen RESERVEBANK: Pasveer, Beerens, Ali, Thelander | Delle, St. Juste 69' ( Botteghin), Martina, Van der Heijden, Haps, Toornstra, Kökçü 76' ( Jørgensen), Clasie, Berghuis 35', Van Persie , Larsson RESERVEBANK: Ten Hove, Evora, Nieuwkoop, Van Beek, Malacia, Sinisterra, Ayoub, Wehrmann, Verdonk, Vente |  |
| Stadion: GelreDome, Arnhem Toeschouwers: 17.208 Arbiter: Manschot Assistenten: Van de Ven Assistenten: Jansen 4de official: Martens Video-assistenten: Lindhout Video-assistenten: Van Vlokhoven |           |           |             | Eduardo, Karavaev, Doekhi, Van der Werff, Clark, Ødegaard, Bero 63', Foor 46' ( Serero), Büttner 80' ( Gong), Dauda 62' ( Buitink), Linssen RESERVEBANK: Pasveer, Beerens, Ali, Thelander | Delle, St. Juste 69' ( Botteghin), Martina, Van der Heijden, Haps, Toornstra, Kökçü 76' ( Jørgensen), Clasie, Berghuis 35', Van Persie , Larsson RESERVEBANK: Ten Hove, Evora, Nieuwkoop, Van Beek, Malacia, Sinisterra, Ayoub, Wehrmann, Verdonk, Vente |  |
| Stadion: GelreDome, Arnhem Toeschouwers: 17.208 Arbiter: Manschot Assistenten: Van de Ven Assistenten: Jansen 4de official: Martens Video-assistenten: Lindhout Video-assistenten: Van Vlokhoven |           |           |             | Eduardo, Karavaev, Doekhi, Van der Werff, Clark, Ødegaard, Bero 63', Foor 46' ( Serero), Büttner 80' ( Gong), Dauda 62' ( Buitink), Linssen RESERVEBANK: Pasveer, Beerens, Ali, Thelander | Delle, St. Juste 69' ( Botteghin), Martina, Van der Heijden, Haps, Toornstra, Kökçü 76' ( Jørgensen), Clasie, Berghuis 35', Van Persie , Larsson RESERVEBANK: Ten Hove, Evora, Nieuwkoop, Van Beek, Malacia, Sinisterra, Ayoub, Wehrmann, Verdonk, Vente |  |
| Afwezig: Clarke-Salter, Darfalou, Kruiswijk, Matavž, Musonda (geblesseerd) |           |           |             | | |  |

Speelronde 26:
| zaterdag 16 maart 2019, 20:45 | Heracles Almelo                 | 3–2 (2–2) | Vitesse                   | Opstelling Heracles Almelo | Opstelling Vitesse |  |
| Stadion: Polman Stadion, Almelo Toeschouwers: 11.086 Arbiter: Kuipers Assistenten: Dobre Assistenten: Zeinstra 4de official: Teuben Video-assistenten: Kooij Video-assistenten: Hubers | Dalmau 5' 26' Van den Buijs 61' |           | 7' Foor 45+3' (pen.) Bero | Blaswich, Droste, Rossmann, Van den Buijs, Czyborra, Osman, Konings 63' ( Duarte), Merkel, Kuwas, Dalmau 90' ( Dos Santos), Peterson 45+2' RESERVEBANK: Brouwer, Bucker, Van Hintum, Van Nieff, Van der Water, Knoester, Sama | Eduardo, Karavaev, Doekhi, Van der Werff, Clark 25', 38', Ødegaard, Serero, Bero, Foor 63' ( Buitink), Linssen 80' ( Gong), Dauda 43' ( Büttner 89') RESERVEBANK: Pasveer, Beerens, Ali, Thelander |  |
| Stadion: Polman Stadion, Almelo Toeschouwers: 11.086 Arbiter: Kuipers Assistenten: Dobre Assistenten: Zeinstra 4de official: Teuben Video-assistenten: Kooij Video-assistenten: Hubers |                                 |           |                           | Blaswich, Droste, Rossmann, Van den Buijs, Czyborra, Osman, Konings 63' ( Duarte), Merkel, Kuwas, Dalmau 90' ( Dos Santos), Peterson 45+2' RESERVEBANK: Brouwer, Bucker, Van Hintum, Van Nieff, Van der Water, Knoester, Sama | Eduardo, Karavaev, Doekhi, Van der Werff, Clark 25', 38', Ødegaard, Serero, Bero, Foor 63' ( Buitink), Linssen 80' ( Gong), Dauda 43' ( Büttner 89') RESERVEBANK: Pasveer, Beerens, Ali, Thelander |  |
| Stadion: Polman Stadion, Almelo Toeschouwers: 11.086 Arbiter: Kuipers Assistenten: Dobre Assistenten: Zeinstra 4de official: Teuben Video-assistenten: Kooij Video-assistenten: Hubers |                                 |           |                           | Blaswich, Droste, Rossmann, Van den Buijs, Czyborra, Osman, Konings 63' ( Duarte), Merkel, Kuwas, Dalmau 90' ( Dos Santos), Peterson 45+2' RESERVEBANK: Brouwer, Bucker, Van Hintum, Van Nieff, Van der Water, Knoester, Sama | Eduardo, Karavaev, Doekhi, Van der Werff, Clark 25', 38', Ødegaard, Serero, Bero, Foor 63' ( Buitink), Linssen 80' ( Gong), Dauda 43' ( Büttner 89') RESERVEBANK: Pasveer, Beerens, Ali, Thelander |  |
| Afwezig: Clarke-Salter, Kruiswijk, Matavž, Musonda (geblesseerd) |                                 |           |                           | | |  |

Speelronde 27:
| zaterdag 30 maart 2019, 18:30 | ADO Den Haag             | 3–3 (2–3) | Vitesse             | Opstelling ADO Den Haag | Opstelling Vitesse |  |
| Stadion: Cars Jeans Stadion, Den Haag Toeschouwers: 13.721 Arbiter: S. Mulder Assistenten: Bluemink Assistenten: De Nas 4de official: Blank Video-assistenten: Blom Video-assistenten: Van Marrewijk | Becker 7' Immers 31' 76' |           | 21' 27' 43' Buitink | Zwinkels, Malone, Beugelsdijk, Pinas, Meijers , Goossens 78' ( Necid), El Khayati, Immers, Bakker, Becker 81' ( Goppel), Hooi 68' ( Falkenburg) RESERVEBANK: Groothuizen, Havekotte, Gorter, Rieder, Polley, Van Kins, Lorenzen, Boussakou | Eduardo, Karavaev, Van der Werff ( 71'+), Clarke-Salter, Büttner, Ødegaard, Serero, Bero 59', Dauda 46' ( Foor), Buitink 83' ( Matavž), Linssen 71' ( Darfalou) RESERVEBANK: Pasveer, Bayazit, Beerens, Ali, Thelander, Doekhi |  |
| Stadion: Cars Jeans Stadion, Den Haag Toeschouwers: 13.721 Arbiter: S. Mulder Assistenten: Bluemink Assistenten: De Nas 4de official: Blank Video-assistenten: Blom Video-assistenten: Van Marrewijk |                          |           |                     | Zwinkels, Malone, Beugelsdijk, Pinas, Meijers , Goossens 78' ( Necid), El Khayati, Immers, Bakker, Becker 81' ( Goppel), Hooi 68' ( Falkenburg) RESERVEBANK: Groothuizen, Havekotte, Gorter, Rieder, Polley, Van Kins, Lorenzen, Boussakou | Eduardo, Karavaev, Van der Werff ( 71'+), Clarke-Salter, Büttner, Ødegaard, Serero, Bero 59', Dauda 46' ( Foor), Buitink 83' ( Matavž), Linssen 71' ( Darfalou) RESERVEBANK: Pasveer, Bayazit, Beerens, Ali, Thelander, Doekhi |  |
| Stadion: Cars Jeans Stadion, Den Haag Toeschouwers: 13.721 Arbiter: S. Mulder Assistenten: Bluemink Assistenten: De Nas 4de official: Blank Video-assistenten: Blom Video-assistenten: Van Marrewijk |                          |           |                     | Zwinkels, Malone, Beugelsdijk, Pinas, Meijers , Goossens 78' ( Necid), El Khayati, Immers, Bakker, Becker 81' ( Goppel), Hooi 68' ( Falkenburg) RESERVEBANK: Groothuizen, Havekotte, Gorter, Rieder, Polley, Van Kins, Lorenzen, Boussakou | Eduardo, Karavaev, Van der Werff ( 71'+), Clarke-Salter, Büttner, Ødegaard, Serero, Bero 59', Dauda 46' ( Foor), Buitink 83' ( Matavž), Linssen 71' ( Darfalou) RESERVEBANK: Pasveer, Bayazit, Beerens, Ali, Thelander, Doekhi |  |
| Afwezig: Clark (geschorst); Gong, Kruiswijk, Musonda (geblesseerd) |                          |           |                     | | |  |

Speelronde 28:
| dinsdag 2 april 2019, 18:30 | Vitesse              | 2–2 (0–2) | AZ                       | Opstelling Vitesse | Opstelling AZ |  |
| Stadion: GelreDome, Arnhem Toeschouwers: 14.162 Arbiter: Lindhout Assistenten: Langkamp Assistenten: Vandeursen 4de official: Van der Laan Video-assistenten: Kamphuis Video-assistenten: Ozinga | Bero 48' Buitink 77' |           | 7' Vlaar 44' Koopmeiners | Pasveer, Karavaev, Van der Werff , Clarke-Salter, Clark, Ødegaard, Serero, Bero, Foor 46' ( Dauda 84'), Büttner 56', Buitink 84' ( Matavž) RESERVEBANK: Eduardo, Beerens, Darfalou, Ali, Thelander, Doekhi | Bizot, Svensson, Vlaar 78', Koopmeiners 90+5', Ouwejan 89', Midtsjø 69', Til , Seuntjens 74' ( Van Rhijn), Guðmundsson 80' ( Wijndal), Johnsen 58' ( Hatzidiakos), Idrissi RESERVEBANK: De Boer, Velthuizen, Helmer, Bergsma, Goudmijn |  |
| Stadion: GelreDome, Arnhem Toeschouwers: 14.162 Arbiter: Lindhout Assistenten: Langkamp Assistenten: Vandeursen 4de official: Van der Laan Video-assistenten: Kamphuis Video-assistenten: Ozinga |                      |           |                          | Pasveer, Karavaev, Van der Werff , Clarke-Salter, Clark, Ødegaard, Serero, Bero, Foor 46' ( Dauda 84'), Büttner 56', Buitink 84' ( Matavž) RESERVEBANK: Eduardo, Beerens, Darfalou, Ali, Thelander, Doekhi | Bizot, Svensson, Vlaar 78', Koopmeiners 90+5', Ouwejan 89', Midtsjø 69', Til , Seuntjens 74' ( Van Rhijn), Guðmundsson 80' ( Wijndal), Johnsen 58' ( Hatzidiakos), Idrissi RESERVEBANK: De Boer, Velthuizen, Helmer, Bergsma, Goudmijn |  |
| Stadion: GelreDome, Arnhem Toeschouwers: 14.162 Arbiter: Lindhout Assistenten: Langkamp Assistenten: Vandeursen 4de official: Van der Laan Video-assistenten: Kamphuis Video-assistenten: Ozinga |                      |           |                          | Pasveer, Karavaev, Van der Werff , Clarke-Salter, Clark, Ødegaard, Serero, Bero, Foor 46' ( Dauda 84'), Büttner 56', Buitink 84' ( Matavž) RESERVEBANK: Eduardo, Beerens, Darfalou, Ali, Thelander, Doekhi | Bizot, Svensson, Vlaar 78', Koopmeiners 90+5', Ouwejan 89', Midtsjø 69', Til , Seuntjens 74' ( Van Rhijn), Guðmundsson 80' ( Wijndal), Johnsen 58' ( Hatzidiakos), Idrissi RESERVEBANK: De Boer, Velthuizen, Helmer, Bergsma, Goudmijn |  |
| Afwezig: Gong, Kruiswijk, Linssen, Musonda (geblesseerd) |                      |           |                          | | |  |

Speelronde 29:
| zondag 7 april 2019, 16:45 | Vitesse                            | 3–3 (1–1) | PSV                                        | Opstelling Vitesse | Opstelling PSV |  |
| Stadion: GelreDome, Arnhem Toeschouwers: 21.248 (uitverkocht) Arbiter: Gözübüyük Assistenten: Schaap Assistenten: De Vries 4de official: Kooij Video-assistenten: Manschot Video-assistenten: Brondijk | Serero 13' Ødegaard 59' Matavž 83' |           | 41' (pen.) 90+1' (pen.) Lozano 70' De Jong | Pasveer 40', Karavaev 79', Van der Werff ( 72'+) 89', Clarke-Salter, Clark, Ødegaard, Serero, Bero, Büttner ( 89'+), Buitink 75' ( Matavž), Linssen 72' ( Dauda 90' ( Doekhi)) RESERVEBANK: Eduardo, Beerens, Darfalou, Ali, Foor, Thelander | Zoet, Dumfries 77', Schwaab, Viergever 61', Angeliño, Rosario 16', Pereiro 46' ( Ihattaren), Hendrix 79' ( Gakpo), Lozano, De Jong , Bergwijn RESERVEBANK: Room, Behich, Malen, Obispo, Rigo, Sainsbury, Gutiérrez, Sadílek, Teze, Van de Meulenhof |  |
| Stadion: GelreDome, Arnhem Toeschouwers: 21.248 (uitverkocht) Arbiter: Gözübüyük Assistenten: Schaap Assistenten: De Vries 4de official: Kooij Video-assistenten: Manschot Video-assistenten: Brondijk |                                    |           |                                            | Pasveer 40', Karavaev 79', Van der Werff ( 72'+) 89', Clarke-Salter, Clark, Ødegaard, Serero, Bero, Büttner ( 89'+), Buitink 75' ( Matavž), Linssen 72' ( Dauda 90' ( Doekhi)) RESERVEBANK: Eduardo, Beerens, Darfalou, Ali, Foor, Thelander | Zoet, Dumfries 77', Schwaab, Viergever 61', Angeliño, Rosario 16', Pereiro 46' ( Ihattaren), Hendrix 79' ( Gakpo), Lozano, De Jong , Bergwijn RESERVEBANK: Room, Behich, Malen, Obispo, Rigo, Sainsbury, Gutiérrez, Sadílek, Teze, Van de Meulenhof |  |
| Stadion: GelreDome, Arnhem Toeschouwers: 21.248 (uitverkocht) Arbiter: Gözübüyük Assistenten: Schaap Assistenten: De Vries 4de official: Kooij Video-assistenten: Manschot Video-assistenten: Brondijk |                                    |           |                                            | Pasveer 40', Karavaev 79', Van der Werff ( 72'+) 89', Clarke-Salter, Clark, Ødegaard, Serero, Bero, Büttner ( 89'+), Buitink 75' ( Matavž), Linssen 72' ( Dauda 90' ( Doekhi)) RESERVEBANK: Eduardo, Beerens, Darfalou, Ali, Foor, Thelander | Zoet, Dumfries 77', Schwaab, Viergever 61', Angeliño, Rosario 16', Pereiro 46' ( Ihattaren), Hendrix 79' ( Gakpo), Lozano, De Jong , Bergwijn RESERVEBANK: Room, Behich, Malen, Obispo, Rigo, Sainsbury, Gutiérrez, Sadílek, Teze, Van de Meulenhof |  |
| Afwezig: Gong, Kruiswijk, Musonda (geblesseerd) |                                    |           |                                            | | |  |

Speelronde 30:
| zondag 14 april 2019, 16:45 | FC Utrecht | 0–0 | Vitesse | Opstelling FC Utrecht | Opstelling Vitesse |  |
| Stadion: Stadion Galgenwaard, Utrecht Toeschouwers: 22.064 Arbiter: Higler Assistenten: Siebert Assistenten: Janson 4de official: Gerrets Video-assistenten: Bijl Video-assistenten: Boonman            |            |     |         | Jensen, Van der Maarel ( 76'+), Letschert, Janssen 37' 76' ( Görtler), Gavory, Klaiber 33', Strieder 46' ( Emanuelson), Van de Streek, Gustafson 66', Kerk 70' ( Boussaid), Bahebeck RESERVEBANK: Marsman, Guwara, Dessers, Venema | Pasveer, Karavaev, Doekhi, Clarke-Salter 90+3', Clark, Ødegaard, Serero 53', Bero, Büttner 88' ( Foor), Buitink 72' ( Dauda), Linssen 85' ( Matavž ( 85'+)) RESERVEBANK: Eduardo, Beerens, Ali, Thelander |  |
| Stadion: Stadion Galgenwaard, Utrecht Toeschouwers: 22.064 Arbiter: Higler Assistenten: Siebert Assistenten: Janson 4de official: Gerrets Video-assistenten: Bijl Video-assistenten: Boonman            |            |     |         | Jensen, Van der Maarel ( 76'+), Letschert, Janssen 37' 76' ( Görtler), Gavory, Klaiber 33', Strieder 46' ( Emanuelson), Van de Streek, Gustafson 66', Kerk 70' ( Boussaid), Bahebeck RESERVEBANK: Marsman, Guwara, Dessers, Venema | Pasveer, Karavaev, Doekhi, Clarke-Salter 90+3', Clark, Ødegaard, Serero 53', Bero, Büttner 88' ( Foor), Buitink 72' ( Dauda), Linssen 85' ( Matavž ( 85'+)) RESERVEBANK: Eduardo, Beerens, Ali, Thelander |  |
| Stadion: Stadion Galgenwaard, Utrecht Toeschouwers: 22.064 Arbiter: Higler Assistenten: Siebert Assistenten: Janson 4de official: Gerrets Video-assistenten: Bijl Video-assistenten: Boonman            |            |     |         | Jensen, Van der Maarel ( 76'+), Letschert, Janssen 37' 76' ( Görtler), Gavory, Klaiber 33', Strieder 46' ( Emanuelson), Van de Streek, Gustafson 66', Kerk 70' ( Boussaid), Bahebeck RESERVEBANK: Marsman, Guwara, Dessers, Venema | Pasveer, Karavaev, Doekhi, Clarke-Salter 90+3', Clark, Ødegaard, Serero 53', Bero, Büttner 88' ( Foor), Buitink 72' ( Dauda), Linssen 85' ( Matavž ( 85'+)) RESERVEBANK: Eduardo, Beerens, Ali, Thelander |  |
| Bijz.: Assistent-trainer Oleg Yarovinskiy nam de functie van hoofdtrainer waar, Slutskiy had een functieontzegging Afwezig: Van der Werff (geschorst); Darfalou, Gong, Kruiswijk, Musonda (geblesseerd) |            |     |         | | |  |

Speelronde 31:
| zaterdag 20 april 2019, 19:45 | Vitesse                      | 4–1 (1–1) | PEC Zwolle | Opstelling Vitesse | Opstelling PEC Zwolle |  |
| Stadion: GelreDome, Arnhem Toeschouwers: 15.387 Arbiter: Kuipers Assistenten: Van Roekel Assistenten: Zeinstra 4de official: Bijl Video-assistenten: Ruperti Video-assistenten: Langeland | Linssen 9' 47' 77' Dauda 73' |           | 23' Thy    | Pasveer, Karavaev 55' ( Doekhi), Van der Werff, Clarke-Salter, Clark, Ødegaard, Serero, Bero, Büttner 27', Linssen , Buitink 60' ( Dauda) RESERVEBANK: Eduardo, Beerens, Matavž, Ali, Foor, Thelander | Van der Hart, Ehizibue 76', Lachman, Van Polen 43', Paal 83' ( Van den Berg), Namli, Hamer 72' ( Leemans), Clement, Van Crooij 72' ( Elbers), Thy, Van Duinen RESERVEBANK: Boer, Bouzanis, Flemming, Dekker, Bouy |  |
| Stadion: GelreDome, Arnhem Toeschouwers: 15.387 Arbiter: Kuipers Assistenten: Van Roekel Assistenten: Zeinstra 4de official: Bijl Video-assistenten: Ruperti Video-assistenten: Langeland |                              |           |            | Pasveer, Karavaev 55' ( Doekhi), Van der Werff, Clarke-Salter, Clark, Ødegaard, Serero, Bero, Büttner 27', Linssen , Buitink 60' ( Dauda) RESERVEBANK: Eduardo, Beerens, Matavž, Ali, Foor, Thelander | Van der Hart, Ehizibue 76', Lachman, Van Polen 43', Paal 83' ( Van den Berg), Namli, Hamer 72' ( Leemans), Clement, Van Crooij 72' ( Elbers), Thy, Van Duinen RESERVEBANK: Boer, Bouzanis, Flemming, Dekker, Bouy |  |
| Stadion: GelreDome, Arnhem Toeschouwers: 15.387 Arbiter: Kuipers Assistenten: Van Roekel Assistenten: Zeinstra 4de official: Bijl Video-assistenten: Ruperti Video-assistenten: Langeland |                              |           |            | Pasveer, Karavaev 55' ( Doekhi), Van der Werff, Clarke-Salter, Clark, Ødegaard, Serero, Bero, Büttner 27', Linssen , Buitink 60' ( Dauda) RESERVEBANK: Eduardo, Beerens, Matavž, Ali, Foor, Thelander | Van der Hart, Ehizibue 76', Lachman, Van Polen 43', Paal 83' ( Van den Berg), Namli, Hamer 72' ( Leemans), Clement, Van Crooij 72' ( Elbers), Thy, Van Duinen RESERVEBANK: Boer, Bouzanis, Flemming, Dekker, Bouy |  |
| Afwezig: Darfalou, Gong, Kruiswijk, Musonda (geblesseerd) |                              |           |            | | |  |

Speelronde 32:
| dinsdag 23 april 2019, 20:45 | Ajax                                               | 4–2 (1–0) | Vitesse               | Opstelling Ajax | Opstelling Vitesse |  |
| Stadion: Johan Cruijff ArenA, Amsterdam Toeschouwers: 52.869 Arbiter: Kamphuis Assistenten: Goossens Assistenten: Honig 4de official: Martens Video-assistenten: Van Boekel Video-assistenten: Van de Ven | Ziyech 41' Tadić 54' (pen.) 80' (pen.) De Ligt 58' |           | 66' Foor 82' Darfalou | Onana, Veltman 69', De Ligt , Blind, Tagliafico 63' ( Kristensen), Schöne 79' ( Ekkelenkamp), Van de Beek 86', De Jong, Ziyech 63' ( Neres), Dolberg, Tadić RESERVEBANK: Lamprou, Varela, Magallán, Labyad, Traoré, Schuurs, De Wit | Pasveer, Bero 53', 90+1', Van der Werff 80' 86' ( Thelander), Doekhi, Clarke-Salter, Clark, Ødegaard, Serero, Foor 67' ( Matavž ( 86'+)), Dauda, Buitink 78' ( Darfalou) RESERVEBANK: Eduardo, Beerens, Linssen, Ali, Musaba |  |
| Stadion: Johan Cruijff ArenA, Amsterdam Toeschouwers: 52.869 Arbiter: Kamphuis Assistenten: Goossens Assistenten: Honig 4de official: Martens Video-assistenten: Van Boekel Video-assistenten: Van de Ven |                                                    |           |                       | Onana, Veltman 69', De Ligt , Blind, Tagliafico 63' ( Kristensen), Schöne 79' ( Ekkelenkamp), Van de Beek 86', De Jong, Ziyech 63' ( Neres), Dolberg, Tadić RESERVEBANK: Lamprou, Varela, Magallán, Labyad, Traoré, Schuurs, De Wit | Pasveer, Bero 53', 90+1', Van der Werff 80' 86' ( Thelander), Doekhi, Clarke-Salter, Clark, Ødegaard, Serero, Foor 67' ( Matavž ( 86'+)), Dauda, Buitink 78' ( Darfalou) RESERVEBANK: Eduardo, Beerens, Linssen, Ali, Musaba |  |
| Stadion: Johan Cruijff ArenA, Amsterdam Toeschouwers: 52.869 Arbiter: Kamphuis Assistenten: Goossens Assistenten: Honig 4de official: Martens Video-assistenten: Van Boekel Video-assistenten: Van de Ven |                                                    |           |                       | Onana, Veltman 69', De Ligt , Blind, Tagliafico 63' ( Kristensen), Schöne 79' ( Ekkelenkamp), Van de Beek 86', De Jong, Ziyech 63' ( Neres), Dolberg, Tadić RESERVEBANK: Lamprou, Varela, Magallán, Labyad, Traoré, Schuurs, De Wit | Pasveer, Bero 53', 90+1', Van der Werff 80' 86' ( Thelander), Doekhi, Clarke-Salter, Clark, Ødegaard, Serero, Foor 67' ( Matavž ( 86'+)), Dauda, Buitink 78' ( Darfalou) RESERVEBANK: Eduardo, Beerens, Linssen, Ali, Musaba |  |
| Bijz.: Linssen liep een blessure op tijdens de warming-up Afwezig: Büttner (geschorst); Gong, Karavaev, Kruiswijk, Musonda (geblesseerd)                                                                  |                                                    |           |                       | | |  |

Speelronde 34:
| zondag 12 mei 2019, 14:30 | Vitesse                                                                          | 6–1 (2–0) | De Graafschap | Opstelling Vitesse | Opstelling De Graafschap |  |
| Stadion: GelreDome, Arnhem Toeschouwers: 16.250 Arbiter: Nijhuis Assistenten: Brondijk Assistenten: Hoekstra 4de official: Blank Video-assistenten: Blom Video-assistenten: Janson | Straalman 26' (e.d.) Buitink 37' 70' Ødegaard 72' (pen.) Darfalou 80' Musaba 87' |           | 86' El Jebli  | Pasveer, Karavaev 65', Doekhi, Clarke-Salter, Clark, Ødegaard 76' ( Musonda), Serero, Foor 82' ( Musaba), Linssen , Matavž 76' ( Darfalou), Buitink RESERVEBANK: Eduardo, Van der Werff, Beerens, Thelander | Bertrams, Owusu, Straalman 62', L. Nieuwpoort, Tutuarima, Matusiwa, Serrarens, Vet 46' ( El Jebli), Narsingh 85' ( Klaasen), Benschop 65' ( Bakker), Burgzorg RESERVEBANK: Jurjus, Rondeel, Bahoui, Nijland, Van Mieghem, S. Nieuwpoort, Olijve |  |
| Stadion: GelreDome, Arnhem Toeschouwers: 16.250 Arbiter: Nijhuis Assistenten: Brondijk Assistenten: Hoekstra 4de official: Blank Video-assistenten: Blom Video-assistenten: Janson |                                                                                  |           |               | Pasveer, Karavaev 65', Doekhi, Clarke-Salter, Clark, Ødegaard 76' ( Musonda), Serero, Foor 82' ( Musaba), Linssen , Matavž 76' ( Darfalou), Buitink RESERVEBANK: Eduardo, Van der Werff, Beerens, Thelander | Bertrams, Owusu, Straalman 62', L. Nieuwpoort, Tutuarima, Matusiwa, Serrarens, Vet 46' ( El Jebli), Narsingh 85' ( Klaasen), Benschop 65' ( Bakker), Burgzorg RESERVEBANK: Jurjus, Rondeel, Bahoui, Nijland, Van Mieghem, S. Nieuwpoort, Olijve |  |
| Stadion: GelreDome, Arnhem Toeschouwers: 16.250 Arbiter: Nijhuis Assistenten: Brondijk Assistenten: Hoekstra 4de official: Blank Video-assistenten: Blom Video-assistenten: Janson |                                                                                  |           |               | Pasveer, Karavaev 65', Doekhi, Clarke-Salter, Clark, Ødegaard 76' ( Musonda), Serero, Foor 82' ( Musaba), Linssen , Matavž 76' ( Darfalou), Buitink RESERVEBANK: Eduardo, Van der Werff, Beerens, Thelander | Bertrams, Owusu, Straalman 62', L. Nieuwpoort, Tutuarima, Matusiwa, Serrarens, Vet 46' ( El Jebli), Narsingh 85' ( Klaasen), Benschop 65' ( Bakker), Burgzorg RESERVEBANK: Jurjus, Rondeel, Bahoui, Nijland, Van Mieghem, S. Nieuwpoort, Olijve |  |
| Bijz.: Debuut Musonda en Musaba Afwezig: Bero, Büttner (geschorst); Gong, Kruiswijk (geblesseerd)                                                                                  |                                                                                  |           |               | | |  |

Speelronde 33:
| woensdag 15 mei 2019, 19:30 | VVV-Venlo      | 1–3 (0–2) | Vitesse                            | Opstelling VVV-Venlo | Opstelling Vitesse |  |
| Stadion: Covebo Stadion - De Koel -, Venlo Toeschouwers: 6.512 Arbiter: Lindhout Assistenten: Siebert Assistenten: Dobre 4de official: Van der Laan Video-assistenten: Teuben Video-assistenten: Ribbink                  | Van Ooijen 68' |           | 23' Karavaev 39' Ødegaard 83' Bero | Unnerstall 20' ( Van Crooij), Dekker 46' ( Linthorst), Röseler, Van Bruggen, R. Janssen, Van Ooijen, Post , Sušić 69' ( Opoku), Joosten, Mlapa, Grot RESERVEBANK: Verbong, Lima, Borgmann, Korkmaz, S. Janssen, S. Steijn | Pasveer, Karavaev, Doekhi, Van der Werff ( 85'+), Clark, Ødegaard, Serero, Foor, Büttner 68' ( Bero), Buitink 46' ( Matavž), Linssen 85' ( Darfalou) RESERVEBANK: Eduardo, Beerens, Dauda, Clarke-Salter, Ali, Thelander, Musaba |  |
| Stadion: Covebo Stadion - De Koel -, Venlo Toeschouwers: 6.512 Arbiter: Lindhout Assistenten: Siebert Assistenten: Dobre 4de official: Van der Laan Video-assistenten: Teuben Video-assistenten: Ribbink                  |                |           |                                    | Unnerstall 20' ( Van Crooij), Dekker 46' ( Linthorst), Röseler, Van Bruggen, R. Janssen, Van Ooijen, Post , Sušić 69' ( Opoku), Joosten, Mlapa, Grot RESERVEBANK: Verbong, Lima, Borgmann, Korkmaz, S. Janssen, S. Steijn | Pasveer, Karavaev, Doekhi, Van der Werff ( 85'+), Clark, Ødegaard, Serero, Foor, Büttner 68' ( Bero), Buitink 46' ( Matavž), Linssen 85' ( Darfalou) RESERVEBANK: Eduardo, Beerens, Dauda, Clarke-Salter, Ali, Thelander, Musaba |  |
| Stadion: Covebo Stadion - De Koel -, Venlo Toeschouwers: 6.512 Arbiter: Lindhout Assistenten: Siebert Assistenten: Dobre 4de official: Van der Laan Video-assistenten: Teuben Video-assistenten: Ribbink                  |                |           |                                    | Unnerstall 20' ( Van Crooij), Dekker 46' ( Linthorst), Röseler, Van Bruggen, R. Janssen, Van Ooijen, Post , Sušić 69' ( Opoku), Joosten, Mlapa, Grot RESERVEBANK: Verbong, Lima, Borgmann, Korkmaz, S. Janssen, S. Steijn | Pasveer, Karavaev, Doekhi, Van der Werff ( 85'+), Clark, Ødegaard, Serero, Foor, Büttner 68' ( Bero), Buitink 46' ( Matavž), Linssen 85' ( Darfalou) RESERVEBANK: Eduardo, Beerens, Dauda, Clarke-Salter, Ali, Thelander, Musaba |  |
| Bijz.: Speelronde 33 werd in zijn geheel verplaatst van 28 april naar 15 mei vanwege Europees voetbal van Ajax; Clarke-Salter werd kort voor aanvang vervangen i.v.m. knieklachten Afwezig: Gong, Kruiswijk (geblesseerd) |                |           |                                    | | |  |

### Play-offs voor Europa League
Halve finale, wedstrijd 1:
| zaterdag 18 mei 2019, 20:45 | FC Groningen                    | 2–1 (1–0) | Vitesse   | Opstelling FC Groningen | Opstelling Vitesse |  |
| Stadion: Hitachi Capital Mobility Stadion, Groningen Toeschouwers: 16.783 (uitvak: 187) Arbiter: Higler Assistenten: Bluemink Assistenten: Honig 4de official: Teuben Video-assistenten: Lindhout Video-assistenten: Inia | Mahi 45+1' Memišević 56' (pen.) |           | 70' Clark | Padt, Zeefuik 10', Te Wierik , Memišević, Handwerker, Doan, Bruns 85' ( Van de Looi), Reis, Warmerdam, Mahi 77' ( Hrustić), Sierhuis 70' ( Gladon) RESERVEBANK: Begois, Hoekstra, Bel Hassani, Pohl, Kramer, El Hankouri, Itakura, Absalem, Breij | Pasveer, Karavaev, Doekhi, Van der Werff ( 81'+), Clark, Ødegaard, Serero, Bero 19' ( Büttner), Foor 78', Buitink 46' ( Matavž), Linssen 81' ( Dauda) RESERVEBANK: Eduardo, Beerens, Ali, Thelander, Musaba |  |
| Stadion: Hitachi Capital Mobility Stadion, Groningen Toeschouwers: 16.783 (uitvak: 187) Arbiter: Higler Assistenten: Bluemink Assistenten: Honig 4de official: Teuben Video-assistenten: Lindhout Video-assistenten: Inia |                                 |           |           | Padt, Zeefuik 10', Te Wierik , Memišević, Handwerker, Doan, Bruns 85' ( Van de Looi), Reis, Warmerdam, Mahi 77' ( Hrustić), Sierhuis 70' ( Gladon) RESERVEBANK: Begois, Hoekstra, Bel Hassani, Pohl, Kramer, El Hankouri, Itakura, Absalem, Breij | Pasveer, Karavaev, Doekhi, Van der Werff ( 81'+), Clark, Ødegaard, Serero, Bero 19' ( Büttner), Foor 78', Buitink 46' ( Matavž), Linssen 81' ( Dauda) RESERVEBANK: Eduardo, Beerens, Ali, Thelander, Musaba |  |
| Stadion: Hitachi Capital Mobility Stadion, Groningen Toeschouwers: 16.783 (uitvak: 187) Arbiter: Higler Assistenten: Bluemink Assistenten: Honig 4de official: Teuben Video-assistenten: Lindhout Video-assistenten: Inia |                                 |           |           | Padt, Zeefuik 10', Te Wierik , Memišević, Handwerker, Doan, Bruns 85' ( Van de Looi), Reis, Warmerdam, Mahi 77' ( Hrustić), Sierhuis 70' ( Gladon) RESERVEBANK: Begois, Hoekstra, Bel Hassani, Pohl, Kramer, El Hankouri, Itakura, Absalem, Breij | Pasveer, Karavaev, Doekhi, Van der Werff ( 81'+), Clark, Ødegaard, Serero, Bero 19' ( Büttner), Foor 78', Buitink 46' ( Matavž), Linssen 81' ( Dauda) RESERVEBANK: Eduardo, Beerens, Ali, Thelander, Musaba |  |
| Afwezig: Clarke-Salter, Darfalou, Gong, Kruiswijk, Musonda (geblesseerd) |                                 |           |           | | |  |

Halve finale, wedstrijd 2:
| dinsdag 21 mei 2019, 20:45 | Vitesse                    | 3–1 (3–0) | FC Groningen | Opstelling Vitesse | Opstelling FC Groningen |  |
| Stadion: GelreDome, Arnhem Toeschouwers: 9.756 (uitvak: 450) Arbiter: Nijhuis Assistenten: Goossens Assistenten: Strijker 4de official: Kooij Video-assistenten: Bax Video-assistenten: Jansen | Ødegaard 2' Matavž 28' 31' |           | 81' Sierhuis | Pasveer, Karavaev, Van der Werff, Doekhi, Büttner, Dauda, Serero, Ødegaard, Foor, Linssen 76' ( Ali 81'), Matavž 62' ( Buitink) RESERVEBANK: Eduardo, Aktas, Ten Teije, Musaba | Padt, Zeefuik, Te Wierik , Memišević, Handwerker 55' ( Hrustić), Doan, Reis 55' ( Gladon), Bruns 72', Warmerdam, Sierhuis, Mahi 74' ( El Hankouri) RESERVEBANK: Begois, Hoekstra, Bel Hassani, Pohl, Kramer, Itakura, Absalem, Breij, Van de Looi |  |
| Stadion: GelreDome, Arnhem Toeschouwers: 9.756 (uitvak: 450) Arbiter: Nijhuis Assistenten: Goossens Assistenten: Strijker 4de official: Kooij Video-assistenten: Bax Video-assistenten: Jansen |                            |           |              | Pasveer, Karavaev, Van der Werff, Doekhi, Büttner, Dauda, Serero, Ødegaard, Foor, Linssen 76' ( Ali 81'), Matavž 62' ( Buitink) RESERVEBANK: Eduardo, Aktas, Ten Teije, Musaba | Padt, Zeefuik, Te Wierik , Memišević, Handwerker 55' ( Hrustić), Doan, Reis 55' ( Gladon), Bruns 72', Warmerdam, Sierhuis, Mahi 74' ( El Hankouri) RESERVEBANK: Begois, Hoekstra, Bel Hassani, Pohl, Kramer, Itakura, Absalem, Breij, Van de Looi |  |
| Stadion: GelreDome, Arnhem Toeschouwers: 9.756 (uitvak: 450) Arbiter: Nijhuis Assistenten: Goossens Assistenten: Strijker 4de official: Kooij Video-assistenten: Bax Video-assistenten: Jansen |                            |           |              | Pasveer, Karavaev, Van der Werff, Doekhi, Büttner, Dauda, Serero, Ødegaard, Foor, Linssen 76' ( Ali 81'), Matavž 62' ( Buitink) RESERVEBANK: Eduardo, Aktas, Ten Teije, Musaba | Padt, Zeefuik, Te Wierik , Memišević, Handwerker 55' ( Hrustić), Doan, Reis 55' ( Gladon), Bruns 72', Warmerdam, Sierhuis, Mahi 74' ( El Hankouri) RESERVEBANK: Begois, Hoekstra, Bel Hassani, Pohl, Kramer, Itakura, Absalem, Breij, Van de Looi |  |
| Afwezig: Beerens, Bero, Clarke-Salter, Darfalou, Gong, Kruiswijk, Musonda (geblesseerd); Clark, Thelander (ziek)                                                                               |                            |           |              | | |  |

Finale, wedstrijd 1:
| vrijdag 24 mei 2019, 20:45 | FC Utrecht        | 1–1 (1–1) | Vitesse    | Opstelling FC Utrecht | Opstelling Vitesse |  |
| Stadion: Stadion Galgenwaard, Utrecht Toeschouwers: 18.328 (uitvak: 624) Arbiter: Manschot Assistenten: Schaap Assistenten: De Vries 4de official: Bos Video-assistenten: S. Mulder Video-assistenten: Van Zuilen | Van de Streek 18' |           | 31' Matavž | Marsman, Klaiber, Bergström, Janssen , Gavory, Görtler 78' 87' ( Van der Maarel), Strieder 81' ( Emanuelson), Gustafson, Kerk, Dessers 81' ( Kramer), Van de Streek RESERVEBANK: Nijhuis, Paes, Venema, Mamengi | Pasveer, Karavaev, Van der Werff, Doekhi, Büttner 74' ( Clark), Dauda, Serero 23', Ødegaard, Foor, Linssen 78', Matavž 65' ( Buitink) RESERVEBANK: Eduardo, Ali, Thelander, Musaba |  |
| Stadion: Stadion Galgenwaard, Utrecht Toeschouwers: 18.328 (uitvak: 624) Arbiter: Manschot Assistenten: Schaap Assistenten: De Vries 4de official: Bos Video-assistenten: S. Mulder Video-assistenten: Van Zuilen |                   |           |            | Marsman, Klaiber, Bergström, Janssen , Gavory, Görtler 78' 87' ( Van der Maarel), Strieder 81' ( Emanuelson), Gustafson, Kerk, Dessers 81' ( Kramer), Van de Streek RESERVEBANK: Nijhuis, Paes, Venema, Mamengi | Pasveer, Karavaev, Van der Werff, Doekhi, Büttner 74' ( Clark), Dauda, Serero 23', Ødegaard, Foor, Linssen 78', Matavž 65' ( Buitink) RESERVEBANK: Eduardo, Ali, Thelander, Musaba |  |
| Stadion: Stadion Galgenwaard, Utrecht Toeschouwers: 18.328 (uitvak: 624) Arbiter: Manschot Assistenten: Schaap Assistenten: De Vries 4de official: Bos Video-assistenten: S. Mulder Video-assistenten: Van Zuilen |                   |           |            | Marsman, Klaiber, Bergström, Janssen , Gavory, Görtler 78' 87' ( Van der Maarel), Strieder 81' ( Emanuelson), Gustafson, Kerk, Dessers 81' ( Kramer), Van de Streek RESERVEBANK: Nijhuis, Paes, Venema, Mamengi | Pasveer, Karavaev, Van der Werff, Doekhi, Büttner 74' ( Clark), Dauda, Serero 23', Ødegaard, Foor, Linssen 78', Matavž 65' ( Buitink) RESERVEBANK: Eduardo, Ali, Thelander, Musaba |  |
| Afwezig: Beerens, Bero, Clarke-Salter, Darfalou, Gong, Kruiswijk, Musonda (geblesseerd) |                   |           |            | | |  |

Finale, wedstrijd 2:
| dinsdag 28 mei 2019, 20:45 | Vitesse | 0–2 (0–1) | FC Utrecht                | Opstelling Vitesse | Opstelling FC Utrecht |  |
| Stadion: GelreDome, Arnhem Toeschouwers: 16.799 Arbiter: Makkelie Assistenten: Diks Assistenten: Steegstra 4de official: Van der Eijk Video-assistenten: Lindhout Video-assistenten: Honig |         |           | 31' Dessers 77' Gustafson | Pasveer, Karavaev, Van der Werff ( 46'+), Doekhi, Clark, Ødegaard, Serero, Foor 64' ( Buitink), Büttner 46' ( Bero 63'), Linssen 46' ( Dauda 78'), Matavž RESERVEBANK: Eduardo, Darfalou, Aktas, Musaba | Marsman, Klaiber, Bergström, Janssen , Gavory 76', Görtler, Strieder, Van de Streek, Gustafson, Kerk 85' ( Van der Maarel), Dessers 61' ( Bahebeck 85' ( Kramer)) RESERVEBANK: Nijhuis, Paes, Emanuelson, Venema, Mamengi |  |
| Stadion: GelreDome, Arnhem Toeschouwers: 16.799 Arbiter: Makkelie Assistenten: Diks Assistenten: Steegstra 4de official: Van der Eijk Video-assistenten: Lindhout Video-assistenten: Honig |         |           |                           | Pasveer, Karavaev, Van der Werff ( 46'+), Doekhi, Clark, Ødegaard, Serero, Foor 64' ( Buitink), Büttner 46' ( Bero 63'), Linssen 46' ( Dauda 78'), Matavž RESERVEBANK: Eduardo, Darfalou, Aktas, Musaba | Marsman, Klaiber, Bergström, Janssen , Gavory 76', Görtler, Strieder, Van de Streek, Gustafson, Kerk 85' ( Van der Maarel), Dessers 61' ( Bahebeck 85' ( Kramer)) RESERVEBANK: Nijhuis, Paes, Emanuelson, Venema, Mamengi |  |
| Stadion: GelreDome, Arnhem Toeschouwers: 16.799 Arbiter: Makkelie Assistenten: Diks Assistenten: Steegstra 4de official: Van der Eijk Video-assistenten: Lindhout Video-assistenten: Honig |         |           |                           | Pasveer, Karavaev, Van der Werff ( 46'+), Doekhi, Clark, Ødegaard, Serero, Foor 64' ( Buitink), Büttner 46' ( Bero 63'), Linssen 46' ( Dauda 78'), Matavž RESERVEBANK: Eduardo, Darfalou, Aktas, Musaba | Marsman, Klaiber, Bergström, Janssen , Gavory 76', Görtler, Strieder, Van de Streek, Gustafson, Kerk 85' ( Van der Maarel), Dessers 61' ( Bahebeck 85' ( Kramer)) RESERVEBANK: Nijhuis, Paes, Emanuelson, Venema, Mamengi |  |
| Afwezig: Ali, Beerens, Clarke-Salter, Gong, Kruiswijk, Musonda, Thelander (geblesseerd) |         |           |                           | | |  |

### KNVB beker
- De loting voor de eerste ronde van de KNVB beker vond plaats op 25 augustus waarbij Vitesse een uitwedstrijd tegen RKAV Volendam lootte.
- Op 29 september lootte Vitesse een uitwedstrijd tegen Heracles Almelo voor de tweede ronde.
- Op 3 november lootte Vitesse een uitwedstrijd tegen Kozakken Boys voor de achtste finale.
- Op 22 december lootte Vitesse een uitwedstrijd tegen AZ voor de kwartfinale.

Eerste ronde:
| woensdag 26 september 2018, 19:45                                                                                      | RKAV Volendam | 1–2 (0–2) | Vitesse                        | Opstelling RKAV Volendam | Opstelling Vitesse |  |
| Stadion: Sportpark Volendam, Volendam Arbiter: Van Herk Assistenten: Kleinjan Assistenten: Ozinga 4de official: Teuben | N. Tol 84'    |           | 15' Van der Werff 42' Darfalou | Sander Binken, Sonny Tol 39', Henny Schilder, Eric Veerman, Wessel Stuyt, Maarten Woudenberg 74' ( Stan Veerman), Jeffrey Veerman 85', Stefan Plat 63' ( Joey Tol), Niels Springer, Harry Zwarthoed, Nick Tuyp 50' ( Nick Tol) RESERVEBANK: Rick Heuvel, Roy Haars, Jaap Tol, Gerry Schilder, Simon Tol, Patrick Bond, Iwan Tol | Pasveer, Karami, Van der Werff , Doekhi, Clark, Bero 65', Foor, Bruns 90' ( Clarke-Salter), Beerens, Darfalou, Ødegaard 46' ( Karavaev) RESERVEBANK: Eduardo, Matavž, Serero, Büttner, Buitink, Acheffay |  |
| Stadion: Sportpark Volendam, Volendam Arbiter: Van Herk Assistenten: Kleinjan Assistenten: Ozinga 4de official: Teuben |               |           |                                | Sander Binken, Sonny Tol 39', Henny Schilder, Eric Veerman, Wessel Stuyt, Maarten Woudenberg 74' ( Stan Veerman), Jeffrey Veerman 85', Stefan Plat 63' ( Joey Tol), Niels Springer, Harry Zwarthoed, Nick Tuyp 50' ( Nick Tol) RESERVEBANK: Rick Heuvel, Roy Haars, Jaap Tol, Gerry Schilder, Simon Tol, Patrick Bond, Iwan Tol | Pasveer, Karami, Van der Werff , Doekhi, Clark, Bero 65', Foor, Bruns 90' ( Clarke-Salter), Beerens, Darfalou, Ødegaard 46' ( Karavaev) RESERVEBANK: Eduardo, Matavž, Serero, Büttner, Buitink, Acheffay |  |
| Stadion: Sportpark Volendam, Volendam Arbiter: Van Herk Assistenten: Kleinjan Assistenten: Ozinga 4de official: Teuben |               |           |                                | Sander Binken, Sonny Tol 39', Henny Schilder, Eric Veerman, Wessel Stuyt, Maarten Woudenberg 74' ( Stan Veerman), Jeffrey Veerman 85', Stefan Plat 63' ( Joey Tol), Niels Springer, Harry Zwarthoed, Nick Tuyp 50' ( Nick Tol) RESERVEBANK: Rick Heuvel, Roy Haars, Jaap Tol, Gerry Schilder, Simon Tol, Patrick Bond, Iwan Tol | Pasveer, Karami, Van der Werff , Doekhi, Clark, Bero 65', Foor, Bruns 90' ( Clarke-Salter), Beerens, Darfalou, Ødegaard 46' ( Karavaev) RESERVEBANK: Eduardo, Matavž, Serero, Büttner, Buitink, Acheffay |  |
| Bijz.: Debuut Doekhi en Karami Afwezig: Ali, Gong, Kruiswijk, Linssen, Musonda, Thelander (geblesseerd)                |               |           |                                | | |  |

Tweede ronde:
| woensdag 31 oktober 2018, 18:30 | Heracles Almelo | 0–2 (0–1) | Vitesse                  | Opstelling Heracles Almelo | Opstelling Vitesse |  |
| Stadion: Polman Stadion, Almelo Toeschouwers: 10.037 Arbiter: S. Mulder Assistenten: Bluemink Assistenten: De Nas 4de official: Martens |                 |           | 40' Ødegaard 89' Buitink | Brouwer, Droste, Rossmann, Van den Buijs, Czyborra 29', Osman 34', Kuwas, Merkel 79' ( Dos Santos), Drost 58' ( Duarte), Vermeij 46' ( Dalmau), Peterson RESERVEBANK: Blaswich, Breukers, Van Hintum, Van Nieff, Konings, Sama | Eduardo, Karavaev, Doekhi, Clarke-Salter, Clark, Bero, Serero, Foor, Ødegaard, Darfalou 85' ( Buitink), Linssen 90+3' ( Gong) RESERVEBANK: Bayazit, Karami, Beerens, Bruns, Ali, Thelander |  |
| Stadion: Polman Stadion, Almelo Toeschouwers: 10.037 Arbiter: S. Mulder Assistenten: Bluemink Assistenten: De Nas 4de official: Martens |                 |           |                          | Brouwer, Droste, Rossmann, Van den Buijs, Czyborra 29', Osman 34', Kuwas, Merkel 79' ( Dos Santos), Drost 58' ( Duarte), Vermeij 46' ( Dalmau), Peterson RESERVEBANK: Blaswich, Breukers, Van Hintum, Van Nieff, Konings, Sama | Eduardo, Karavaev, Doekhi, Clarke-Salter, Clark, Bero, Serero, Foor, Ødegaard, Darfalou 85' ( Buitink), Linssen 90+3' ( Gong) RESERVEBANK: Bayazit, Karami, Beerens, Bruns, Ali, Thelander |  |
| Stadion: Polman Stadion, Almelo Toeschouwers: 10.037 Arbiter: S. Mulder Assistenten: Bluemink Assistenten: De Nas 4de official: Martens |                 |           |                          | Brouwer, Droste, Rossmann, Van den Buijs, Czyborra 29', Osman 34', Kuwas, Merkel 79' ( Dos Santos), Drost 58' ( Duarte), Vermeij 46' ( Dalmau), Peterson RESERVEBANK: Blaswich, Breukers, Van Hintum, Van Nieff, Konings, Sama | Eduardo, Karavaev, Doekhi, Clarke-Salter, Clark, Bero, Serero, Foor, Ødegaard, Darfalou 85' ( Buitink), Linssen 90+3' ( Gong) RESERVEBANK: Bayazit, Karami, Beerens, Bruns, Ali, Thelander |  |
| Afwezig: Büttner, Kruiswijk, Matavž, Musonda, Pasveer, Van der Werff (geblesseerd)                                                      |                 |           |                          | | |  |

Achtste finale:
| donderdag 20 december 2018, 18:30 | Kozakken Boys | 1–2 (0–1) | Vitesse                 | Opstelling Kozakken Boys | Opstelling Vitesse |  |
| Stadion: Sportpark de Zwaaier, Werkendam Toeschouwers: 2.200 Arbiter: Blank Assistenten: Brondijk Assistenten: Honig 4de official: Nagtegaal | Jakoba 59'    |           | 12' Bero 90+2' Ødegaard | Arends, Monteiro, Jakoba, Van Ingen, Van Huigevoort, Heesakkers, Stout , Bot 77', Rijsdijk, Agatowski, El Azzouti RESERVEBANK: Bakema, Den Hartog, Bolsius, Lommers, Van Eijma, Tekleab, Kasrioui, Eugenia, Eekman | Eduardo, Karavaev, Thelander, Doekhi 71' ( Clarke-Salter), Clark 62' ( Büttner), Foor 62' ( Gong), Serero, Bero, Ødegaard 30', Buitink, Linssen RESERVEBANK: Pasveer, Karami, Van der Werff, Beerens, Bruns, Ali, Musaba |  |
| Stadion: Sportpark de Zwaaier, Werkendam Toeschouwers: 2.200 Arbiter: Blank Assistenten: Brondijk Assistenten: Honig 4de official: Nagtegaal |               |           |                         | Arends, Monteiro, Jakoba, Van Ingen, Van Huigevoort, Heesakkers, Stout , Bot 77', Rijsdijk, Agatowski, El Azzouti RESERVEBANK: Bakema, Den Hartog, Bolsius, Lommers, Van Eijma, Tekleab, Kasrioui, Eugenia, Eekman | Eduardo, Karavaev, Thelander, Doekhi 71' ( Clarke-Salter), Clark 62' ( Büttner), Foor 62' ( Gong), Serero, Bero, Ødegaard 30', Buitink, Linssen RESERVEBANK: Pasveer, Karami, Van der Werff, Beerens, Bruns, Ali, Musaba |  |
| Stadion: Sportpark de Zwaaier, Werkendam Toeschouwers: 2.200 Arbiter: Blank Assistenten: Brondijk Assistenten: Honig 4de official: Nagtegaal |               |           |                         | Arends, Monteiro, Jakoba, Van Ingen, Van Huigevoort, Heesakkers, Stout , Bot 77', Rijsdijk, Agatowski, El Azzouti RESERVEBANK: Bakema, Den Hartog, Bolsius, Lommers, Van Eijma, Tekleab, Kasrioui, Eugenia, Eekman | Eduardo, Karavaev, Thelander, Doekhi 71' ( Clarke-Salter), Clark 62' ( Büttner), Foor 62' ( Gong), Serero, Bero, Ødegaard 30', Buitink, Linssen RESERVEBANK: Pasveer, Karami, Van der Werff, Beerens, Bruns, Ali, Musaba |  |
| Afwezig: Darfalou, Kruiswijk, Matavž, Musonda (geblesseerd)                                                                                  |               |           |                         | | |  |

Kwartfinale:
| dinsdag 22 januari 2019, 20:45 | AZ                 | 2–0 (1–0) | Vitesse | Opstelling AZ | Opstelling Vitesse |  |
| Stadion: AFAS Stadion, Alkmaar Toeschouwers: 8.165 Arbiter: Higler Assistenten: Brondijk Assistenten: De Nas 4de official: Bos Video-assistenten: Kuipers Video-assistenten: Van Roekel | Stengs 40' Til 54' |           |         | Bizot, Svensson, Vlaar 80' ( Hatzidiakos), Koopmeiners, Ouwejan, Midtsjø, Til , Maher, Stengs 84' ( Van Rhijn), Seuntjens, Idrissi RESERVEBANK: Velthuizen, Johnsen, Wijndal, Helmer, Vejinović, Bergsma | Eduardo, Karavaev, Van der Werff , Clarke-Salter, Büttner, Beerens, Serero, Foor, Ødegaard 67', Darfalou 67' ( Margaret), Linssen RESERVEBANK: Pasveer, Clark, Ali, Thelander, Buitink, Doekhi, Musaba |  |
| Stadion: AFAS Stadion, Alkmaar Toeschouwers: 8.165 Arbiter: Higler Assistenten: Brondijk Assistenten: De Nas 4de official: Bos Video-assistenten: Kuipers Video-assistenten: Van Roekel |                    |           |         | Bizot, Svensson, Vlaar 80' ( Hatzidiakos), Koopmeiners, Ouwejan, Midtsjø, Til , Maher, Stengs 84' ( Van Rhijn), Seuntjens, Idrissi RESERVEBANK: Velthuizen, Johnsen, Wijndal, Helmer, Vejinović, Bergsma | Eduardo, Karavaev, Van der Werff , Clarke-Salter, Büttner, Beerens, Serero, Foor, Ødegaard 67', Darfalou 67' ( Margaret), Linssen RESERVEBANK: Pasveer, Clark, Ali, Thelander, Buitink, Doekhi, Musaba |  |
| Stadion: AFAS Stadion, Alkmaar Toeschouwers: 8.165 Arbiter: Higler Assistenten: Brondijk Assistenten: De Nas 4de official: Bos Video-assistenten: Kuipers Video-assistenten: Van Roekel |                    |           |         | Bizot, Svensson, Vlaar 80' ( Hatzidiakos), Koopmeiners, Ouwejan, Midtsjø, Til , Maher, Stengs 84' ( Van Rhijn), Seuntjens, Idrissi RESERVEBANK: Velthuizen, Johnsen, Wijndal, Helmer, Vejinović, Bergsma | Eduardo, Karavaev, Van der Werff , Clarke-Salter, Büttner, Beerens, Serero, Foor, Ødegaard 67', Darfalou 67' ( Margaret), Linssen RESERVEBANK: Pasveer, Clark, Ali, Thelander, Buitink, Doekhi, Musaba |  |
| Afwezig: Bero, Gong, Kruiswijk, Matavž, Musonda (geblesseerd) |                    |           |         | | |  |

### UEFA Europa League
- Op 20 juni vond de loting plaats voor de eerste twee kwalificatieronden van de Europa League, waarbij Vitesse een tweede kwalificatieronde tegen Racing FC Union Luxemburg of FC Viitorul lootte.[53] FC Viitorul sloot op 19 juli de eerste kwalificatieronde winnend af.
- Op 23 juli vond de loting plaats voor de derde kwalificatieronde waarbij Vitesse of FC Viitorul een tweeluik lootte tegen PAOK of FC Basel.
- Op 2 augustus sloot Vitesse de tweede kwalificatieronde winnend af met 5–3 (cumulatief) en werd daarmee FC Basel getroffen in de derde kwalificatieronde.
- Op 16 augustus sloot Vitesse de derde kwalificatieronde af met 0–2 (cumulatief) tegen FC Basel; hiermee was Vitesse uitgeschakeld.

Tweede kwalificatieronde, wedstrijd 1:
| donderdag 26 juli 2018, 17:00 | FC Viitorul    | 2–2 (1–0) | Vitesse                | Opstelling FC Viitorul | Opstelling Vitesse |  |
| Stadion: Stadionul Central, Ovidiu Toeschouwers: 2.543 Arbiter: Massa Assistenten: Meli Assistenten: Alassio 4de official: Fabri | Drăguș 44' 49' |           | 54' Matavž 73' Linssen | Cojocaru, Lima 73' ( Luchin), Țîru, Mladen, De Nooijer 59', Achim, Băluță, Vînă, Hagi , Drăguș 73' ( Artean 79'), Mățan 30' ( Houri) RESERVEBANK: Buzbuchi, Voduț, Ciobanu, Boboc | Eduardo, Karavaev, Thelander, Clarke-Salter, Büttner, Foor 37' 84' ( Bero), Serero, Bruns 69' ( Gong), Beerens, Matavž, Linssen RESERVEBANK: Pasveer, Karami, Van der Werff, Clark, Darfalou |  |
| Stadion: Stadionul Central, Ovidiu Toeschouwers: 2.543 Arbiter: Massa Assistenten: Meli Assistenten: Alassio 4de official: Fabri |                |           |                        | Cojocaru, Lima 73' ( Luchin), Țîru, Mladen, De Nooijer 59', Achim, Băluță, Vînă, Hagi , Drăguș 73' ( Artean 79'), Mățan 30' ( Houri) RESERVEBANK: Buzbuchi, Voduț, Ciobanu, Boboc | Eduardo, Karavaev, Thelander, Clarke-Salter, Büttner, Foor 37' 84' ( Bero), Serero, Bruns 69' ( Gong), Beerens, Matavž, Linssen RESERVEBANK: Pasveer, Karami, Van der Werff, Clark, Darfalou |  |
| Stadion: Stadionul Central, Ovidiu Toeschouwers: 2.543 Arbiter: Massa Assistenten: Meli Assistenten: Alassio 4de official: Fabri |                |           |                        | Cojocaru, Lima 73' ( Luchin), Țîru, Mladen, De Nooijer 59', Achim, Băluță, Vînă, Hagi , Drăguș 73' ( Artean 79'), Mățan 30' ( Houri) RESERVEBANK: Buzbuchi, Voduț, Ciobanu, Boboc | Eduardo, Karavaev, Thelander, Clarke-Salter, Büttner, Foor 37' 84' ( Bero), Serero, Bruns 69' ( Gong), Beerens, Matavž, Linssen RESERVEBANK: Pasveer, Karami, Van der Werff, Clark, Darfalou |  |
| Bijz.: Debuut Bero, Clarke-Salter, Eduardo, Gong en Thelander Afwezig: Kruiswijk (geblesseerd)                                   |                |           |                        | | |  |

Tweede kwalificatieronde, wedstrijd 2:
| donderdag 2 augustus 2018, 20:00                                                                                              | Vitesse                            | 3–1 (1–0) | FC Viitorul | Opstelling Vitesse | Opstelling FC Viitorul |  |
| Stadion: GelreDome, Arnhem Toeschouwers: 9.876 Arbiter: Clancy Assistenten: McGeachie Assistenten: Stokoe 4de official: Walsh | Matavž 23' Linssen 48' Beerens 77' |           | 50' Drăguș  | Eduardo, Karavaev, Thelander, Clarke-Salter 58' ( Van der Werff ( 90+2'+)), Büttner 42', Serero, Bero 57' ( Bruns), Foor, Beerens 87', Matavž, Linssen 90+2' ( Gong) RESERVEBANK: Pasveer, Karami, Clark, Buitink | Cojocaru, Lima, Țîru, Mladen, De Nooijer 18', Achim, Băluță 71' ( Hodorogea), Vînă, Drăguș 78' ( Mățan), Hagi , Houri 40' 46' ( Ciobanu) RESERVEBANK: Buzbuchi, Luchin, Voduț, Boboc |  |
| Stadion: GelreDome, Arnhem Toeschouwers: 9.876 Arbiter: Clancy Assistenten: McGeachie Assistenten: Stokoe 4de official: Walsh |                                    |           |             | Eduardo, Karavaev, Thelander, Clarke-Salter 58' ( Van der Werff ( 90+2'+)), Büttner 42', Serero, Bero 57' ( Bruns), Foor, Beerens 87', Matavž, Linssen 90+2' ( Gong) RESERVEBANK: Pasveer, Karami, Clark, Buitink | Cojocaru, Lima, Țîru, Mladen, De Nooijer 18', Achim, Băluță 71' ( Hodorogea), Vînă, Drăguș 78' ( Mățan), Hagi , Houri 40' 46' ( Ciobanu) RESERVEBANK: Buzbuchi, Luchin, Voduț, Boboc |  |
| Stadion: GelreDome, Arnhem Toeschouwers: 9.876 Arbiter: Clancy Assistenten: McGeachie Assistenten: Stokoe 4de official: Walsh |                                    |           |             | Eduardo, Karavaev, Thelander, Clarke-Salter 58' ( Van der Werff ( 90+2'+)), Büttner 42', Serero, Bero 57' ( Bruns), Foor, Beerens 87', Matavž, Linssen 90+2' ( Gong) RESERVEBANK: Pasveer, Karami, Clark, Buitink | Cojocaru, Lima, Țîru, Mladen, De Nooijer 18', Achim, Băluță 71' ( Hodorogea), Vînă, Drăguș 78' ( Mățan), Hagi , Houri 40' 46' ( Ciobanu) RESERVEBANK: Buzbuchi, Luchin, Voduț, Boboc |  |
| Afwezig: Kruiswijk (geblesseerd)                                                                                              |                                    |           |             | | |  |

Derde kwalificatieronde, wedstrijd 1:
| donderdag 9 augustus 2018, 20:00                                                                                                 | Vitesse | 0–1 (0–0) | FC Basel              | Opstelling Vitesse | Opstelling FC Basel |  |
| Stadion: GelreDome, Arnhem Toeschouwers: 11.532 Arbiter: Kabakov Assistenten: Margaritov Assistenten: Valkov 4de official: Popov |         |           | 90+3' Van Wolfswinkel | Eduardo, Karavaev 65', Van der Werff 83', Clarke-Salter, Büttner 87' ( Clark), Serero, Bruns 70' ( Gong 73'), Foor, Beerens, Matavž, Linssen RESERVEBANK: Pasveer, Karami, Darfalou, Bero, Thelander | Omlin, Suchý , Cümart, Balanta, Widmer 84', Frei, Zuffi, Petretta, Stocker 79' ( Bua), Ajeti 90+2' ( Oberlin), Van Wolfswinkel 60' RESERVEBANK: Hansen, Campo, Okafor, Riveros, Kaiser |  |
| Stadion: GelreDome, Arnhem Toeschouwers: 11.532 Arbiter: Kabakov Assistenten: Margaritov Assistenten: Valkov 4de official: Popov |         |           |                       | Eduardo, Karavaev 65', Van der Werff 83', Clarke-Salter, Büttner 87' ( Clark), Serero, Bruns 70' ( Gong 73'), Foor, Beerens, Matavž, Linssen RESERVEBANK: Pasveer, Karami, Darfalou, Bero, Thelander | Omlin, Suchý , Cümart, Balanta, Widmer 84', Frei, Zuffi, Petretta, Stocker 79' ( Bua), Ajeti 90+2' ( Oberlin), Van Wolfswinkel 60' RESERVEBANK: Hansen, Campo, Okafor, Riveros, Kaiser |  |
| Stadion: GelreDome, Arnhem Toeschouwers: 11.532 Arbiter: Kabakov Assistenten: Margaritov Assistenten: Valkov 4de official: Popov |         |           |                       | Eduardo, Karavaev 65', Van der Werff 83', Clarke-Salter, Büttner 87' ( Clark), Serero, Bruns 70' ( Gong 73'), Foor, Beerens, Matavž, Linssen RESERVEBANK: Pasveer, Karami, Darfalou, Bero, Thelander | Omlin, Suchý , Cümart, Balanta, Widmer 84', Frei, Zuffi, Petretta, Stocker 79' ( Bua), Ajeti 90+2' ( Oberlin), Van Wolfswinkel 60' RESERVEBANK: Hansen, Campo, Okafor, Riveros, Kaiser |  |
| Bijz.: Debuut Clark Afwezig: Kruiswijk (geblesseerd)                                                                             |         |           |                       | | |  |

Derde kwalificatieronde, wedstrijd 2:
| donderdag 16 augustus 2018, 20:00 | FC Basel  | 1–0 (1–0) | Vitesse | Opstelling FC Basel | Opstelling Vitesse |  |
| Stadion: St. Jakob-Park, Bazel Toeschouwers: 12.334 Arbiter: Siebert Assistenten: Seidel Assistenten: Koslowski 4de official: Stegemann | Ajeti 30' |           |         | Omlin, Widmer, Cümart, Balanta 90+2', Petretta 78', Dié, Frei , Zuffi, Ajeti 46' ( Oberlin), Van Wolfswinkel 90+3' ( Bua), Stocker RESERVEBANK: Hansen, Campo, Kalulu, Xhaka, Kaiser | Eduardo, Karavaev, Van der Werff , Clarke-Salter 27', Büttner, Foor, Bero 28' ( Thelander), Serero, Beerens 81' ( Van Bergen), Matavž, Linssen 71' ( Darfalou) RESERVEBANK: Pasveer, Karami, Clark, Bruns |  |
| Stadion: St. Jakob-Park, Bazel Toeschouwers: 12.334 Arbiter: Siebert Assistenten: Seidel Assistenten: Koslowski 4de official: Stegemann |           |           |         | Omlin, Widmer, Cümart, Balanta 90+2', Petretta 78', Dié, Frei , Zuffi, Ajeti 46' ( Oberlin), Van Wolfswinkel 90+3' ( Bua), Stocker RESERVEBANK: Hansen, Campo, Kalulu, Xhaka, Kaiser | Eduardo, Karavaev, Van der Werff , Clarke-Salter 27', Büttner, Foor, Bero 28' ( Thelander), Serero, Beerens 81' ( Van Bergen), Matavž, Linssen 71' ( Darfalou) RESERVEBANK: Pasveer, Karami, Clark, Bruns |  |
| Stadion: St. Jakob-Park, Bazel Toeschouwers: 12.334 Arbiter: Siebert Assistenten: Seidel Assistenten: Koslowski 4de official: Stegemann |           |           |         | Omlin, Widmer, Cümart, Balanta 90+2', Petretta 78', Dié, Frei , Zuffi, Ajeti 46' ( Oberlin), Van Wolfswinkel 90+3' ( Bua), Stocker RESERVEBANK: Hansen, Campo, Kalulu, Xhaka, Kaiser | Eduardo, Karavaev, Van der Werff , Clarke-Salter 27', Büttner, Foor, Bero 28' ( Thelander), Serero, Beerens 81' ( Van Bergen), Matavž, Linssen 71' ( Darfalou) RESERVEBANK: Pasveer, Karami, Clark, Bruns |  |
| Afwezig: Gong, Kruiswijk (geblesseerd)                                                                                                  |           |           |         | | |  |

### Oefenwedstrijden
| vrijdag 6 juli 2018, 19:00                                                                                       | Wolfsberger AC               | 2–1 (0–0) | Vitesse      | Opstelling Wolfsberger AC | Opstelling Vitesse |  |
| Stadion: Sportpark SVU Murau, Murau Toeschouwers: 89 Arbiter: Eisner Assistenten: Steinacher Assistenten: Höfler | Gschweidl 64' Schmerböck 67' |           | 87' Darfalou | Kofler, Novak, Sollbauer, Gollner, Schmitz, Sprangler, Nutz, Ritzmaier, Liendl, Orgill, Jovanović RESERVEBANK: Wissels Gschweidl en Schmerböck, overige wissels en bank NN | Pasveer 46' ( Houwen), Karavaev 46' ( Karami), Thelander ( 46'+), Van der Werff 46' ( Clarke-Salter), Büttner 46' ( Clark), Serero 46' ( Bero), Foor 46' ( Vroegh 77' ( Ali)), Bruns 46' ( Van Bergen), Beerens 46' ( Buitink), Matavž 46' ( Darfalou), Linssen 46' ( Berden) RESERVEBANK: Bayazit, Schuurman |  |
| Stadion: Sportpark SVU Murau, Murau Toeschouwers: 89 Arbiter: Eisner Assistenten: Steinacher Assistenten: Höfler |                              |           |              | Kofler, Novak, Sollbauer, Gollner, Schmitz, Sprangler, Nutz, Ritzmaier, Liendl, Orgill, Jovanović RESERVEBANK: Wissels Gschweidl en Schmerböck, overige wissels en bank NN | Pasveer 46' ( Houwen), Karavaev 46' ( Karami), Thelander ( 46'+), Van der Werff 46' ( Clarke-Salter), Büttner 46' ( Clark), Serero 46' ( Bero), Foor 46' ( Vroegh 77' ( Ali)), Bruns 46' ( Van Bergen), Beerens 46' ( Buitink), Matavž 46' ( Darfalou), Linssen 46' ( Berden) RESERVEBANK: Bayazit, Schuurman |  |
| Stadion: Sportpark SVU Murau, Murau Toeschouwers: 89 Arbiter: Eisner Assistenten: Steinacher Assistenten: Höfler |                              |           |              | Kofler, Novak, Sollbauer, Gollner, Schmitz, Sprangler, Nutz, Ritzmaier, Liendl, Orgill, Jovanović RESERVEBANK: Wissels Gschweidl en Schmerböck, overige wissels en bank NN | Pasveer 46' ( Houwen), Karavaev 46' ( Karami), Thelander ( 46'+), Van der Werff 46' ( Clarke-Salter), Büttner 46' ( Clark), Serero 46' ( Bero), Foor 46' ( Vroegh 77' ( Ali)), Bruns 46' ( Van Bergen), Beerens 46' ( Buitink), Matavž 46' ( Darfalou), Linssen 46' ( Berden) RESERVEBANK: Bayazit, Schuurman |  |
| |                              |           |              | | |  |

| maandag 9 juli 2018, 18:00 | Shakhtar Donetsk                                   | 4–1 (1–0) | Vitesse     | Opstelling Shakhtar Donetsk | Opstelling Vitesse |  |
| Stadion: Jacques Lemans Arena, Sankt Veit an der Glan Toeschouwers: 312 Arbiter: Ristoskov Assistenten: Garanovic Assistenten: Strauss | Stepanenko 31' Boetko 57' Kovalenko 76' Moraes 81' |           | 89' Beerens | Shevchenko 69' ( Kudryk), Ismaily 46' ( Dodô), Matviyenko 69' ( Rakitskiy), Khocholava 69' ( Kryvtsov), Boetko 69' ( Danchenko), Stepanenko 46' ( Pikhalyonok), Maycon 72' ( Patrick), Bolbat 72' ( Fernando), Dentinho 45' 72' ( Kovalenko), Zubkov 72' ( Marlos), Totovytskyi 72' ( Moraes) RESERVEBANK: Bank NN | Eduardo, Karavaev 63' ( Karami), Van der Werff 46' ( Thelander), Clarke-Salter, Büttner 63' ( Clark), Serero 46' ( Bero), Foor 41' 80' ( Ali), Bruns 46' ( Van Bergen), Beerens, Matavž 68' ( Buitink), Linssen 81' ( Berden) RESERVEBANK: Pasveer, Houwen, Bayazit, Darfalou, Gong, Doekhi, Schuurman, Vroegh |  |
| Stadion: Jacques Lemans Arena, Sankt Veit an der Glan Toeschouwers: 312 Arbiter: Ristoskov Assistenten: Garanovic Assistenten: Strauss |                                                    |           |             | Shevchenko 69' ( Kudryk), Ismaily 46' ( Dodô), Matviyenko 69' ( Rakitskiy), Khocholava 69' ( Kryvtsov), Boetko 69' ( Danchenko), Stepanenko 46' ( Pikhalyonok), Maycon 72' ( Patrick), Bolbat 72' ( Fernando), Dentinho 45' 72' ( Kovalenko), Zubkov 72' ( Marlos), Totovytskyi 72' ( Moraes) RESERVEBANK: Bank NN | Eduardo, Karavaev 63' ( Karami), Van der Werff 46' ( Thelander), Clarke-Salter, Büttner 63' ( Clark), Serero 46' ( Bero), Foor 41' 80' ( Ali), Bruns 46' ( Van Bergen), Beerens, Matavž 68' ( Buitink), Linssen 81' ( Berden) RESERVEBANK: Pasveer, Houwen, Bayazit, Darfalou, Gong, Doekhi, Schuurman, Vroegh |  |
| Stadion: Jacques Lemans Arena, Sankt Veit an der Glan Toeschouwers: 312 Arbiter: Ristoskov Assistenten: Garanovic Assistenten: Strauss |                                                    |           |             | Shevchenko 69' ( Kudryk), Ismaily 46' ( Dodô), Matviyenko 69' ( Rakitskiy), Khocholava 69' ( Kryvtsov), Boetko 69' ( Danchenko), Stepanenko 46' ( Pikhalyonok), Maycon 72' ( Patrick), Bolbat 72' ( Fernando), Dentinho 45' 72' ( Kovalenko), Zubkov 72' ( Marlos), Totovytskyi 72' ( Moraes) RESERVEBANK: Bank NN | Eduardo, Karavaev 63' ( Karami), Van der Werff 46' ( Thelander), Clarke-Salter, Büttner 63' ( Clark), Serero 46' ( Bero), Foor 41' 80' ( Ali), Bruns 46' ( Van Bergen), Beerens, Matavž 68' ( Buitink), Linssen 81' ( Berden) RESERVEBANK: Pasveer, Houwen, Bayazit, Darfalou, Gong, Doekhi, Schuurman, Vroegh |  |
| |                                                    |           |             | | |  |

| vrijdag 13 juli 2018, 18:00                                                                                                | FK Arsenal Toela                  | 2–2 (0–2) | Vitesse                           | Opstelling FK Arsenal Toela | Opstelling Vitesse |  |
| Stadion: Stadion Villach/Lind, Villach Toeschouwers: 48 Arbiter: Omerhodzic Assistenten: Katholnig Assistenten: Trampitsch | Berkhamov 82' (pen.) Mingazov 87' |           | 18' Linssen 29' (e.d.) Kostadinov | Nigmatullin 76' ( Shamov), Beljajev 46' ( Grigalava), Denisov 73' ( Aleksandrov), Chagoesj, Kombarov 60' ( Sokol), Kostadinov 46' ( Lesovoi), Berkhamov, Čaušić 73' ( Mingazov), Gorbatenko 73' ( Ivakin), Tkachyov 73' ( Krikunenko), Kangwa 73' ( Adzhoyev) RESERVEBANK: Bank NN | Eduardo 46' ( Pasveer), Karavaev 72' ( Karami), Thelander 46' ( Van der Werff), Clarke-Salter, Büttner 72' ( Clark), Bero 46' ( Serero), Foor, Beerens, Gong 46' ( Bruns), Matavž 72' ( Buitink), Linssen 72' ( Van Bergen) RESERVEBANK: Houwen, Bayazit, Darfalou, Ali, Doekhi, Berden, Schuurman, Vroegh |  |
| Stadion: Stadion Villach/Lind, Villach Toeschouwers: 48 Arbiter: Omerhodzic Assistenten: Katholnig Assistenten: Trampitsch |                                   |           |                                   | Nigmatullin 76' ( Shamov), Beljajev 46' ( Grigalava), Denisov 73' ( Aleksandrov), Chagoesj, Kombarov 60' ( Sokol), Kostadinov 46' ( Lesovoi), Berkhamov, Čaušić 73' ( Mingazov), Gorbatenko 73' ( Ivakin), Tkachyov 73' ( Krikunenko), Kangwa 73' ( Adzhoyev) RESERVEBANK: Bank NN | Eduardo 46' ( Pasveer), Karavaev 72' ( Karami), Thelander 46' ( Van der Werff), Clarke-Salter, Büttner 72' ( Clark), Bero 46' ( Serero), Foor, Beerens, Gong 46' ( Bruns), Matavž 72' ( Buitink), Linssen 72' ( Van Bergen) RESERVEBANK: Houwen, Bayazit, Darfalou, Ali, Doekhi, Berden, Schuurman, Vroegh |  |
| Stadion: Stadion Villach/Lind, Villach Toeschouwers: 48 Arbiter: Omerhodzic Assistenten: Katholnig Assistenten: Trampitsch |                                   |           |                                   | Nigmatullin 76' ( Shamov), Beljajev 46' ( Grigalava), Denisov 73' ( Aleksandrov), Chagoesj, Kombarov 60' ( Sokol), Kostadinov 46' ( Lesovoi), Berkhamov, Čaušić 73' ( Mingazov), Gorbatenko 73' ( Ivakin), Tkachyov 73' ( Krikunenko), Kangwa 73' ( Adzhoyev) RESERVEBANK: Bank NN | Eduardo 46' ( Pasveer), Karavaev 72' ( Karami), Thelander 46' ( Van der Werff), Clarke-Salter, Büttner 72' ( Clark), Bero 46' ( Serero), Foor, Beerens, Gong 46' ( Bruns), Matavž 72' ( Buitink), Linssen 72' ( Van Bergen) RESERVEBANK: Houwen, Bayazit, Darfalou, Ali, Doekhi, Berden, Schuurman, Vroegh |  |
| |                                   |           |                                   | | |  |

| dinsdag 17 juli 2018, 12:00 | Lokomotiv Moskou | 0–3 (0–1) | Vitesse                           | Opstelling Lokomotiv Moskou | Opstelling Vitesse |  |
| Stadion: ASK Sportzentrum Fischl, Klagenfurt Toeschouwers: 36 Arbiter: Oberbucher Assistenten: Schrittesser Assistenten: Strauss |                  |           | 30' Bruns 62' Beerens 88' Büttner | Guilherme, Idowu, Barinov 73', Ignatyev 79' ( Rotenberg), Rybus 69' ( Lysov), I. Denisov, Tarasov, Al. Mirantsjoek, An. Mirantsjoek 80' ( Kulikov), Éder 46' ( Tugarev), Zjemaletdinov 67' ( Mironov) RESERVEBANK: Bank NN | Eduardo, Karavaev, Thelander, Clarke-Salter 46' ( Van der Werff), Büttner, Foor, Bero 46' ( Serero), Beerens, Gong 7' ( Bruns 85' ( Ali)), Matavž 78' ( Darfalou), Linssen RESERVEBANK: Pasveer, Houwen, Bayazit, Karami, Clark, Van Bergen, Buitink, Doekhi, Berden, Schuurman, Vroegh |  |
| Stadion: ASK Sportzentrum Fischl, Klagenfurt Toeschouwers: 36 Arbiter: Oberbucher Assistenten: Schrittesser Assistenten: Strauss |                  |           |                                   | Guilherme, Idowu, Barinov 73', Ignatyev 79' ( Rotenberg), Rybus 69' ( Lysov), I. Denisov, Tarasov, Al. Mirantsjoek, An. Mirantsjoek 80' ( Kulikov), Éder 46' ( Tugarev), Zjemaletdinov 67' ( Mironov) RESERVEBANK: Bank NN | Eduardo, Karavaev, Thelander, Clarke-Salter 46' ( Van der Werff), Büttner, Foor, Bero 46' ( Serero), Beerens, Gong 7' ( Bruns 85' ( Ali)), Matavž 78' ( Darfalou), Linssen RESERVEBANK: Pasveer, Houwen, Bayazit, Karami, Clark, Van Bergen, Buitink, Doekhi, Berden, Schuurman, Vroegh |  |
| Stadion: ASK Sportzentrum Fischl, Klagenfurt Toeschouwers: 36 Arbiter: Oberbucher Assistenten: Schrittesser Assistenten: Strauss |                  |           |                                   | Guilherme, Idowu, Barinov 73', Ignatyev 79' ( Rotenberg), Rybus 69' ( Lysov), I. Denisov, Tarasov, Al. Mirantsjoek, An. Mirantsjoek 80' ( Kulikov), Éder 46' ( Tugarev), Zjemaletdinov 67' ( Mironov) RESERVEBANK: Bank NN | Eduardo, Karavaev, Thelander, Clarke-Salter 46' ( Van der Werff), Büttner, Foor, Bero 46' ( Serero), Beerens, Gong 7' ( Bruns 85' ( Ali)), Matavž 78' ( Darfalou), Linssen RESERVEBANK: Pasveer, Houwen, Bayazit, Karami, Clark, Van Bergen, Buitink, Doekhi, Berden, Schuurman, Vroegh |  |
| |                  |           |                                   | | |  |

| zaterdag 8 september 2018, 12:00                                                     | Royal Antwerp FC | 0–0 | Vitesse  | Opstelling Royal Antwerp FC | Opstelling Vitesse |  |
| Stadion: Bosuilstadion, Antwerpen Toeschouwers: 0 (besloten duel) Arbiter: Verboomen | Rodrigues        |     | Darfalou | De Winter, Buta, Juklerød 63' ( Van Damme), Batubinsika , Seck, Govea, Baby 74' ( Jaadi), Lamkel Zé 76' ( Kakudji), Rodrigues 80' ( Bernier), Mbokani, Refaelov 63' ( Hairemans) | Eduardo 46' ( Pasveer), Karavaev, Doekhi, Clark 36', Büttner 10', Bruns, Foor 46' ( Serero), Bero, Beerens ' ( Gong), Darfalou, Musonda 46' ( Linssen ( 46'+)) |  |
| Stadion: Bosuilstadion, Antwerpen Toeschouwers: 0 (besloten duel) Arbiter: Verboomen |                  |     |          | De Winter, Buta, Juklerød 63' ( Van Damme), Batubinsika , Seck, Govea, Baby 74' ( Jaadi), Lamkel Zé 76' ( Kakudji), Rodrigues 80' ( Bernier), Mbokani, Refaelov 63' ( Hairemans) | Eduardo 46' ( Pasveer), Karavaev, Doekhi, Clark 36', Büttner 10', Bruns, Foor 46' ( Serero), Bero, Beerens ' ( Gong), Darfalou, Musonda 46' ( Linssen ( 46'+)) |  |
| Stadion: Bosuilstadion, Antwerpen Toeschouwers: 0 (besloten duel) Arbiter: Verboomen |                  |     |          | De Winter, Buta, Juklerød 63' ( Van Damme), Batubinsika , Seck, Govea, Baby 74' ( Jaadi), Lamkel Zé 76' ( Kakudji), Rodrigues 80' ( Bernier), Mbokani, Refaelov 63' ( Hairemans) | Eduardo 46' ( Pasveer), Karavaev, Doekhi, Clark 36', Büttner 10', Bruns, Foor 46' ( Serero), Bero, Beerens ' ( Gong), Darfalou, Musonda 46' ( Linssen ( 46'+)) |  |
| Afwezig: Karami, Kruiswijk, Thelander (geblesseerd)                                  |                  |     |          | | |  |

| dinsdag 16 oktober 2018, 13:00                                                                     | Vitesse                                                        | 5–1 (3–0) | Jong China | Opstelling Vitesse | Opstelling Jong China |  |
| Stadion: Sportcentrum Papendal, Arnhem Toeschouwers: 150 Arbiter: Omar Khalifa                     | Karavaev 12' Buitink 15' Linssen 42' Grotenbreg 66' Musaba 79' |           | 48' NN     | Pasveer, Karavaev 46' ( Karami), Van der Werff 46' ( Aktas), Clark, Büttner 46' ( Zakir), Foor 46' ( Verloo), Serero 46' ( Grotenbreg), Bruns 46' ( Musaba), Linssen 46' ( De Beer), Buitink 46' ( Ten Teije), Beerens 46' ( Agrafiotis) | NN                    |  |
| Stadion: Sportcentrum Papendal, Arnhem Toeschouwers: 150 Arbiter: Omar Khalifa                     |                                                                |           |            | Pasveer, Karavaev 46' ( Karami), Van der Werff 46' ( Aktas), Clark, Büttner 46' ( Zakir), Foor 46' ( Verloo), Serero 46' ( Grotenbreg), Bruns 46' ( Musaba), Linssen 46' ( De Beer), Buitink 46' ( Ten Teije), Beerens 46' ( Agrafiotis) | NN                    |  |
| Stadion: Sportcentrum Papendal, Arnhem Toeschouwers: 150 Arbiter: Omar Khalifa                     |                                                                |           |            | Pasveer, Karavaev 46' ( Karami), Van der Werff 46' ( Aktas), Clark, Büttner 46' ( Zakir), Foor 46' ( Verloo), Serero 46' ( Grotenbreg), Bruns 46' ( Musaba), Linssen 46' ( De Beer), Buitink 46' ( Ten Teije), Beerens 46' ( Agrafiotis) | NN                    |  |
| Bijz.: Combinatie-team van Vitesse en Jong Vitesse tegen Jong China onder leiding van Guus Hiddink |                                                                |           |            | |                       |  |

| dinsdag 6 november 2018, 13:00                                                                               | Vitesse                                     | 4–2 (0–2) | FC Volendam     | Opstelling Vitesse | Opstelling FC Volendam |  |
| Stadion: Sportcentrum Papendal, Arnhem Toeschouwers: 30 Arbiter: Tim Scholten                                | Musaba 48' Grotenbreg 51' Ten Teije 72' 86' |           | 33' 42' Ten Den | Bayazit, Karami, Doekhi 46' ( Zakir), Grotenbreg, Büttner 46' ( Mühl), Ali 46' ( Musaba), Gong 46' ( Ten Teije), Acheffay, Buitink 46' ( Mercan), Bruns 46' ( De Beer), Verloo | Ten Den, NN            |  |
| Stadion: Sportcentrum Papendal, Arnhem Toeschouwers: 30 Arbiter: Tim Scholten                                |                                             |           |                 | Bayazit, Karami, Doekhi 46' ( Zakir), Grotenbreg, Büttner 46' ( Mühl), Ali 46' ( Musaba), Gong 46' ( Ten Teije), Acheffay, Buitink 46' ( Mercan), Bruns 46' ( De Beer), Verloo | Ten Den, NN            |  |
| Stadion: Sportcentrum Papendal, Arnhem Toeschouwers: 30 Arbiter: Tim Scholten                                |                                             |           |                 | Bayazit, Karami, Doekhi 46' ( Zakir), Grotenbreg, Büttner 46' ( Mühl), Ali 46' ( Musaba), Gong 46' ( Ten Teije), Acheffay, Buitink 46' ( Mercan), Bruns 46' ( De Beer), Verloo | Ten Den, NN            |  |
| Bijz.: Combinatie-team van Vitesse en Jong Vitesse tegen combinatie-team van FC Volendam en Jong FC Volendam |                                             |           |                 | |                        |  |

| zondag 6 januari 2019, 15:30 (UTC)                                                               | VfL Wolfsburg                            | 3–0 (2–0) | Vitesse | Opstelling VfL Wolfsburg | Opstelling Vitesse |  |
| Stadion: Estádio Municipal de Albufeira, Albufeira Toeschouwers: 250 of 500 Arbiter: Nuno Castro | Doekhi 7' (e.d.) Ginczek 17' Mehmedi 80' |           |         | Pervan, Verhaegh 46' ( William), Knoche 46' ( Tisserand), Uduokhai 46' ( Brooks), Itter 46' ( Roussillon), Rexhbeçaj 46' ( Jung), Guilavogui 46' ( Gerhardt), Klaus 46' ( Steffen), Mallı 46' ( Arnold), Brekalo 46' ( Yeboah), Ginczek 46' ( Mehmedi) RESERVEBANK: Menzel, Weghorst | Eduardo 46' ( Pasveer), Karavaev, Doekhi 46' ( Thelander), Clarke-Salter 46' ( Ali), Büttner 42' 46' ( Clark), Serero, Bero, Foor, Ødegaard, Darfalou 82' ( Margaret), Linssen RESERVEBANK: Bayazit, Van der Werff, Beerens, Khouribech, Vroegh, Musaba |  |
| Stadion: Estádio Municipal de Albufeira, Albufeira Toeschouwers: 250 of 500 Arbiter: Nuno Castro |                                          |           |         | Pervan, Verhaegh 46' ( William), Knoche 46' ( Tisserand), Uduokhai 46' ( Brooks), Itter 46' ( Roussillon), Rexhbeçaj 46' ( Jung), Guilavogui 46' ( Gerhardt), Klaus 46' ( Steffen), Mallı 46' ( Arnold), Brekalo 46' ( Yeboah), Ginczek 46' ( Mehmedi) RESERVEBANK: Menzel, Weghorst | Eduardo 46' ( Pasveer), Karavaev, Doekhi 46' ( Thelander), Clarke-Salter 46' ( Ali), Büttner 42' 46' ( Clark), Serero, Bero, Foor, Ødegaard, Darfalou 82' ( Margaret), Linssen RESERVEBANK: Bayazit, Van der Werff, Beerens, Khouribech, Vroegh, Musaba |  |
| Stadion: Estádio Municipal de Albufeira, Albufeira Toeschouwers: 250 of 500 Arbiter: Nuno Castro |                                          |           |         | Pervan, Verhaegh 46' ( William), Knoche 46' ( Tisserand), Uduokhai 46' ( Brooks), Itter 46' ( Roussillon), Rexhbeçaj 46' ( Jung), Guilavogui 46' ( Gerhardt), Klaus 46' ( Steffen), Mallı 46' ( Arnold), Brekalo 46' ( Yeboah), Ginczek 46' ( Mehmedi) RESERVEBANK: Menzel, Weghorst | Eduardo 46' ( Pasveer), Karavaev, Doekhi 46' ( Thelander), Clarke-Salter 46' ( Ali), Büttner 42' 46' ( Clark), Serero, Bero, Foor, Ødegaard, Darfalou 82' ( Margaret), Linssen RESERVEBANK: Bayazit, Van der Werff, Beerens, Khouribech, Vroegh, Musaba |  |
| Bijz.: Van der Werff zou starten maar werd kort voor de aftrap vervangen door Doekhi             |                                          |           |         | | |  |

| vrijdag 11 januari 2019, 16:00 (UTC)                                          | Livingston FC        | 2–3 (1–2) | Vitesse                               | Opstelling Livingston FC | Opstelling Vitesse |  |
| Stadion: Estádio da Nora, Albufeira Toeschouwers: 102 Arbiter: Tiago Cordeiro | Menga 7' Halkett 61' |           | 34' Karavaev 40' Ødegaard 74' Linssen | Kelly 46' ( Stewart), Gallagher 70' ( McMillan), Halkett 70' ( Van Schaik), Lithgow 46' ( "proefspeler"), Byrne, Lawless 62' ( Hamilton), Lawson 62' ( Blues), Wylde 75' ( De Vita), Pittman 81' ( Henderson), Sibbald 46' ( Cadden), Menga 62' ( Lamie) | Eduardo 46' ( Pasveer), Karavaev 46' ( Clark), Van der Werff 46' ( Thelander), Clarke-Salter 46' ( Doekhi), Büttner, Serero 46' ( Ali), Foor, Ødegaard, Beerens, Darfalou 66' ( Margaret), Linssen ( 46'+) |  |
| Stadion: Estádio da Nora, Albufeira Toeschouwers: 102 Arbiter: Tiago Cordeiro |                      |           |                                       | Kelly 46' ( Stewart), Gallagher 70' ( McMillan), Halkett 70' ( Van Schaik), Lithgow 46' ( "proefspeler"), Byrne, Lawless 62' ( Hamilton), Lawson 62' ( Blues), Wylde 75' ( De Vita), Pittman 81' ( Henderson), Sibbald 46' ( Cadden), Menga 62' ( Lamie) | Eduardo 46' ( Pasveer), Karavaev 46' ( Clark), Van der Werff 46' ( Thelander), Clarke-Salter 46' ( Doekhi), Büttner, Serero 46' ( Ali), Foor, Ødegaard, Beerens, Darfalou 66' ( Margaret), Linssen ( 46'+) |  |
| Stadion: Estádio da Nora, Albufeira Toeschouwers: 102 Arbiter: Tiago Cordeiro |                      |           |                                       | Kelly 46' ( Stewart), Gallagher 70' ( McMillan), Halkett 70' ( Van Schaik), Lithgow 46' ( "proefspeler"), Byrne, Lawless 62' ( Hamilton), Lawson 62' ( Blues), Wylde 75' ( De Vita), Pittman 81' ( Henderson), Sibbald 46' ( Cadden), Menga 62' ( Lamie) | Eduardo 46' ( Pasveer), Karavaev 46' ( Clark), Van der Werff 46' ( Thelander), Clarke-Salter 46' ( Doekhi), Büttner, Serero 46' ( Ali), Foor, Ødegaard, Beerens, Darfalou 66' ( Margaret), Linssen ( 46'+) |  |
|                                                                               |                      |           |                                       | | |  |

| woensdag 20 maart 2019, 12:00                                                       | sc Heerenveen | 1–1 (0–1) | Vitesse     | Opstelling sc Heerenveen | Opstelling Vitesse |  |
| Stadion: Sportpark Skoatterwâld, Heerenveen Toeschouwers: 83 Arbiter: Marco Oosting | Maloku 55'    |           | 39' Linssen | Bednarek, Hornkamp, Skovgaard, Drešević, Beuker, Kongolo, Schaars , Thorsby, Ras, Van Amersfoort, Maloku RESERVEBANK: Wissels, bank NN | Pasveer, Clark, Van der Werff 46' ( Aktas), Thelander, Büttner 62' ( Lucassen), Ali 62' ( Vroegh), Foor 46' ( Oukili), Beerens 62' ( Serghini), Linssen 46' ( Musaba), Margaret 62' ( Acheffay), Dauda RESERVEBANK: NN |  |
| Stadion: Sportpark Skoatterwâld, Heerenveen Toeschouwers: 83 Arbiter: Marco Oosting |               |           |             | Bednarek, Hornkamp, Skovgaard, Drešević, Beuker, Kongolo, Schaars , Thorsby, Ras, Van Amersfoort, Maloku RESERVEBANK: Wissels, bank NN | Pasveer, Clark, Van der Werff 46' ( Aktas), Thelander, Büttner 62' ( Lucassen), Ali 62' ( Vroegh), Foor 46' ( Oukili), Beerens 62' ( Serghini), Linssen 46' ( Musaba), Margaret 62' ( Acheffay), Dauda RESERVEBANK: NN |  |
| Stadion: Sportpark Skoatterwâld, Heerenveen Toeschouwers: 83 Arbiter: Marco Oosting |               |           |             | Bednarek, Hornkamp, Skovgaard, Drešević, Beuker, Kongolo, Schaars , Thorsby, Ras, Van Amersfoort, Maloku RESERVEBANK: Wissels, bank NN | Pasveer, Clark, Van der Werff 46' ( Aktas), Thelander, Büttner 62' ( Lucassen), Ali 62' ( Vroegh), Foor 46' ( Oukili), Beerens 62' ( Serghini), Linssen 46' ( Musaba), Margaret 62' ( Acheffay), Dauda RESERVEBANK: NN |  |
|                                                                                     |               |           |             | | |  |

| vrijdag 3 mei 2019, 12:30                                          | Vitesse | 0–5 (0–2) | PSV                                  | Opstelling Vitesse | Opstelling PSV |  |
| Stadion: GelreDome, Arnhem Toeschouwers: 0 Arbiter: Robin Hensgens |         |           | 37' Sainsbury Gakpo Romero Ihattaren | Pasveer 46' ( Eduardo), Van der Werff, Doekhi, Thelander 46' ( Musaba), Clark, Serero 46' ( Büttner), Foor, Ødegaard 46' ( Bero), Dauda, Matavž 46' ( Darfalou), Buitink RESERVEBANK: Bank NN | Zoet, Teze, Sainsbury, Viergever, Behich, Hendrix, De Jong, Gutiérrez, Pereiro, Malen, Gakpo RESERVEBANK: Ihattaren, Romero, overige wissels en bank NN |  |
| Stadion: GelreDome, Arnhem Toeschouwers: 0 Arbiter: Robin Hensgens |         |           |                                      | Pasveer 46' ( Eduardo), Van der Werff, Doekhi, Thelander 46' ( Musaba), Clark, Serero 46' ( Büttner), Foor, Ødegaard 46' ( Bero), Dauda, Matavž 46' ( Darfalou), Buitink RESERVEBANK: Bank NN | Zoet, Teze, Sainsbury, Viergever, Behich, Hendrix, De Jong, Gutiérrez, Pereiro, Malen, Gakpo RESERVEBANK: Ihattaren, Romero, overige wissels en bank NN |  |
| Stadion: GelreDome, Arnhem Toeschouwers: 0 Arbiter: Robin Hensgens |         |           |                                      | Pasveer 46' ( Eduardo), Van der Werff, Doekhi, Thelander 46' ( Musaba), Clark, Serero 46' ( Büttner), Foor, Ødegaard 46' ( Bero), Dauda, Matavž 46' ( Darfalou), Buitink RESERVEBANK: Bank NN | Zoet, Teze, Sainsbury, Viergever, Behich, Hendrix, De Jong, Gutiérrez, Pereiro, Malen, Gakpo RESERVEBANK: Ihattaren, Romero, overige wissels en bank NN |  |
|                                                                    |         |           |                                      | | |  |

## Jong Vitesse
Jong Vitesse is het vlaggenschip van de Vitesse Voetbal Academie, het voorportaal van het grote Vitesse. Het team speelt in het seizoen 2018/2019 in de Tweede divisie, de op twee na hoogste voetbalcompetitie in Nederland.
- Op 21 mei 2019 maakte Vitesse bekend dat het beloftenelftal uit de voetbalpiramide stapt en dat Jong Vitesse in het volgende seizoen dus niet meer in de Tweede divisie uitkomt.[14]

### Staf Jong Vitesse 2018/19
| Nat.               | Naam           | Functie              |
| ------------------ | -------------- | -------------------- |
| Vlag van Nederland | Joseph Oosting | Hoofdtrainer / Coach |
| Vlag van Nederland | Kevin Moeliker | Assistent-trainer    |
| Vlag van Nederland | Edwin Linssen  | Assistent-trainer    |
| Vlag van Nederland | Rein Baart     | Keeperstrainer       |
| Vlag van Nederland | Frank Nab      | Fysiotherapeut       |
| Vlag van Nederland | Leo Heere      | Clubarts             |
| Vlag van Nederland | Mark Hendriks  | Masseur              |
| Vlag van Nederland | Marco Kamphuis | Materiaalman         |
| Vlag van Nederland | Toon Hendriks  | Elftalleider         |

### Selectie Jong Vitesse 2018/19¹
De vaste spelers van de B-selectie in het seizoen 2018/19:
| Speler            | Positie      |
| ----------------- | ------------ |
| Bilal Bayazit     | Keeper       |
| Stef Brummel      | Keeper       |
| Özgür Aktas       | Verdediger   |
| Mats Grotenbreg   | Verdediger   |
| Joris Klein-Holte | Verdediger   |
| Boyd Lucassen     | Verdediger   |
| Danny Muhl        | Verdediger   |
| Joeri Potjes      | Verdediger   |
| Wellington Verloo | Verdediger   |
| Younes Zakir      | Verdediger   |
| Hicham Acheffay   | Middenvelder |
| Anil Mercan       | Middenvelder |
| Jesse Schuurman   | Middenvelder |
| Patrick Vroegh    | Middenvelder |
| Mike de Beer      | Aanvaller    |
| Martijn Berden    | Aanvaller    |
| Thomas Buitink    | Aanvaller    |
| Richie Musaba     | Aanvaller    |
| Lars ten Teije    | Aanvaller    |

¹per wedstrijd aangevuld met jeugdspelers en bankzitters uit de hoofdmacht die niet gespeeld hebben.

## Clubstatistieken Jong Vitesse seizoen 2018/19
Legenda:

Winst Gelijk Verlies

### Punten en stand per speelronde
| Speelronde                        | 01             | 02             | 03             | 04             | 05             | 06             | 07             | 08             | 09             | 10             | 11             | 12             | 13             | 14             | 15             | 16             | 17             | 18             | 19             | 20             | 21             | 22             | 23             | 24             | 25             | 26             | 27             | 28             | 29             | 30             | 31             | 32             | 33             | 34             |
| --------------------------------- | -------------- | -------------- | -------------- | -------------- | -------------- | -------------- | -------------- | -------------- | -------------- | -------------- | -------------- | -------------- | -------------- | -------------- | -------------- | -------------- | -------------- | -------------- | -------------- | -------------- | -------------- | -------------- | -------------- | -------------- | -------------- | -------------- | -------------- | -------------- | -------------- | -------------- | -------------- | -------------- | -------------- | -------------- |
| Trainer                           | Joseph Oosting | Joseph Oosting | Joseph Oosting | Joseph Oosting | Joseph Oosting | Joseph Oosting | Joseph Oosting | Joseph Oosting | Joseph Oosting | Joseph Oosting | Joseph Oosting | Joseph Oosting | Joseph Oosting | Joseph Oosting | Joseph Oosting | Joseph Oosting | Joseph Oosting | Joseph Oosting | Joseph Oosting | Joseph Oosting | Joseph Oosting | Joseph Oosting | Joseph Oosting | Joseph Oosting | Joseph Oosting | Joseph Oosting | Joseph Oosting | Joseph Oosting | Joseph Oosting | Joseph Oosting | Joseph Oosting | Joseph Oosting | Joseph Oosting | Joseph Oosting |
| Punten per speelronde             | 1              | 1              | 3              | 0              | 1              | 0              | 0              | 3              | 0              | 3              | 0              | 1              | 3              | 0              | 3              | 3              | 0              | 1              | 3              | 1              | 1              | 0              | 1              | 3              | 3              | 3              | 0              | 3              | 0              | 0              | 3              | 3              | 3              | 3              |
| Punten na speelronde              | 1              | 2              | 5              | 5              | 6              | 6              | 6              | 9              | 9              | 12             | 12             | 13             | 16             | 16             | 19             | 22             | 22             | 23             | 26             | 27             | 28             | 28             | 29             | 32             | 35             | 38             | 38             | 41             | 41             | 41             | 44             | 47             | 50             | 53             |
| Stand na speelronde               | 9              | 12             | 6              | 10             | 10             | 13             | 14             | 12             | 15             | 11             | 12             | 13             | 11             | 13             | 12             | 10             | 10             | 12*            | 10*            | 10*            | 11*            | 13*            | 13             | 11             | 9*             | 8*             | 9*             | 9              | 9*             | 10             | 9              | 9              | 9              | 8              |
| Stand beloftenteams na speelronde | 2              | 2              | 2              | 2              | 2              | 2              | 2              | 2              | 3              | 2              | 2              | 2              | 2              | 2              | 2              | 2              | 2              | 2              | 2              | 2              | 2              | 2              | 2              | 2              | 1              | 1              | 1              | 1              | 1              | 1              | 1              | 1              | 1              | 1              |

0*; stand op de ranglijst met onvolledig gespeeld programma.
| (Eind)stand                    | Kwalificatie voor                                     |
| ------------------------------ | ----------------------------------------------------- |
| 1                              | Kampioen, maar zonder promotie naar de Eerste divisie |
|                                | (Plaatsvervangende) periodekampioen                   |
| 2 t/m 14                       | –                                                     |
| 15, 16                         | Play-offs tegen degradatie naar de Derde divisie      |
| laatste beloftenteam of 17, 18 | Degradatie naar de Derde divisie                      |

## Wedstrijden Jong Vitesse

### Tweede divisie
| Datum                             | Thuis                 | Uitslag   | Uit                   | Doelpunten Jong Vitesse                                      |
| --------------------------------- | --------------------- | --------- | --------------------- | ------------------------------------------------------------ |
| zaterdag 25 augustus 2018, 18:00  | VVSB                  | 2–2 (1–0) | Jong Vitesse          | Schuurman (1–1), Mercan (1–2)                                |
| zaterdag 1 september 2018, 16:00  | Jong Vitesse          | 1–1 (0–1) | Jong Almere City FC   | De Beer (1–1)                                                |
| zaterdag 8 september 2018, 15:00  | Kozakken Boys         | 0–1 (0–0) | Jong Vitesse          | De Beer (0–1)                                                |
| zondag 16 september 2018, 14:30   | Jong Vitesse          | 0–1 (0–1) | Koninklijke HFC       | (–)                                                          |
| zaterdag 22 september 2018, 14:30 | GVVV                  | 1–1 (1–1) | Jong Vitesse          | Buitink (0–1)                                                |
| zaterdag 29 september 2018, 15:00 | Jong Vitesse          | 0–1 (0–0) | Jong Sparta Rotterdam | (–)                                                          |
| zaterdag 6 oktober 2018, 15:30    | Rijnsburgse Boys      | 4–3 (1–2) | Jong Vitesse          | Acheffay (1–1), De Beer (1–2), Ten Teije (3–3)               |
| zaterdag 13 oktober 2018, 18:00   | Jong Vitesse          | 2–1 (0–0) | IJsselmeervogels      | Schuurman (1–0), Acheffay (2–0)                              |
| zaterdag 20 oktober 2018, 18:00   | Jong Vitesse          | 0–1 (0–1) | BVV Barendrecht       | (–)                                                          |
| zondag 28 oktober 2018, 14:30     | FC Lienden            | 2–4 (0–1) | Jong Vitesse          | Agrafiotis (2x; 2–3, 2–4), Acheffay (0–1), Mercan (1–2)      |
| zaterdag 3 november 2018, 18:00   | Jong Vitesse          | 1–2 (0–0) | SV Spakenburg         | Aktas (1–1)                                                  |
| zaterdag 17 november 2018, 15:30  | VV Katwijk            | 0–0 (0–0) | Jong Vitesse          | (–)                                                          |
| zondag 25 november 2018, 14:30    | Jong Vitesse          | 1–0 (0–0) | De Treffers           | Ten Teije (1–0)                                              |
| zondag 2 december 2018, 14:00     | AFC                   | 4–1 (2–1) | Jong Vitesse          | Aktas (0–1)                                                  |
| zaterdag 8 december 2018, 18:00   | Jong Vitesse          | 2–1 (2–1) | SVV Scheveningen      | De Beer (1–1), Schuurman (2–1)                               |
| zaterdag 15 december 2018, 15:30  | HHC Hardenberg        | 0–3 (0–1) | Jong Vitesse          | Aktas (0–1), Mercan (0–2), Musaba (0–3)                      |
| zaterdag 12 januari 2019, 14:30   | Jong Vitesse          | 0–1 (1–3) | Excelsior Maassluis   | Aktas (1–2)                                                  |
| zondag 20 januari 2019, 14:30     | Jong Sparta Rotterdam | 1–1 (0–0) | Jong Vitesse          | Berden (1–1)                                                 |
| zondag 27 januari 2019, 15:30     | Jong Vitesse          | 4–0 (2–0) | VVSB                  | Buitink (2x; 2–0, 3–0), Acheffay (1–0), Berden (4–0)         |
| zaterdag 2 februari 2019, 15:30   | Jong Almere City FC   | 1–1 (0–0) | Jong Vitesse          | Beekman (0–1)                                                |
| zaterdag 9 februari 2019, 15:30   | Jong Vitesse          | 1–1 (1–0) | Kozakken Boys         | Acheffay (1–0)                                               |
| zaterdag 16 februari 2019, 14:30  | Koninklijke HFC       | 1–0 (0–0) | Jong Vitesse          | (–)                                                          |
| zaterdag 23 februari 2019, 15:30  | Jong Vitesse          | 1–1 (1–1) | VV Katwijk            | Ten Teije (1–0)                                              |
| zaterdag 9 maart 2019, 15:00      | SV Spakenburg         | 0–2 (0–1) | Jong Vitesse          | Ten Teije (0–1), Acheffay (0–2)                              |
| zaterdag 16 maart 2019, 15:30     | Jong Vitesse          | 4–2 (2–1) | FC Lienden            | Margaret (2x; 1–1, 4–1), Ten Teije (2–1), Musaba (3–1)       |
| zaterdag 23 maart 2019, 14:30     | BVV Barendrecht       | 1–5 (0–1) | Jong Vitesse          | Musaba (3x; 0–1, 0–2, 1–5), Margaret (2x; 1–3, 1–4)          |
| zaterdag 30 maart 2019, 14:30     | SVV Scheveningen      | 1–0 (1–0) | Jong Vitesse          | (–)                                                          |
| zaterdag 6 april 2019, 15:30      | Jong Vitesse          | 4–1 (1–0) | HHC Hardenberg        | Acheffay (3x; 1–0, 2–1, 4–1), Berden (3–1)                   |
| zondag 14 april 2019, 14:30       | De Treffers           | 3–0 (2–0) | Jong Vitesse          | (–)                                                          |
| zaterdag 20 april 2019, 14:30     | Jong Vitesse          | 2–3 (1–2) | AFC                   | Ten Teije (1–0), Musaba (2–2)                                |
| zaterdag 4 mei 2019, 14:30        | Jong Vitesse          | 4–1 (1–0) | Rijnsburgse Boys      | Ten Teije (1–0), Musaba (2–0), Schuurman (3–0), Dkidak (4–1) |
| zaterdag 11 mei 2019, 15:00       | IJsselmeervogels      | 2–3 (1–1) | Jong Vitesse          | De Beer (0–1), Schuurman (2–2), Acheffay (2–3)               |
| zaterdag 18 mei 2019, 18:00       | Jong Vitesse          | 3–0 (1–0) | GVVV                  | Ten Teije (1–0), Grotenbreg (2–0), Adnane (e.d.; 3–0)        |
| zaterdag 25 mei 2019, 15:30       | Excelsior Maassluis   | 3–4 (1–1) | Jong Vitesse          | Kurt (2x e.d.; 2–2, 3–3), Ten Teije (1–1), Schuurman (3–4)   |

### Oefenwedstrijden
| Datum                     | Locatie               | Thuis             | Uitslag        | Uit                         | Doelpunten Jong Vitesse                                                                | Bijzonderheden                       |
| ------------------------- | --------------------- | ----------------- | -------------- | --------------------------- | -------------------------------------------------------------------------------------- | ------------------------------------ |
| zaterdag 21 juli 2018     | Doornspijk            | Jong Vitesse      | 4–1 (1–0)      | Wolverhampton Wanderers U23 | Martijn Berden (1–0), Hicham Acheffay (2–0), Richie Musaba (3–0), Lars ten Teije (4–1) |                                      |
| dinsdag 24 juli 2018      | Epe                   | SC Cambuur        | 0–0 (0–0)      | Jong Vitesse                | (–)                                                                                    |                                      |
| zaterdag 28 juli 2018     | Driel                 | Jong Vitesse      | 0–1 (0–1)      | Baniyas                     | (–)                                                                                    |                                      |
| dinsdag 7 augustus 2018   | Papendal              | Jong Vitesse      | 3–3 (0–1, 1–3) | Jong Go Ahead Eagles        | Lars ten Teije (1–1), Anil Mercan (2–3), Jesse Schuurman (3–3)                         | Wedstrijd 3x 25 minuten i.v.m. hitte |
| zaterdag 11 augustus 2018 | Sportpark De Abdijhof | FC Lienden        | 0–1 (0–0)      | Jong Vitesse                | Anil Mercan (0–1)                                                                      |                                      |
| zaterdag 18 augustus 2018 | Papendal              | Jong Vitesse      | 2–0 (1–0)      | Jong FC Groningen           | Anil Mercan (1–0), Martijn Berden (2–0)                                                |                                      |
| dinsdag 11 september 2018 | Papendal              | Jong Vitesse      | 0–0 (0–0)      | Jong De Graafschap          | (–)                                                                                    |                                      |
| dinsdag 8 januari 2019    | Papendal              | Jong Vitesse      | 3–0 (2–0)      | VV DUNO                     | ?                                                                                      |                                      |
| dinsdag 15 januari 2019   | Cars Jeans Stadion    | Jong ADO Den Haag | 3–0 (0–0)      | Jong Vitesse                | (–)                                                                                    |                                      |